# История египтологии

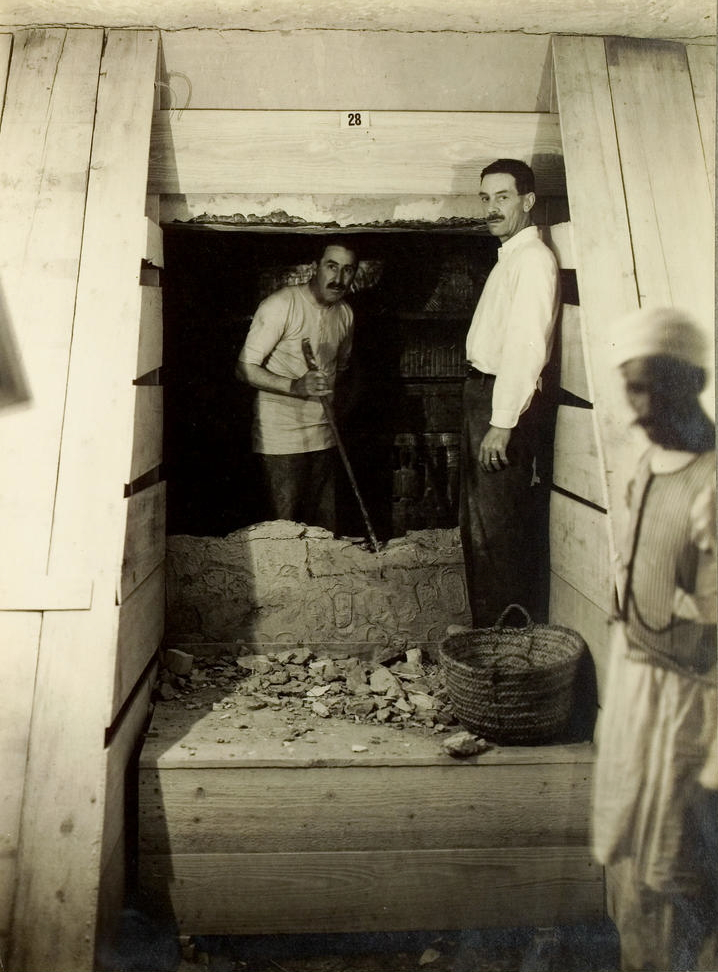
Говард Картер (в глубине) и Артур Мэйс открывают вход в гробницу Тутанхамона. Фото Бёртон, Гарри 1923 года

Познавательный интерес к египетским древностям фиксируется ещё со времён античного мира. Первое описание древнеегипетских памятников, нравов и обычаев было представлено в середине V века до н. э. Геродотом во второй книге его «Истории». Египетский жрец Манефон два века спустя представил на греческом языке систематизированное изложение египетской истории, не дошедшее до нас в полном объёме. После римского завоевания Египта отмечается устойчивый интерес к его искусству и религии; по упоминаниям известны названия нескольких трактатов о египетском письме, один из которых, написанный неким Гораполлоном, дошёл до наших дней. Во время арабского завоевания некоторые мусульманские географы и историки (Ибн Вахшия) разрабатывали вопросы коптского языка и египетских древностей. В эпоху ренессансного гуманизма Египет стал восприниматься как прародина герметизма и всех мировых культур. В XVII веке Афанасий Кирхер опубликовал первые словари и грамматики коптского языка и предпринял неудачную попытку дешифровки иероглифики, продолженную учёными XVIII—XIX веков, в том числе Георгом Соэгой и Давидом Окербладом.
Египетский поход Наполеона породил первую волну египтомании; научное изучение языка и культуры страны пирамид стимулировалось открытием Розеттского камня. Наполеоновские учёные выпустили многотомное иллюстрированное «Описание Египта» (1809—1829). Деятельность политических деятелей и авантюристов 1810-х годов, наподобие Генри Солта и Джованни Бельцони, привела к созданию первых коллекций египетского искусства и основанию первых «египетских» музеев в Берлине и Турине. Из профессиональных учёных ближе всех к дешифровке египетской письменности подошли французский востоковед Сильвестр де Саси и английский физик, медик и лингвист Томас Юнг.
Общепризнанной датой создания «Старой школы» научной египтологии считается 27 сентября 1822 года, когда Жан Шампольон объявил о фонетической дешифровке иероглифики. В 1828—1830 годах Шампольон возглавлял Франко-тосканскую экспедицию в Египет, по результатам которой представил первые словарь и грамматику египетской иероглифики. Для Шампольона в 1831 году была открыта первая в мире кафедра египтологии в Коллеж де Франс. Окончательную дешифровку письменности осуществил после рано скончавшегося Шампольона Карл Рихард Лепсиус, под руководством которого в 1842—1845 годах прошла прусская экспедиция в Египет и Нубию. Хотя демотикой активно занимался ещё Т. Юнг, дешифровку этого письма и составление словаря осуществил Генрих Бругш. Основную роль в развитии египтологии XIX века сыграли французские учёные: Огюст Мариетт основал в Каире и возглавил Службу древностей и Египетский музей; Гастон Масперо, сменивший его, обнаружил тайник мумий фараонов в Дейр-эль-Бахри и «Тексты пирамид». К началу XX века во всех крупнейших европейских странах создаются египтологические учреждения с филиалами в Каире, а также были основаны важнейшие научные журналы. Появляются обобщающие труды по истории и культуре Древнего Египта, написанные Г. Масперо, Э. Мейером, Дж. Брэстедом, Б. Тураевым.
В начале XX века в Европе господствовала «Берлинская школа», из-за чего иногда период 1882—1914 годов обозначается как «Золотой век египтологии». В столице Германии учились или стажировались практически все значительные египтологи своего времени, в том числе английские, американские и русские, часто — основатели национальных школ. Крупнейшим достижением Берлинской школы стала публикация семитомного «Берлинского словаря египетского языка» (1926—1953). Первенство в полевых археологических исследованиях в первой трети века переходит к английскому Фонду исследований Египта; создателем научной методологии египетской археологии считается Флиндерс Питри, который работал по всей территории Египта; его учениками были Перси Ньюберри, Джеймс Квибелл, Говард Картер. Открытие гробницы Тутанхамона спровоцировало новую волну египтомании. Параллельно в 1910—1950-е годы были совершены крупные открытия: раскопаны руины Ахетатона, царские некрополи в Дахшуре, Гизе и Саккаре, открыты царские ладьи Хеопса. Из-за проекта строительства Асуанской плотины в 1955 году правительством Египта и ЮНЕСКО был создан Центр исследований и документации по Древнему Египту, координирующий египтологические проекты в глобальном масштабе. В 1961—1963 годах под руководством Б. Б. Пиотровского прошла советская египтологическая экспедиция, открывшая в районе Вади Эль-Аллаки раннединастические памятники, параллельно активно работали польские египтологи (в Эдфу и других местах). Со второй половины XX века происходит бурное развитие египтологии в Арабской республике Египет (Селим Хасан, Лабиб Хабаши, Ахмед Фахри, Салима Икрам), Служба древностей Египта с 1994 года приобрела министерский статус и стала координировать работу иностранных археологов. Усилиями Захи Хавасса был основан Большой Египетский музей и вновь открыты музеи в Луксоре, Асуане, Саккаре, Гизе.

## Донаучная египтология

### Древний мир

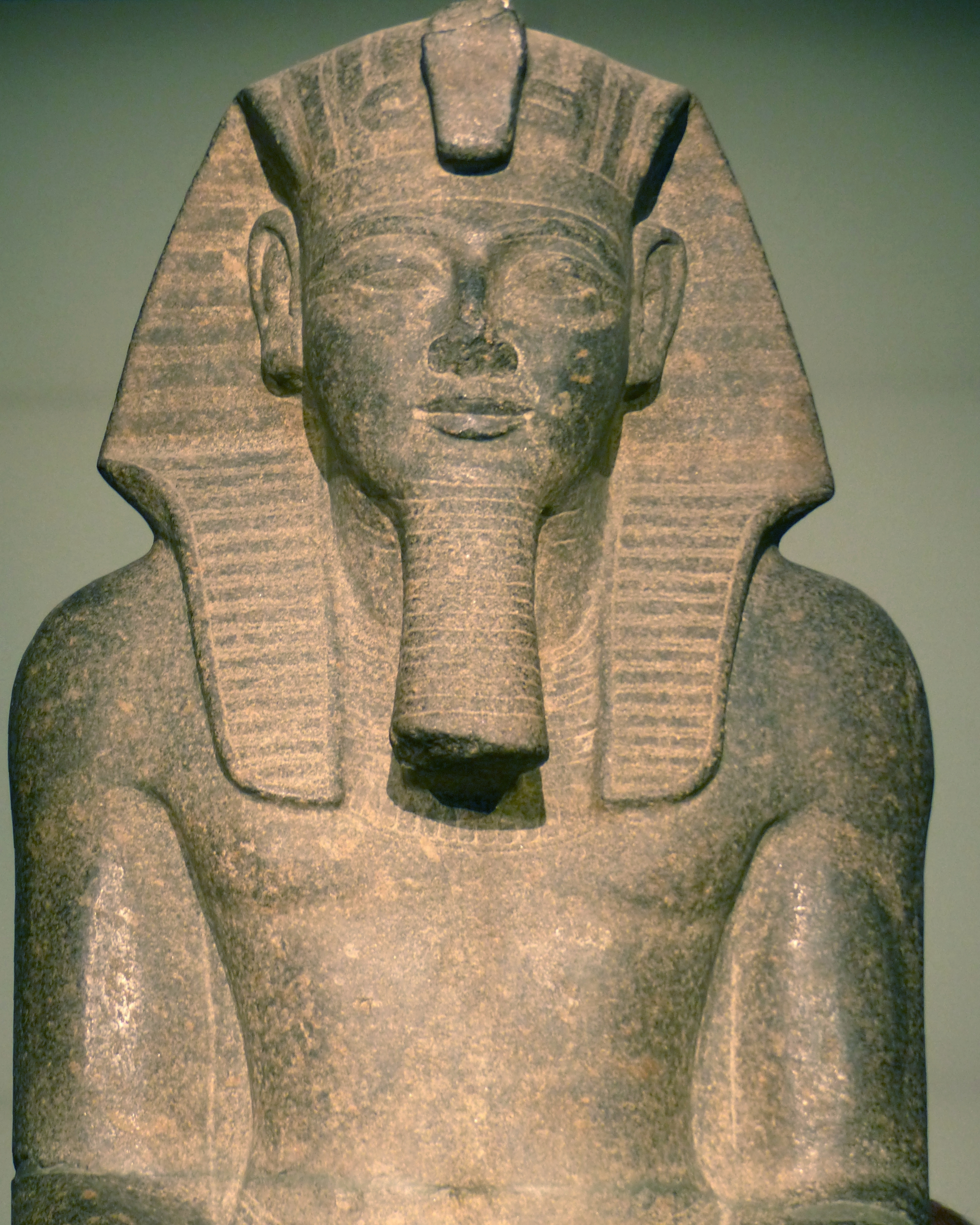
Часть статуи «первого египтолога» — принца Хаэмуасета, экспонированной в 2016—2017 годах в музее Арля

В мировой науке сложилось убеждение, что история как дисциплина по сознательному сохранению знания о прошлом и историография как саморефлексия этого знания возникли в античной Греции. Реконструируемое из источников отношение народов Древнего Востока к прошлому отличалось от свойственного античным грекам, однако функционирование религиозных и политических институтов требовало определённой деятельности по изучению истории. От разных династий Древнего Египта дошли разные варианты царских списков, например, «Палермский камень» или Туринский папирус. Предположительно, самый старый вариант царского списка относился к VI династии (саркофаг царицы Анхенеспепи III). Царские списки были помещены на стены заупокойных храмов фараонов XIX династии — Сети I и Рамзеса II — в Абидосе. В XXI веке «первым египтологом» иногда именуют принца Хаэмуасета, сына фараона Рамзеса II, занимавшего должность верховного жреца Птаха в Мемфисе. В Саккаре сохранились эпиграфические памятники, которые можно истолковать как целенаправленную деятельность жреца по расчистке от песков пустыни и реставрации древних памятников. Надписи принца Хаэмуасета были нанесены на пирамиды Униса, Усеркафа, Микерина, Джосера, Сахура, Исеси и Сенусерта III, а также мастабу Шепсескафа и храм солнца Ниусерра, и посвятительную статую IV династии в Мемфисе; они идентифицировали прошлое этих сооружений и возобновляли ритуал поминовения. В то же время этот же принц активно использовал древние руины как источник строительных материалов для монументов своего отца. Данная практика не прекращалась в Египте при всех сменявшихся в стране властях вплоть до середины XIX века. Существующие эпиграфические памятники свидетельствуют, что на территории Египта традиционные религиозные практики и обслуживающая их письменность (иероглифика и демотика) существовали до эдикта Феодосия 391 года. Последняя иероглифическая надпись, найденная в Египте, датирована 394 годом, а демотический документ — 452 годом; оба происходят с далёкого Юга — острова Филе. Египетский патриарх Шенуте в своих проповедях осуждал языческую письменность, считая надписи «орудиями умерщвления души человеческой», ибо слагающие их знаки изображают скорпионов, змей, крокодилов и прочих ядовитых и бессловесных тварей. После прерывания традиции на века все сведения о древностях Египта можно было почерпнуть лишь из трудов греческих писателей или Библии. В разных контекстах в библейских книгах Ветхого Завета эта страна упоминается более семисот раз (точное число разнится в разных языковых версиях) и около тридцати раз в Новом Завете.
Греческие путешественники и писатели были первыми иноплеменниками, проявившими познавательный интерес к египетской культуре и прошлому. Богатство и мощь «стовратных Фив» упоминается в «Илиаде» (IX, 383). Непосредственные греко-египетские контакты в эпоху Позднего царства привели к осмыслению египетской культуры в категориях мифологического сознания, так как в древнегреческой мифологии страна Нила стала восприниматься как своего рода святая земля, вместилище изначальной мудрости. Подобное отношение к Египту представлено в диалогах Платона. Первое описание Египта содержалось в «Истории» Геродота (книги II и III), который посетил Египет примерно в 450-е годы до нашей эры. Именно Геродот привёл легенду о строительстве пирамиды Хеопса и описал Лабиринт, почти полностью разрушенный в последующие века. После основания династии Птолемеев Египет прочно вошёл в эллинистическую ойкумену, но это не привело к ассимиляции египтян. Около 300 года до н. э. в Египте побывал Гекатей Абдерский, чьё сочинение «Египтиака» (др.-греч. Ἀιγυπτιακά) не сохранилось. Существует предположение, что этот трактат существенно укрепил философский миф о Египте как праматери цивилизации, религии и ритуалов. Сводную историю Египта создал в 280-е годы до н. э. египетский жрец Манефон, основываясь как на греческих, так и на автохтонных письменных данных, явно продолжавших традицию царских списков. Однако его сочинение не сохранилось, хотя его цитировали Иосиф Флавий и Евсевий Кесарийский. Фрагментарное цитирование труда Манефона в противоречащих друг другу вторичных свидетельствах крайне затрудняет реконструкцию его работы. «Историческая библиотека» Диодора Сицилийского, напротив, следовала нарративной стратегии Геродота, в том числе в повторении неправдоподобных рассказов местных «гидов». Впрочем, сообщаемые Диодором подробности процесса мумификации отражают традицию, неизвестную Геродоту. К I веку нашей эры относятся небольшой трактат Плутарха «Об Исиде и Осирисе» и фрагменты об изготовлении папируса «Естественной истории» Плиния Старшего.

Египет в римском искусстве
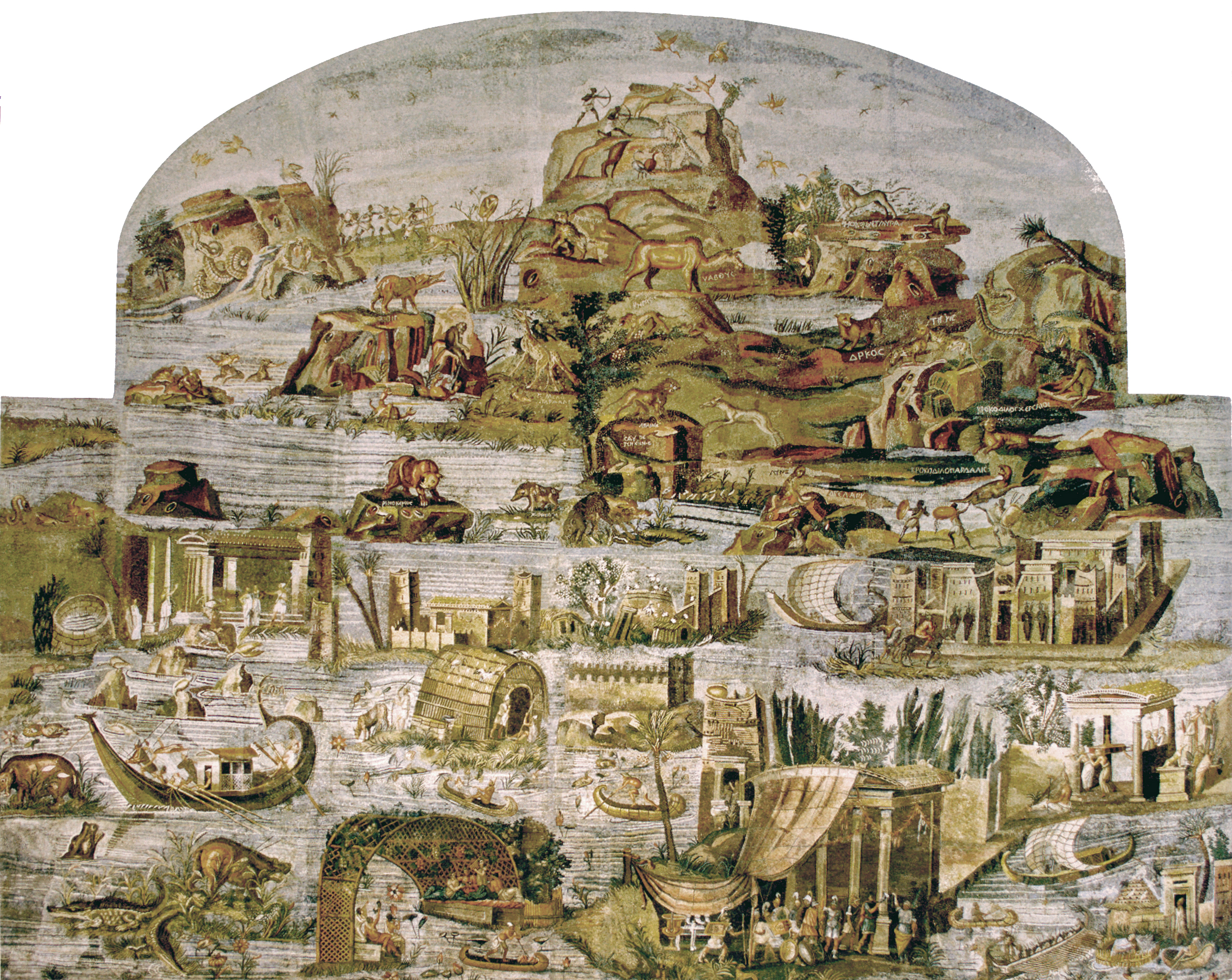
Нильская мозаика
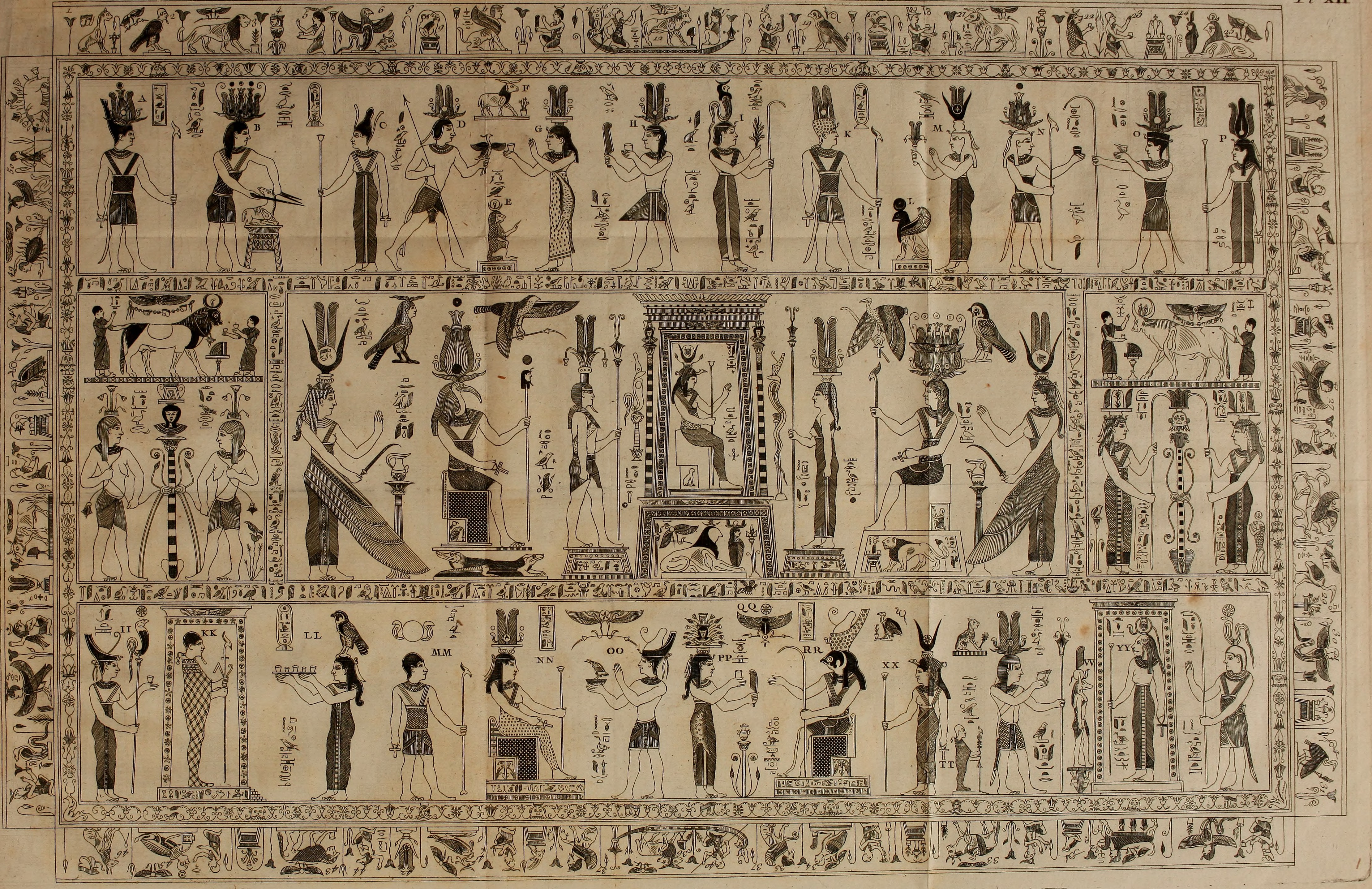
«Скрижаль Исиды» на репродукции 1752 года
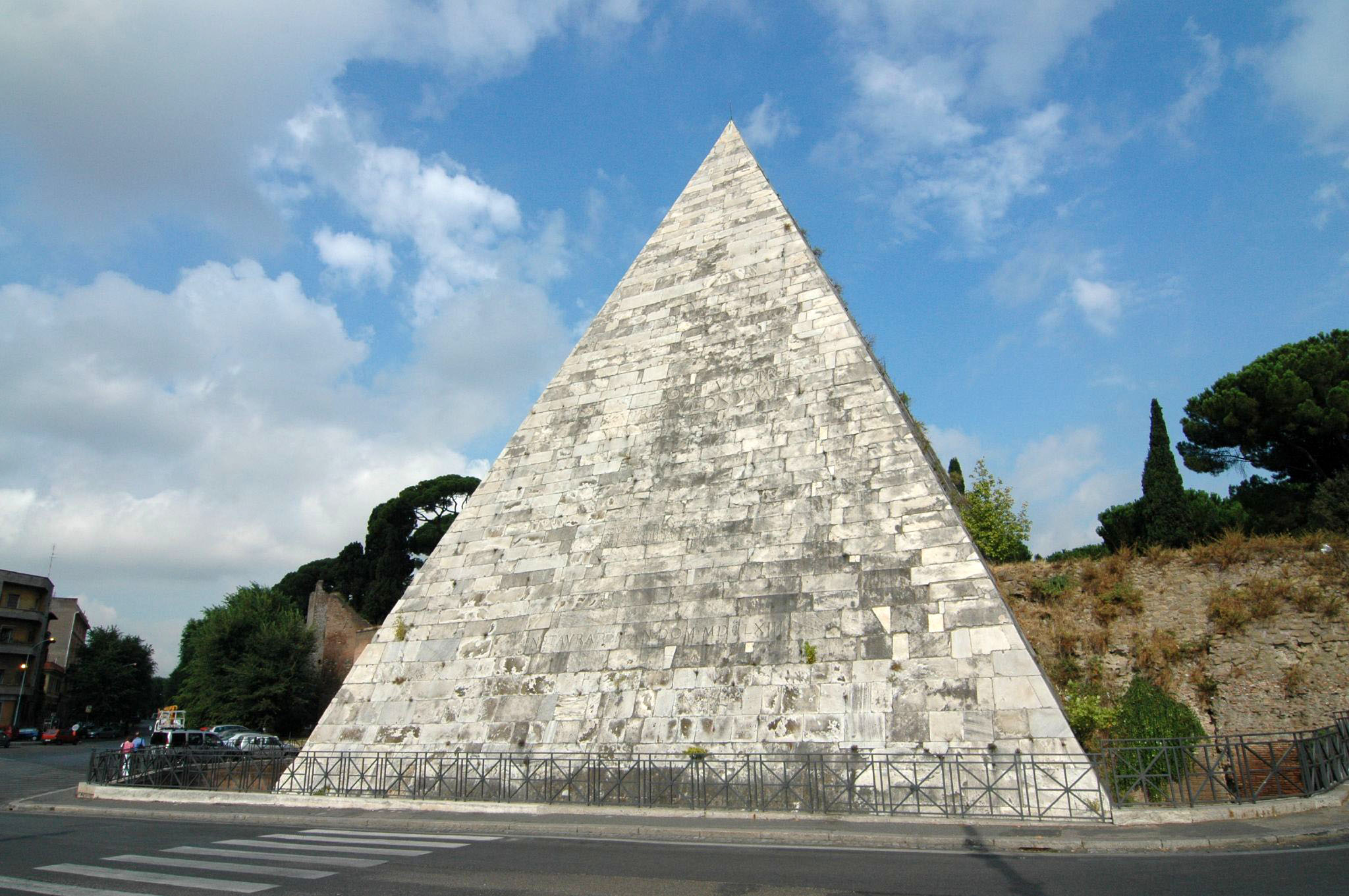
Пирамида Цестия
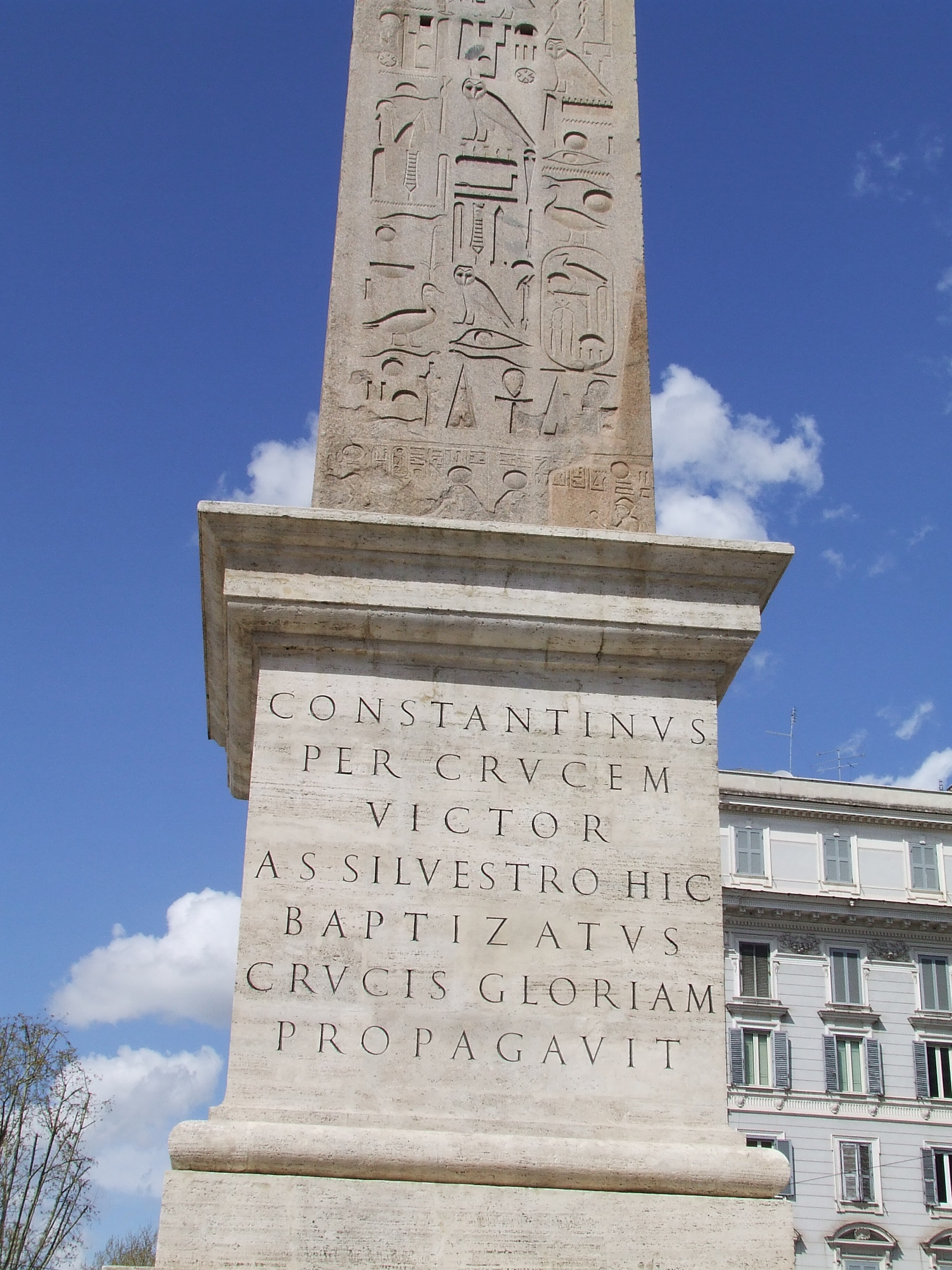
Основание Латеранского обелиска?!

В римскую эпоху в течение долгого времени существовала мода на египетские вещи, что, по-видимому, было связано с популярностью культа Исиды. Последний был широко распространён ещё в III веке нашей эры, о чём свидетельствует роман Апулея «Золотой осёл». Образцами «моды» на египетскую религию являются произведения искусства из древних Помпей и Италии («Нильская мозаика») и бронзовая скрижаль Исиды, украшенная стилизованными иероглифами, приблизительно воспроизводящими египетский образец. Сохранилась и Пирамида Цестия, а также руины обширного храма Исиды на Марсовом поле. Императоры вывозили из Египта в виде трофеев обелиски, и эта «мода» продолжалась в правления от Октавиана Августа до Констанция II (воздвижение 500-тонного Латеранского обелиска описано Аммианом Марцеллином, который привёл верный перевод надписи на обелиске). При Домициане и Адриане были высечены новые обелиски, украшенные грамматически правильными иероглифическими надписями. В общей сложности в императорском Риме было установлено около 50 обелисков, вывезенных с берегов Нила. В новую имперскую столицу Константинополь в IV веке было привезено и установлено четыре египетских обелиска. В оазисе Дахла был воздвигнут двойной храм римских императоров Веспасиана и Домициана.
Забвение египетской письменности ощущалось уже в начале римского правления. Диодор Сицилийский воспроизводил фантастическую надпись на одной из статуй Рамессеума, в которой якобы упоминался царь «Озимандий»; эта легенда в эпоху романтизма сильно мешала дешифровке письменности. Плиний Старший заявлял, что иероглифика происходила от месопотамской клинописи, а не была даром богов. Однако и он не знал, что египетское письмо фиксирует разговорный язык, а не является символическим отображением философских принципов. Аммиан Марцеллин цитировал сочинение некоего Гермапиона, посвящённое египетским иероглифам, и тут же утверждал, что природа этих знаков была символической («Деяния», книга XVII, гл. 4, 11). Такие же ошибочные сведения содержатся в «Иероглифике» Гораполлона, созданной в IV или V веке. Автор имел доступ к подлинным египетским текстам, но, вероятно, уже не понимал системы письменности; вновь открытый в XV веке трактат рассматривался как серьёзный источник вплоть до конца XIX века. Верные сведения о существовании у египтян трёх видов письменности — демотики («эпистолографики»), иератики и иероглифики приводил в «Строматах» Климент Александрийский; именно он и ввёл термин «иератика». В эпоху Поздней Античности был создан «Герметический корпус», который высоко ценили раннехристианские писатели — Лактанций и Августин Аврелий.

### Арабские авторы Средневековья

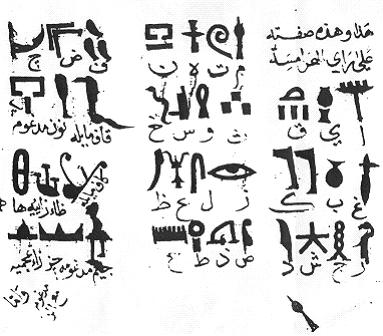
Иероглифический «алфавит» Ибн Вахшии с арабскими пояснениями. Bibliothèque nationale de France. Département des manuscrits. Arabe 6805

Арабское завоевание Египта, начавшееся в 642 году, привело к принципиально новому взгляду на древности этой страны. Арабские учёные уже со времени Омейядов взаимодействовали с коптами, привлекая монахов для административной деятельности и для экспертизы находок. Аль-Макризи и Аль-Давадари упоминали о коптских книгах по налогообложению и даже истории, которые использовались правителями. По-видимому, труды Геродота, Манефона и Плутарха были доступны ан-Надиму и Бируни (последний упоминал, что владел книгами, где перечислялись «цари Асхура из Мосула» и «цари коптов»). Согласно Аль-Макризи, у халифа Умара ибн Абдул-Азиза была коллекция египетских древностей — каменных антропоморфных саркофагов, которые глава государства считал зримым доказательством окаменения воинов фараона, преследовавших Мусу-Моисея. Аль-Идриси приводил историю, как в 816 году халиф Аль-Мамун, прибывший в Египет для подавления восстания, повелел вскрыть пирамиду Хеопса. Согласно сообщению, были найдены зелёный фаянсовый кувшин с золотыми украшениями в 1000 динаров стоимостью (сумма совпала с расходами на взлом пирамиды) и многие другие вещи, которые халиф забрал с собой в Багдад. Внутри пирамиды были восходящие и нисходящие коридоры, а вверху нашли кубическую камеру (судя по размерам, это была Палата Царицы), где в алебастровом саркофаге была плохо сохранившаяся мумия. Аль-Идриси приводил другие истории о проникновении в пирамиды, где иногда обнаруживались сокровища. Ещё Ибн Тулун объявил государственную монополию на древние сокровища, на раскопки необходимо было приобретать лицензию и допускать чиновника, который оценивал находки. Параллельно распространялось множество поверий, что древние захоронения защищены магией. Коранические легенды о богатстве фараона способствовали раскопочной деятельности: Аль-Димишки в XIV веке сообщал, что в Дендере некто незаконно выкопал огромный клад и был передан властям в Каире с сотней мешков сокровищ. Существование средневековой ювелирной мастерской в этом городе было подтверждено археологами XX века. Богослов XIII века Ибн аль-Хадж аль-малики Аль-Мадхаль объявил охоту за сокровищами несовместимой с нормами ислама и приравнял к душевной болезни.
Египетский историк Окаша эль-Дали доказывал, что средневековые арабы унаследовали позднеантичный интерес к египетским древностям, и в Египте существовали арабские учёные, владевшие греческим и коптским языками, которые были способны читать, по крайней мере, некоторые демотические знаки. Однако они разделяли мнение, что иероглифы — это символическое обозначение божественных истин или «лжи демонов», и каждый иероглиф является обозначением отдельного понятия. Учёный X—XI веков Ибн Фатик, писавший о поисках Пифагором египетской мудрости, знал, что в Древнем Египте было три вида письменности, возможно, заимствовав эти сведения у Климента Александрийского. Попытку дешифровать письменность Древнего Египта предпринял впервые мистик Ибн Вахшия, упоминавшийся в трактате ан-Надима. Ибн Вахшия предложил метод использования коптского языка, демотического, коптского и химьяритского письма в качестве ключа к фонетической дешифровке (возможно, он знал, что Плотин признавал фонетический характер иероглифики). Аль-Идриси и Аль-Калкашанди также связывали коптский и древний египетский языки (именуя последний «древнекоптским», al-qibitiyah al-ula). Аль-Максуди приводил рассказ старого коптского монаха, который объяснил, что коптский алфавит — это смесь «древних местных букв и греческих». У Ибн Вахшии были предшественники, труды которых не сохранились. В Стамбуле уцелела уникальная рукопись примерно X века «Халь аль-Румуз ду аль-Нун аль-Мисри» («Изъяснение египетских символов»), в которой имеется 14-страничная таблица, где знаки и фонетическое чтение арабского письма соотносятся с письменными знаками Древнего Египта (всего их около 300), а также латинским, греческим, южноаравийским и персидским письмом. В труде Ибн Вахшии приведены 38 фонетических знаков египетского письма, из которых 12 воспроизведены и прочитаны верно. Далее он приводит длинные списки иероглифических эпитетов и царских титулов: вполне узнаваемо священное имя и титул фараона XII династии Аменемхета II, несмотря на искажения изображений в рукописи при последующей рукописной передаче. Эта часть манускрипта демонстрирует, что учёный отличал детерминативы от фонетической части иероглифов; чтения и значения некоторых иероглифов («справедливость») указаны верно. По-видимому, он знал и о трактате Гораполлона.

### Египетский герметизм в эпоху Ренессанса

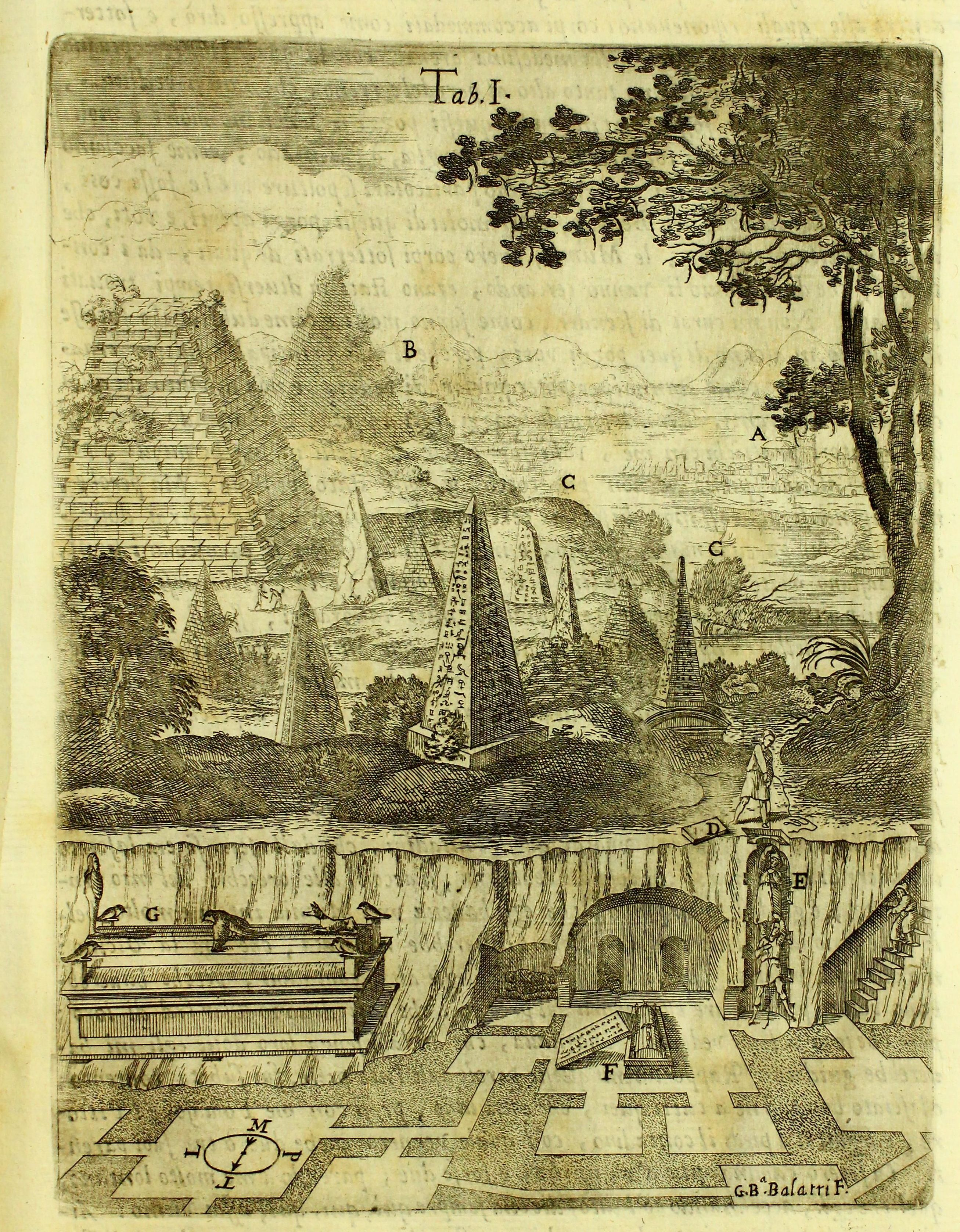
Гравюра из «Египетского Эдипа» Кирхера: подземные гробницы и пирамиды

Позднеантичный «Герметический корпус» сохранил высокое значение в Средневековье, как среди мусульманских, так и христианских мыслителей. Даже Ибн Баттута, вообще не интересовавшийся «языческими древностями» (он описал мечеть Абуль-Хаггаг в Луксоре, но проигнорировал Луксорский храм, внутри которого она была воздвигнута), утверждал, что Гермес Трисмегист спрятал свои скрижали внутри Великой пирамиды. В Египте долго сохранялась традиция приписывать Гермесу Трисмегисту древние храмы, например, в Ахмиме, в чём были единодушны Аль-Фалаки и Аль-Макризи, время жизни которых было разделено четырьмя веками. В средневековой Европе память о Египте также никогда не исчезала, хотя разрыв торговых и культурных связей приводил к курьёзам: на мозаике одного из куполов венецианского Собора Св. Марка египетские пирамиды изображены с окнами. Паломник Бернард Мудрый, побывавший в Египте на пути в Иерусалим около 870 года, утверждал, что пирамиды — это зернохранилища Иосифа Прекрасного. Вениамин Тудельский увидел в Саккаре огромные поля руин и повторил местную мусульманскую легенду, что пирамиды были воздвигнуты при помощи магии.
Подъём интереса к Египту и его древней магии стимулировался в течение XV века открытием казавшихся давно утраченными античных текстов: в 1414 году Поджо Браччолини отыскал рукопись Аммиана Марцеллина и начал перевод Диодора Сицилийского на интернациональную латынь, включая главы о Египте. Именно он окончательно установил, что знаки на римских обелисках — это египетские иероглифы. Частичный перевод «Истории» Геродота начал Баттиста Гуарино. В 1419 году на острове Андрос была открыта рукопись «Иероглифики» Гораполлона, подаренная Никколо Никколи. Греческий текст этого трактата был напечатан в 1505 году, в 1515 году вышел латинский перевод, который выдержал не менее тридцати изданий. Параллельно монах Леонардо Альберти де Кандия во время путешествия по Леванту приобрёл рукопись «Герметического корпуса» в редакции Михаила Пселла, которую преподнёс Козимо Медичи. Владетель Флоренции поручил перевод Марсилио Фичино, первое издание вышло в 1471 году и до 1500 года воспроизводилось не менее восьми раз. Мистическую традицию дешифровки продолжил Нострадамус, опубликовавший в 1545 году перевод-переработку Interprétation des Hieroglyphs de Horapollo («Перевод гораполлоновой „Иероглифики“»). С XVI века учёные-гуманисты стали пытаться расшифровывать надписи на египетских памятниках, оставшихся в Италии. Вершиной этого направления Джейсон Томпсон называл трактат Hieroglyphica sive de sacris Aegyptiorum litteris commentarii («Иероглифика, или Комментарии к священным египетским письменам») Пиерио Валериано, опубликованный в Базеле в 1556 году. Его главной задачей было представить перевод надписей на римских обелисках, но следование трактату Гораполлона не привело к успеху. В 1589 году вышел трактат медика Микеле Меркати «О римских обелисках», основанный на тех же методах. Покровитель Кеплера и канцлер Баварского герцогства Йоганн Георг Герварт фон Гогенбург (1553—1622) составил «Иероглифический тезаурус», который, по-видимому, определил интересы знаменитого полимата Афанасия Кирхера.

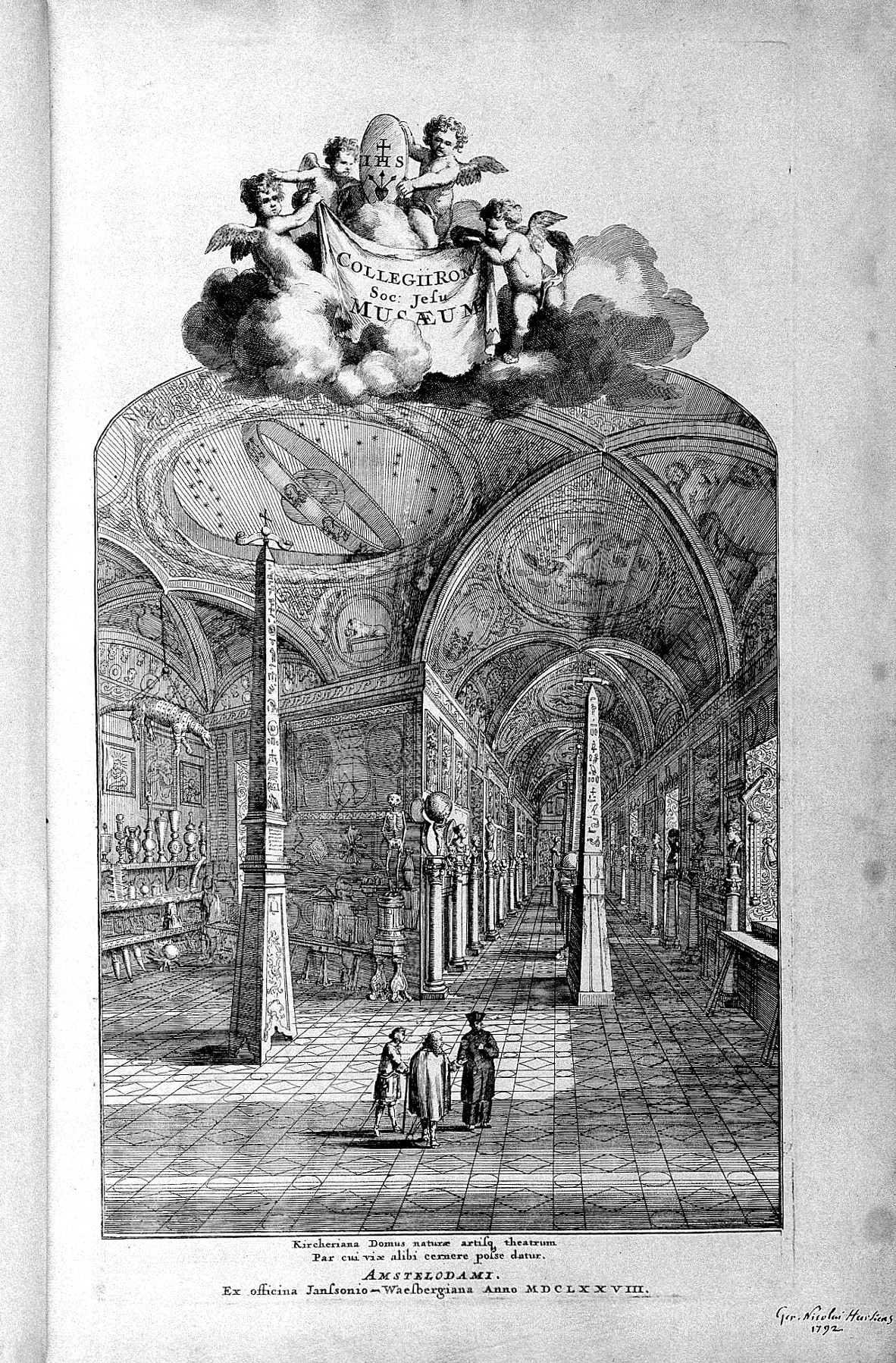
Внутренний вид коллекций Кирхерианума. Гравюра 1678 года

Первым полевым исследователем Европы, который целенаправленно занимался изучением египетских памятников и закупкой найденных при раскопках мумий и артефактов, был Пьетро делла Валле. Две мумии из его собрания (ныне хранятся в Дрездене) содержали так называемые «фаюмские портреты». Несколько арабских и коптских рукописей из собрания делла Валле, содержащих грамматики и словари, достались Афанасию Кирхеру. Однако пребывание путешественника в стране Нила длилось всего четыре месяца (сентябрь 1615 — январь 1616 года). Жан де Тевено находился в Египте в 1657—1659 годах, впервые отождествил древний Мемфис с Саккарой и однозначно заявил, что Великая пирамида была гробницей фараона, который «по воле Божьей был утоплен в Красном море со всем войском своим». Немецкий путешественник Иоганн Ванслебен побывал в Египте в 1672—1673 годах, добравшись до Сохага. Он впервые посетил Белый монастырь, приобрёл более трёхсот коптских рукописей, лично раскопал гробницу в Саккаре, откуда извлёк полдюжины мумий ибисов, впервые описал городища Арсинои и Антинополя (но принял его за Фивы). Ранее, в 1639 году в Египте побывал английский астроном Джон Гривз, который владел арабским и персидским языками и мог пользоваться практически всеми доступными в его время источниками. Он дважды посетил Каир и обследовал пирамиды, обобщив свой опыт в трактате «Пирамидография», выпущенном в 1646 году. Он впервые составил карту плато Гиза и соотнёс три великие пирамиды с царями Хеопсом, Хефреном и Микерином, а также отыскал руины заупокойного храма Хеопса. Он окончательно опроверг миф о житницах Иосифа.
Вершиной достижений египтологии до начала научной революции были труды Афанасия Кирхера. Главным в его жизни стал монументальный четырёхтомный труд «Египетский Эдип» (1652—1654), который два века оставался актуальным собранием репродукций иероглифических текстов. Однако попытки аллегорического толкования этих надписей оказались совершенно фантастическими. Тем не менее именно Кирхер признал, что изначально иероглифы обозначали реальные предметы и фонетически читались по их названиям, для чего можно было использовать коптский язык (тождество коптского и древнего египетского языков впервые обосновал Скалигер). Кирхер совершенно верно отождествил и прочитал знак «вода», то есть стал первым западным учёным со времён античности, который подошёл к фонетическому чтению египетского письма. Однако его мировоззренческая установка — католический мистицизм — противоречила столь «профанному» пониманию смысла иероглифических знаков. Это не помешало его действительно крупным достижениям: в 1626 году Пьетро делла Валле доставил в Ватиканскую библиотеку коптскую Псалтирь, Евангелие от Иоанна и рукописные словарь и грамматику бохайрского диалекта. На их основе Кирхер опубликовал в 1636 году Prodromus Coptus sive Aegyptiacus, став основателем коптологии как самостоятельной филологической дисциплины.
В XVI—XVII веках Европа переживала увлечение мумиями, которые рассматривались как чудодейственное лекарство. Убеждёнными сторонниками лечения бальзамами и порошками, изготовленными из мумий, были король Франциск I и канцлер Англии философ Фрэнсис Бэкон. Мумии упоминались в пьесах Шекспира «Виндзорские насмешницы» и «Ромео и Джульетта». Придворные врачи стали специально закупать мумии для производства мумиё: в 1549 году Андре Теве специально ездил в Саккару для гробокопательства; в 1564 году Александрию посетил наваррский врач Ги де ла Фонтен. Убеждёнными противниками этого средства были Амбруаз Паре и Томас Браун. В связи с модой в Александрии было развёрнуто производство фальшивых мумий; торговлю древностями и подделками почти на три сотни лет монополизировала еврейская община. Первая мумия поступила в коллекцию Британского музея лишь в 1722 году

### Эпоха Просвещения и рационализация египтологического знания

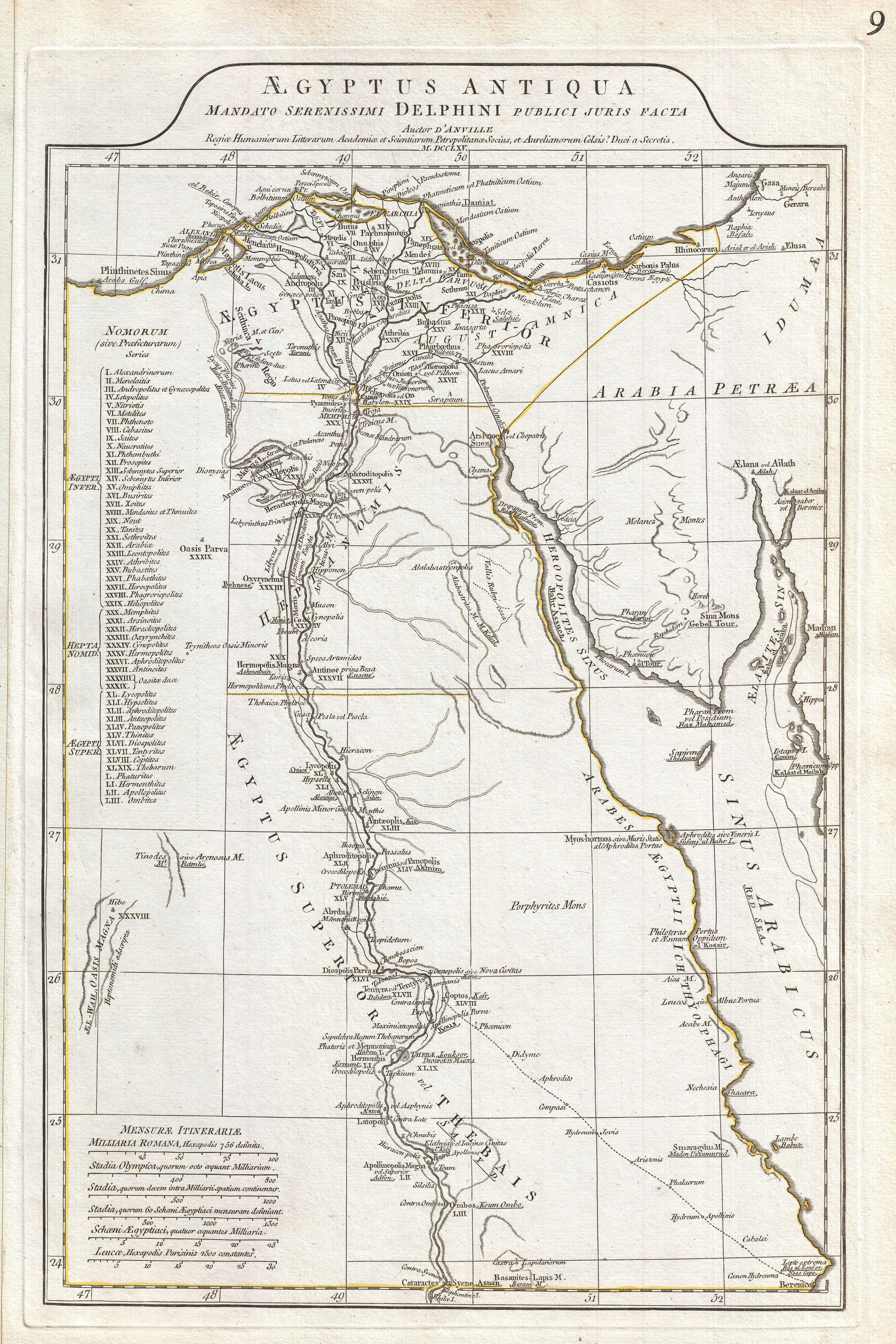
Карта Древнего Египта Aegyptus Antiqua Mandato Serenissimi Delphini Publici Juris Facta, составленная Жаном-Батистом Бургиньон д’Анвилем, издание 1794 года

В эпоху Просвещения Древний Египет постепенно становился предметом рационального изучения. В 1692—1708 годах генеральным консулом Франции в Египте был Бенуа де Майе, который явился автором объёмного сочинения, озаглавленного «Описание Египта» (первого в ряду сочинений разных авторов, имеющих аналогичный заголовок). По его собственному утверждению, де Майе побывал внутри Великой пирамиды в Гизе более сорока раз и составил точные карты и разрезы древних построек. Также он окончательно выявил существование иератики, отличной от иероглифики. По утверждению Лесли Гринера, именно де Майе был величайшим полевым исследователем XVIII века, внёсшим максимальный вклад в познание египетских древностей в век Просвещения, а его «Описание» на долгое время сделалось путеводителем, хотя сам путешественник не выезжал дальше окрестностей Каира. В Египте трижды побывал купец Поль Люка, причём во время последнего путешествия 1714—1717 годов получил инструкции королевского библиотекаря Франции по поискам редкостей и сведений о древностях. Он первым из французов добрался до Асуана и описал великий храм в Дендере, а также составил план Карнакского храма, впрочем, неточный. Выдающимся коптологом был миссионер-иезуит Клод Сикар, который в 1712—1726 годах возглавлял Каирскую миссию. Регент Филипп II Орлеанский поручил ему изучать древние памятники со съёмкой изображений и чертежей. Сикар побывал в Долине Царей, многократно бывал на Синае и объездил практически все коптские общины и монастыри в стране. Всего он описал 24 храма, более полусотни расписанных фресками гробниц, 18 обелисков и 20 пирамид. Перед кончиной от чумы он успел закончить трактат «Географические параллели древнего и современного Египта» (Французский археологический институт в Каире переиздал его в 1982 году), однако оригинальная рукопись и рисованная основа карт были утрачены. Составленная им карта считается первой научной картой Египта. На ней указаны все важнейшие археологические памятники страны и даже маршрут исхода Моисея и сынов Израилевых. В 1738—1739 годах в рамках гран-тура в Египте побывал Джон Монтегю, 4-й граф Сандвич, обозрев памятники Гизы, Дахшура и Саккары; описание их было опубликовано посмертно. В 1741 году он основал в Лондоне недолго просуществовавшее Египетское общество, секретарём которого стал будущий ирландский епископ Ричард Поукок. Поукок побывал в Египте дважды, и его труд A Description of the East and Some other Countries (1743) считается уникальным, так как он был профессиональным картографом, топографом и рисовальщиком и успел зарисовать и картографировать памятники Фаюма, Бусириса и ряда других мест до их разрушения. Однако он никогда не пытался заниматься египетским письмом. Шотландский путешественник Джеймс Брюс в 1770-е годы попытался исследовать истоки Нила, попутно сделав множество полевых наблюдений. Его египтологические заметки в основном содержатся в первом томе Travels to Discover the Source of the Nile, надиктованном по памяти в 1790 году. В частности, Брюс описал храм Птолемея IV Филопатора в Кав эль-Кебире, который был полностью разрушен в середине XIX века. Он впервые описал в Долине Царей фрески гробницы Рамзеса III, ныне сильно повреждённые, однако две гравюры в издании «Путешествий» настолько стилизованы и искажены, что не позволяют судить об оригинале.
Большой вклад в становление будущей египтологии сделали датские и итальянские учёные, финансируемые королевскими властями. В 1761 году в Египте побывал Карстен Нибур, скопировав множество иероглифических надписей. Он последовательно отделял эпиграфические надписи от изображений, которые часто смешивались его предшественниками, и принципиально отказался от аллегорического толкования их смыслов. Последовательное собирание предметов искусства Древнего Египта осуществлял пьемонтский врач и ботаник Виталиано Донати, который находился в долине Нила и на Синае в 1759—1761 годах. Он осуществил первые раскопки в Карнаке и доставил в Турин три большие каменные статуи с точнейшими обмерами места их находки. На новый уровень изучение Египта вывел выдающийся французский картограф Жан-Батист Бургиньон д’Анвиль, который особенно увлекался исторической географией. Первое издание его карты Египта последовало в 1766 году и неоднократно воспроизводилось вплоть до XIX века. Немалый прогресс был достигнут лингвистами. Епископ Глостерский Уильям Уорбертон в 1738—1741 годах выпустил противоречивый трактат «Божественная миссия Моисея», часть которого, посвящённая иероглифам, отдельно вышла во французском переводе (Essai sur les Hieroglyphes des Egyptiens, 1744). Уорбертон объявил, что иероглифика — это письменность, предназначенная для фиксации разговорной речи и «сохранения памяти о действиях и мыслях людей, а не выдуманная для того, чтобы держать оные в секрете, как это утверждалось до сих пор», однако эта идея ещё долго не разделялась учёными. Вопросами египтологии занимался аббат Бартелеми, который в 1761 году впервые предположил, что картуши могли фиксировать царские имена. Эта идея приписывалась также китаеведу де Гиню, который пытался доказать общность происхождения и языка египтян и китайцев. Новый этап в развитии коптологии был начат датским лингвистом, искусствоведом и нумизматом Георгом Соэгой. Почти половину сознательной жизни он прожил в Риме, находясь на службе кардинала Стефано Борджиа, известного коллекциями античного и египетского искусства; в его домашнем музее Соэга отвечал за египетский отдел. Датский учёный составил большой каталог египетских обелисков, выпущенный в свет в 1797 году, причём почти треть текста составляли его выкладки относительно возможности дешифровки иероглифики. В 1810 году, уже после смерти Соэги, вышел его большой каталог коптских рукописей из библиотеки Борджиа, в котором учёный окончательно разобрался с историей и функционированием коптских диалектов, оценил многообразие коптской литературы и выделил множество текстов Шенуте. Соэга-лингвист окончательно разобрался в порядке расположения иероглифических знаков, доказал, что египетское письмо имеет фонетическое значение (хотя бы отчасти), и подтвердил, что в картуши заключались царские имена. Однако в конце жизни учёный разуверился в возможности дешифровки иероглифов.

## Развитие египтологии в XIX — первой половине XX века

### Наполеоновский поход, Розеттский камень, «Описание Египта»

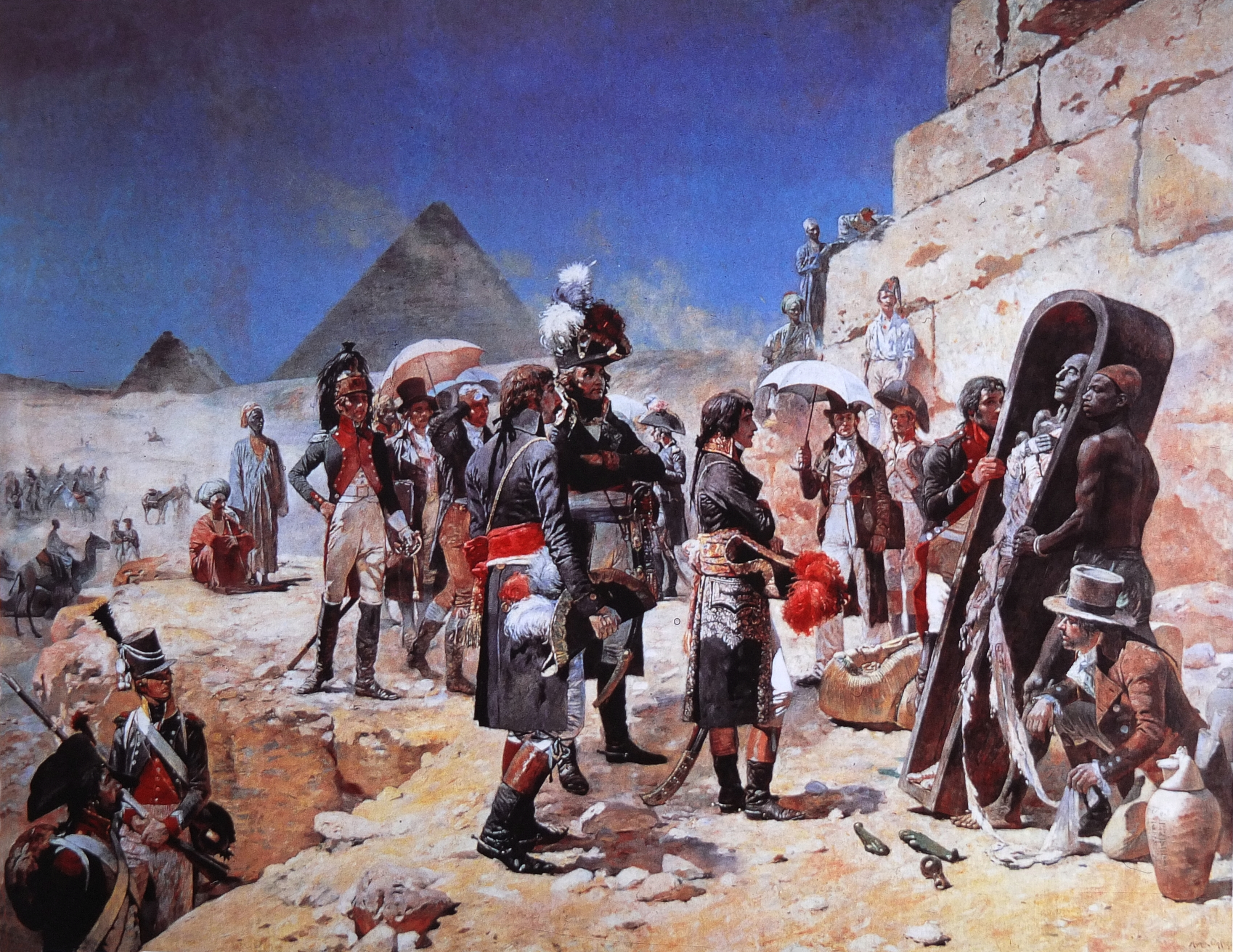
Морис Оранж. Бонапарт у пирамид созерцает царскую мумию. 1895, холст, масло. Гранвиль, музей Ришара-Анакреона

«Переоткрытие» египетской цивилизации стало следствием крупных геополитических потрясений, связанных с военной кампанией Наполеона 1798—1801 годов. В составе 17-тысячной французской армии был 151 гражданский специалист в разных областях знания, из которых образовали комиссию по наукам и искусствам. 22 августа 1798 года Наполеоном был создан Институт Египта, который должен был составить всеобъемлющее описание страны для её последующей колонизации. Среди сотрудников Института было только два специалиста-антиквара, однако и архитекторы, художники, картографы, геодезисты и инженеры активно участвовали в исследовании древностей. Президентом Института стал Гаспар Монж, его помощниками были Жозеф Фурье и Эдуар Девилье дю Терраж. Как египтологи затем прославились Эдме Жомар и Доминик Виван-Денон. Из учёных, участвовавших в египетском походе, пятеро пали в бою, пятеро были убиты, десять скончались от чумы, пятеро от дизентерии, и один утонул; пятеро умерли во Франции от последствий ранений и заболеваний. Большая их часть работала в Каире, однако Виван-Денон остался при отряде Дезе в Бени-Суэйфе и 1 февраля 1799 года добрался до Асуана. После возвращения в Каир он убедил Наполеона собрать две полевые группы для исследования Верхнего Египта под началом Луи Костаза и Фурье; они начали работу соответственно 16 и 18 августа 1799 года. В группе Фурье работал также Жомар. Крупнейшим открытием, совершённым во время экспедиции, стала находка в Розетте, совершённая приблизительно в середине июля 1799 года. Солдаты, возводившие укрепления, откопали обломок неправильной формы, высотой 112 см и 75 см в ширину, 28 см в толщину. Одна из его сторон была покрыта надписью, выполненной тремя разными видами письменности. По месту находки он получил название «Розеттского камня»; лейтенант Бушар уведомил начальство, и уже в сентябре каирская газета Courier d’Egypte предполагала, что этот камень, возможно, окажется ключом к разгадке египетского письма.
После эвакуации французской армии из Египта в 1801 году коллекции древностей (в том числе и Розеттский камень)
были захвачены англичанами и помещены в Британский музей, однако Жоффруа Сент-Илер отстоял архивы Египетского института; все накопленные учёными описания, карты и зарисовки были доставлены в Париж. В феврале 1802 года первый консул Наполеон издал декрет о публикации всех материалов египетского похода, «относящихся к науке и искусству». К 1809 году в штате редакции «Описания Египта» работало уже 36 учёных, включая Жомара и Фурье, и правительство предоставило щедрый бюджет. Было подготовлено 837 вкладок с иллюстрациями, гравированными на медных пластинах, содержащих более трёх тысяч изображений. Иллюстрации имели формат 70 × 54 см, некоторые 108 × 70 см, а карты 135 × 70 см. Первые тома вышли в 1810 году (на титульном листе стоял предыдущий год, так как императорским указом предписывалось завершить печатание в 1809 году), но издание надолго затянулось. Полный комплект «Описания» был разделён на три секции: древностей, современного состояния страны и естественной истории Египта. Иллюстрации не включались в состав текста и выпускались отдельными томами. К моменту падения наполеоновской монархии в 1815 году была выпущена примерно половина издания, однако королевское правительство тоже было заинтересовано в завершении проекта. Последний том первого издания вышел в 1824 году, а топографическая карта, засекреченная при Наполеоне, была отпечатана лишь в 1828 году (в первом томе была опубликована карта Бургиньон д’Анвиля). Текст был организован в соответствии с географией страны от Дельты до острова Филе. Участники египетского похода внесли большой вклад в издание: больше всего написал Эдме Жомар, в частности, определив египетские цифры и расшифровав систему счисления. Жозеф Фурье опубликовал две статьи — об искусстве Древнего Египта и астрономии; предположительно, ему ассистировали братья Шампольоны, которым он покровительствовал. Часть сведений и иллюстраций приобрели значение первоисточника, так как описанные Жомаром Южный и Северный храмы на Элефантине были разрушены в следующие десятилетия. Особо отмечается и эстетическое совершенство чертежей и иллюстраций, хотя иероглифика не всегда воспроизводилась корректно, будучи крайне трудоёмкой для копировальщиков и гравёров. Впервые была напечатана репродукция папируса с иератическим текстом. Американский египтолог Джон Уилсон заявил, что «египтология родилась с публикацией „Описания Египта“». Член отделения искусств Института Франции, гравёр Д. Виван-Денон также издал в Париже в 1802 году зарисовки древних памятников Египта, выполненные на местах, и, во многом благодаря ему, Европу захлестнула так называемая «египтомания». Мотивы древнеегипетского искусства стали атрибутом французского ампира, а одной из составляющих эпохи романтизма сделалась мода на всё египетское. В 1804 году Д. Виван-Денон был назначен директором Наполеоновского музея (позднее Лувр), но египетский отдел в нём был создан только в 1826 году для Шампольона.

Наполеоновские египтологи, творцы «Описания Египта»
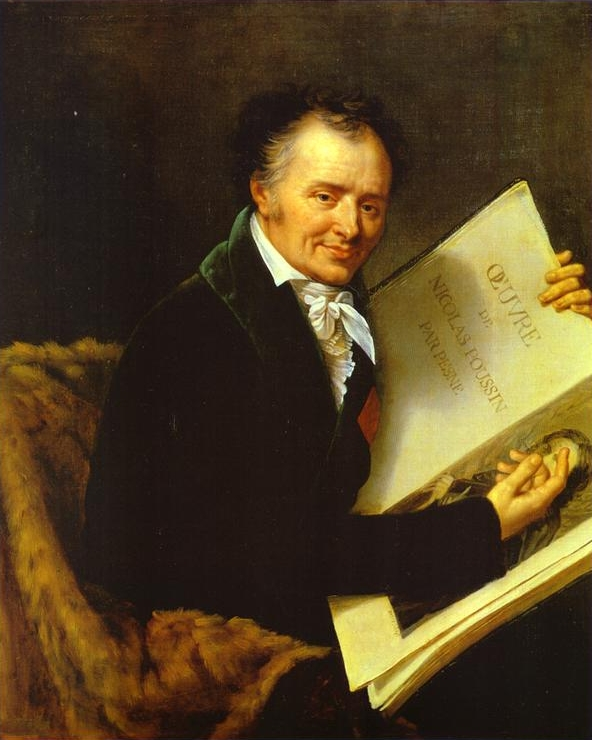
Доминик Виван-Денон
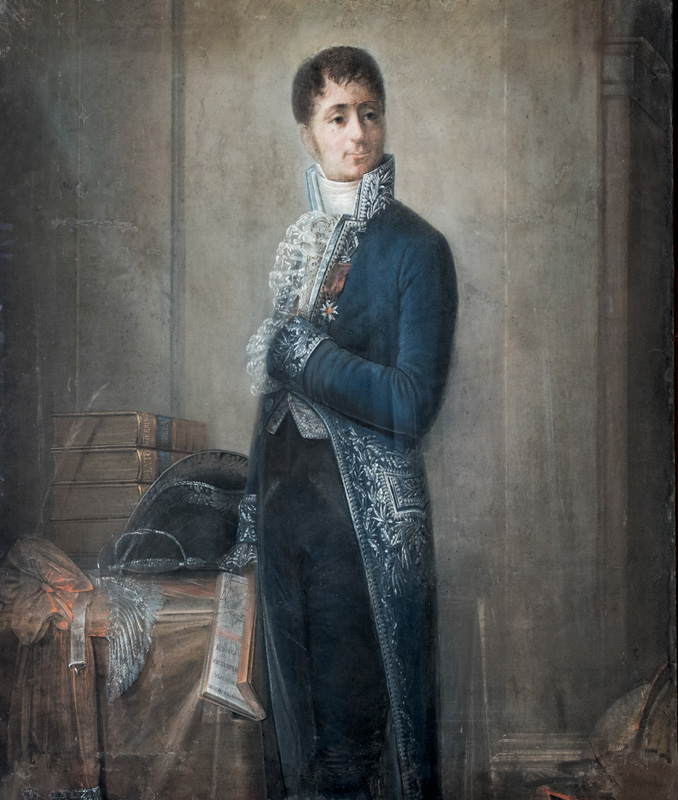
Жозеф Фурье
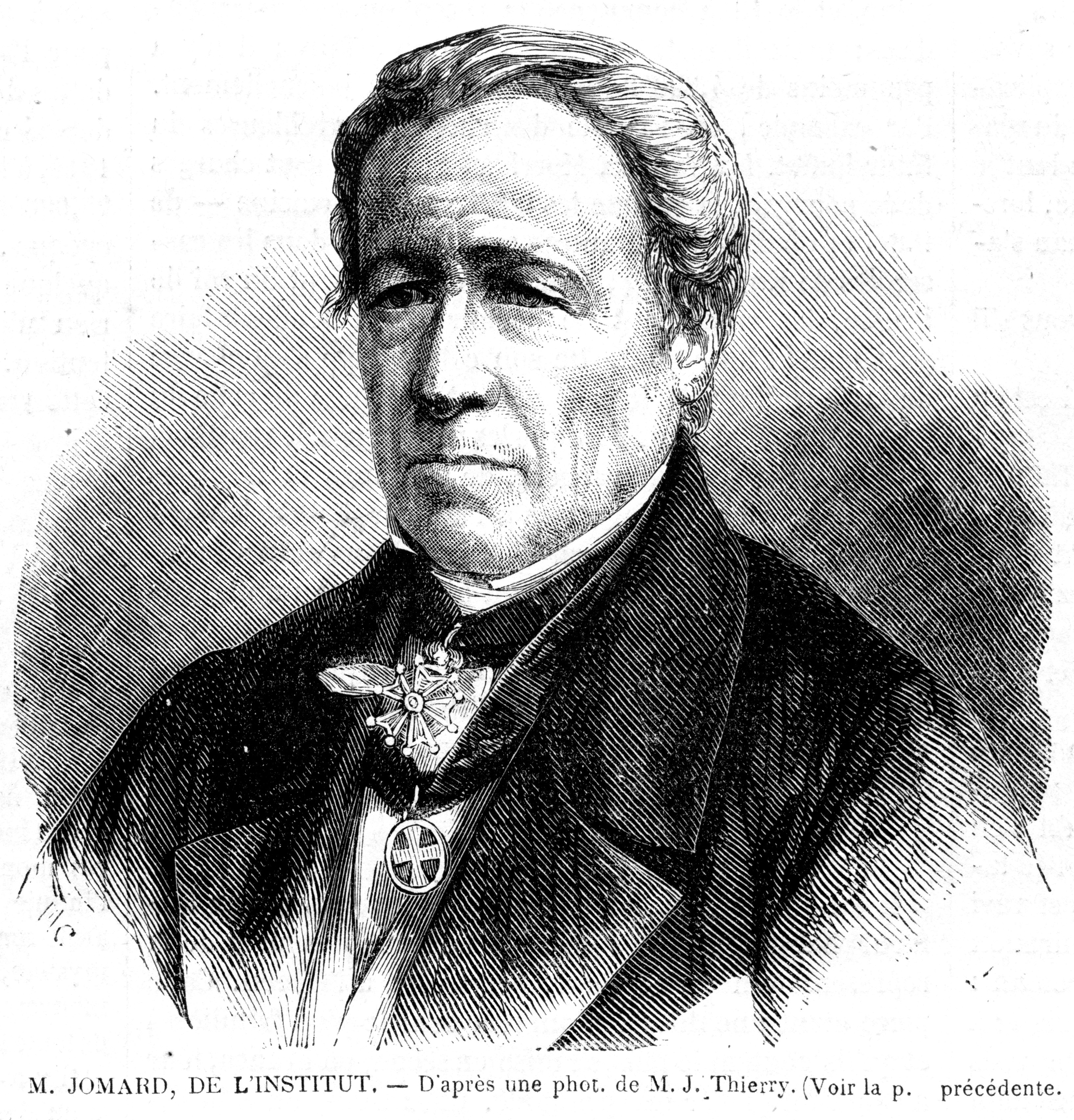
Эдме Жомар
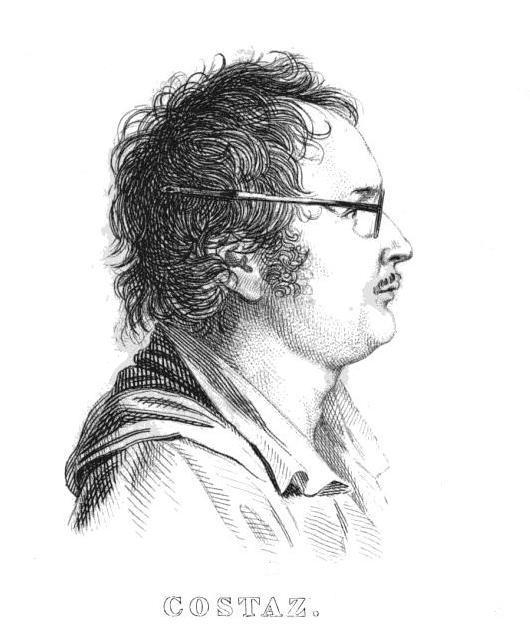
Луи Костаз

### Дешифровка иероглифики. «Старая школа»

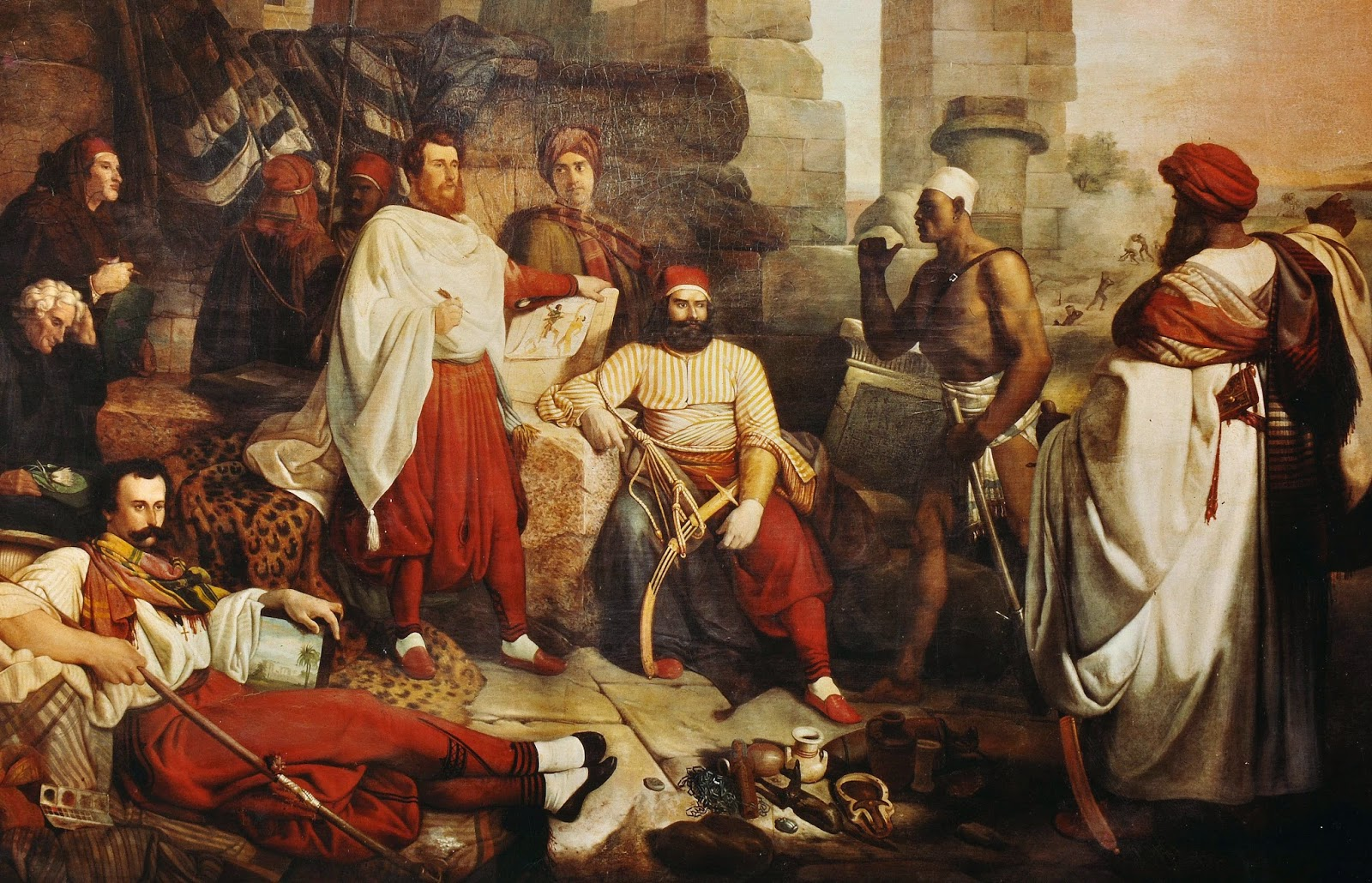
Анджелелли, Джузеппе. Участники Франко-тосканской экспедиции в Египте. Слева направо: Сальвадор Керубини, Алессандро Риччи, Л’От, Нестор Ипполит Антуан, Дж. Анджелелли, Джузеппе Радди, Франсуа Леу, Александр Дюшан, Ипполито Розеллини (в белой накидке), Гаэтано Розеллини, Жан Шампольон сидит с ятаганом. Холст, масло, около 1836 года

Доставленный в Европу в 1802 году Розеттский камень и снятые с него репродукции (гравированные и факсимильные) вызвали интерес Антуана Сильвестра де Саси, который занялся сопоставлением греческой и демотической частей надписи, как сохранившихся почти полностью. Де Саси попытался отождествить в демотической части греческие имена и установить природу письменности; структурный анализ позволил ему приблизительно определить группы знаков, фиксирующих имена Птолемея и Александра, но не разложить их на читаемые знаки. Неудачей окончился поиск в демотической части слов, известных из коптского языка. Де Саси исходил из неверной предпосылки, что демотика — это консонантное письмо. Свои материалы он передал своему ученику и коллеге — шведскому дипломату-полиглоту Давиду Окербладу, который уже прославился публикациями в области финикийской письменности. Окерблад выделил демотический «алфавит» из 29 знаков (половину которых определил верно) и смог прочитать 16 имён собственных, существительных и прилагательных, в том числе «храм», «греческий» и «любовь», местоимения «он» и «его». Именно Окерблад совершил прорыв в теории дешифровки, осознав, что стандартные части письменных знаков одинаково читаются во всех сочетаниях, позволяя подобрать ключ к неизвестным письменностям. Однако он разделял заблуждение де Саси, что демотика — это консонантная алфавитная письменность. Статьи де Саси и Окерблада были оперативно опубликованы в 1802 году, но не привели к дешифровке египетского письма. В 1813 году проблемами демотологии и иероглифики заинтересовался английский врач и физик Томас Юнг, занимавший тогда должность секретаря Королевского общества по иностранной переписке. Юнг, изучая Розеттский камень и доступные ему репродукции древних текстов, пришёл к выводу, что иероглифика и демотика (он использовал термин птолемеевской эпохи «энхориальное письмо») тесно связаны между собой, а демотические знаки — сильно упрощённые и искажённые иероглифы. В 1815 году Юнг составил список 86 демотических терминов с греческими эквивалентами; оказалось, что значение примерно половины из них было определено верно. Из 13 греческих имён, записанных в картушах, шесть было прочитано правильно, три частично правильно и четыре ошибочно. Ему удалось понять, что в демотике встречаются как идеограммы, так и фонетические знаки, но по неизвестной причине он не распространил эти выводы на иероглифику, упорно считая её знаки чисто символическими. Тем не менее в Розеттском камне он определил окончания женского рода и множественного числа для иероглифического текста. Частично его выводы были опубликованы в 1819 году в статье «Египет» для дополнительного четвёртого издания Британской энциклопедии.
Отцом-основателем египтологии почитается Жан-Франсуа Шампольон, который продемонстрировал экстраординарные лингвистические способности с раннего детства. В 16-летнем возрасте он был избран членом Гренобльской академии за доказательство преемственности коптского и древнего египетского языков. На раннем этапе своей работы он придерживался обычных для его современников взглядов, что иероглифы были «знаками вещей, а не звуков», что высказал ещё в статье об иератической письменности, напечатанной в 1821 году. После его главного открытия симпатизировавший ему археолог Уильям Гелл помогал Шампольону выкупить и уничтожить бо́льшую часть тиража этой статьи. Впрочем, ещё в 1810 году в статье, опубликованной Гренобльской академией искусств и наук, Шампольон совершенно верно утверждал, что иероглифы фиксировали звуковой строй языка, хотя бы для передачи греческих имён правителей. Прорыв настал в январе 1822 года, когда Шампольону привезли литографию обелиска, доставленного из Филе для сэра Уильяма Бэнкса. На нём были нанесены греческая и египетская иероглифическая надписи, фиксировавшие царские имена Птолемея и Клеопатры. Разложение египетского имени Птолемея на фонетически читаемые знаки было предложено Юнгом; продолжая эту же работу, Шампольон пришёл к выводу, что в картушах представлена консонантная запись. Используя знакомые ему из картушей знаки — всего 14, он стал уверенно читать иноязычные термины в надписях греко-римской эпохи — имена Александра, Береники, Тиберия, Домициана, Траяна, а также титулы «цезарь» и «август». 14 сентября 1822 года Шампольон опубликовал «Письмо к г-ну Дасье», которое зачитал в Академии надписей 27 сентября (в числе слушателей был и Томас Юнг). В этом докладе Шампольон однозначно доказал, что один и тот же знак одинаково читается в любых сочетаниях, и эффектно завершил выступление, записав иероглифами своё имя. Однако он не стал оглашать главной идеи, к которой подошёл в эти же дни. Его друг Жан-Николя Юйо привёз Шампольону репродукции текстов из Абу-Симбела, в которых были царские имена, ранее Жану-Франсуа недоступные. Используя знаки, уже отождествлённые им, он осознал, что может прочитать имена Рамзеса и Тутмоса, известные по Манефону. В обоих случаях имена были записаны с использованием как логограмм, так и фонетических знаков. В опубликованном в 1824 году Précis du Système hiéroglyphique («Очерк иероглифической системы») Шампольон разрешил сразу две ключевые проблемы египетской лингвистики, однозначно доказав, что египетское письмо имело смешанный характер, сочетая идеографические и фонетические элементы, а также, что коптский язык — это поздняя стадия развития египетского языка и может использоваться для наращивания словарного запаса при фонетическом чтении иероглифики. Если Уильям Гелл сразу оценил достижения Шампольона, то по разным причинам против его открытия выступили авторитетные в то время востоковеды Клапрот и Зейфарт. Открытие Шампольона сразу же было высоко оценено в России, в январе 1827 года он был избран иностранным членом Императорской академии наук. Членом Академии надписей у себя на родине он был избран только три года спустя. Первым русским учеником Шампольона стал дипломат И. А. Гульянов, однако он увлёкся собственной концепцией «акрологических» иероглифов и вступил с Жаном-Франсуа в полемику.

Дешифровщики иероглифики
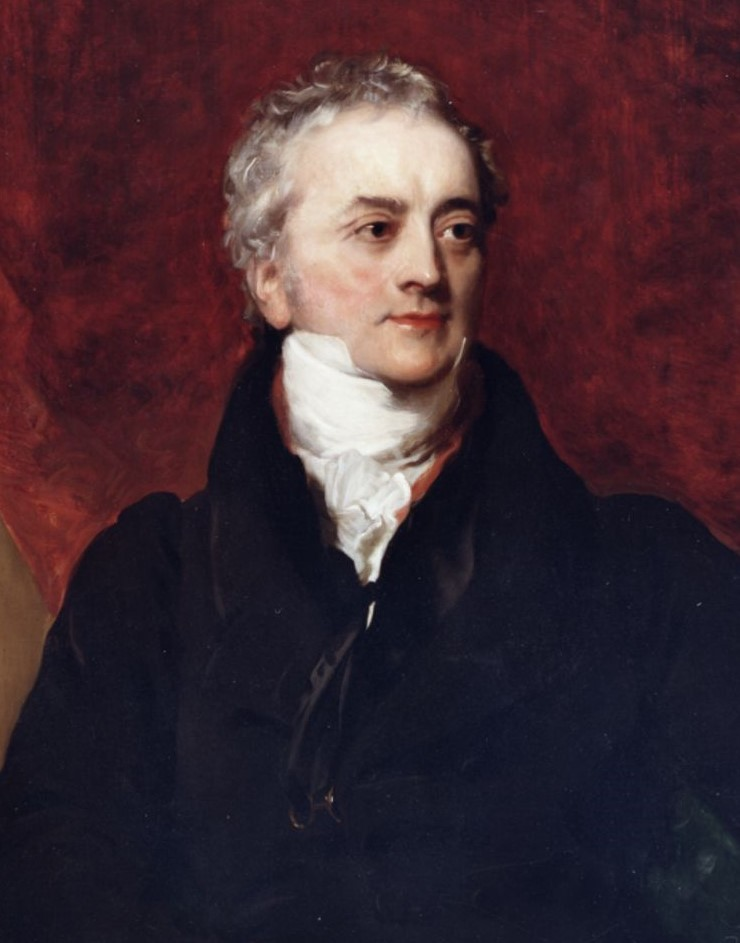
Томас Юнг
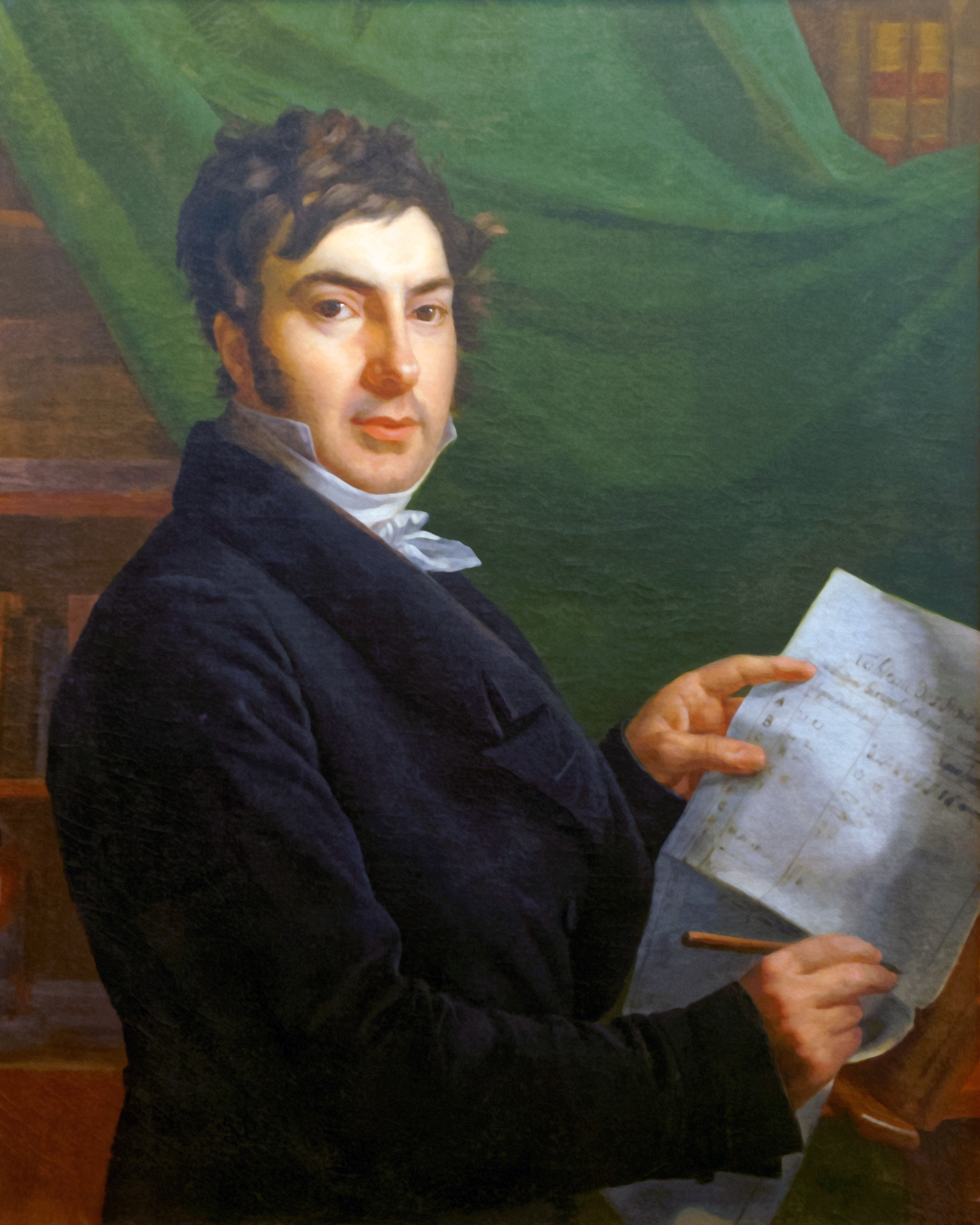
Жан-Франсуа Шампольон
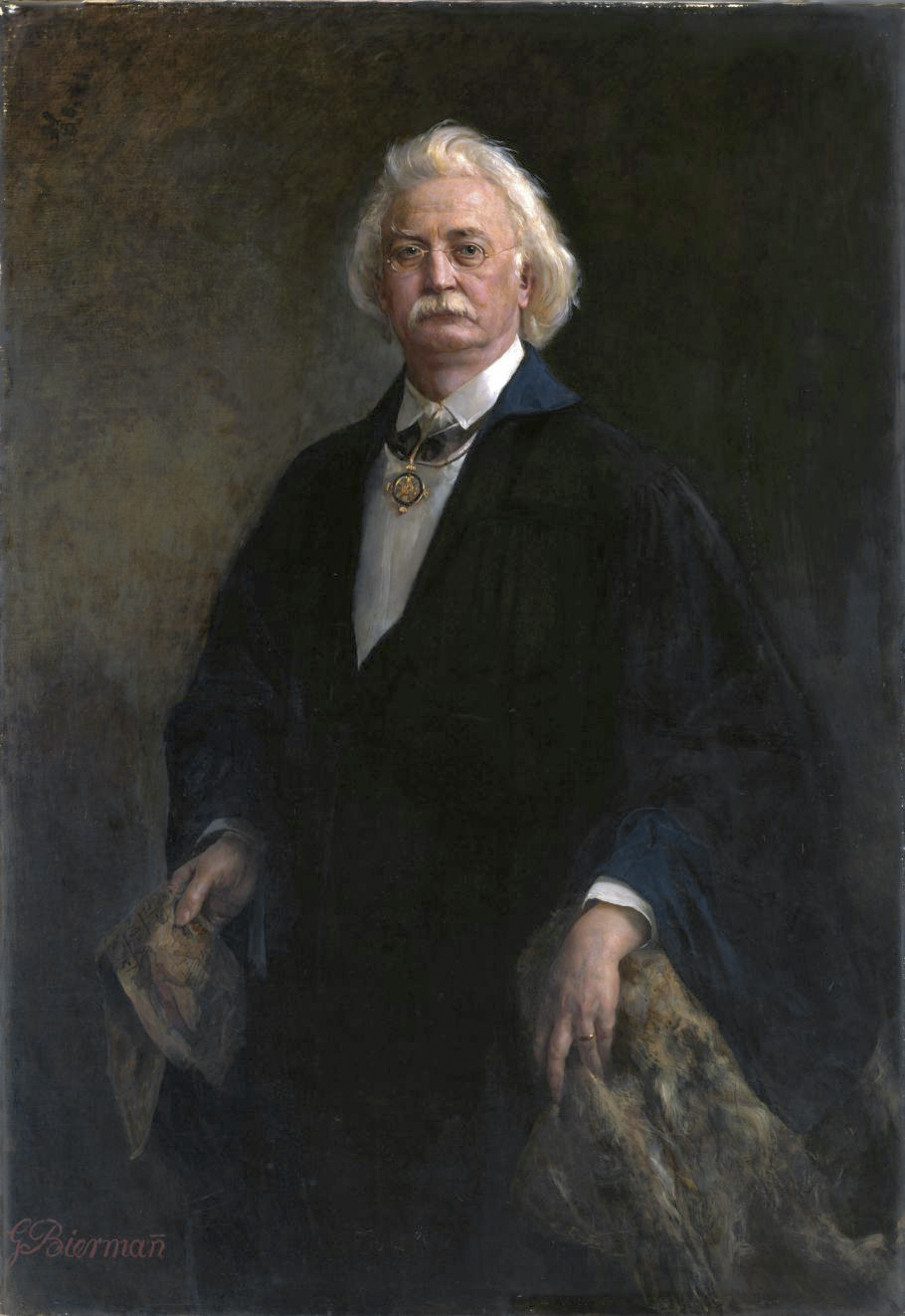
Карл Рихард Лепсиус
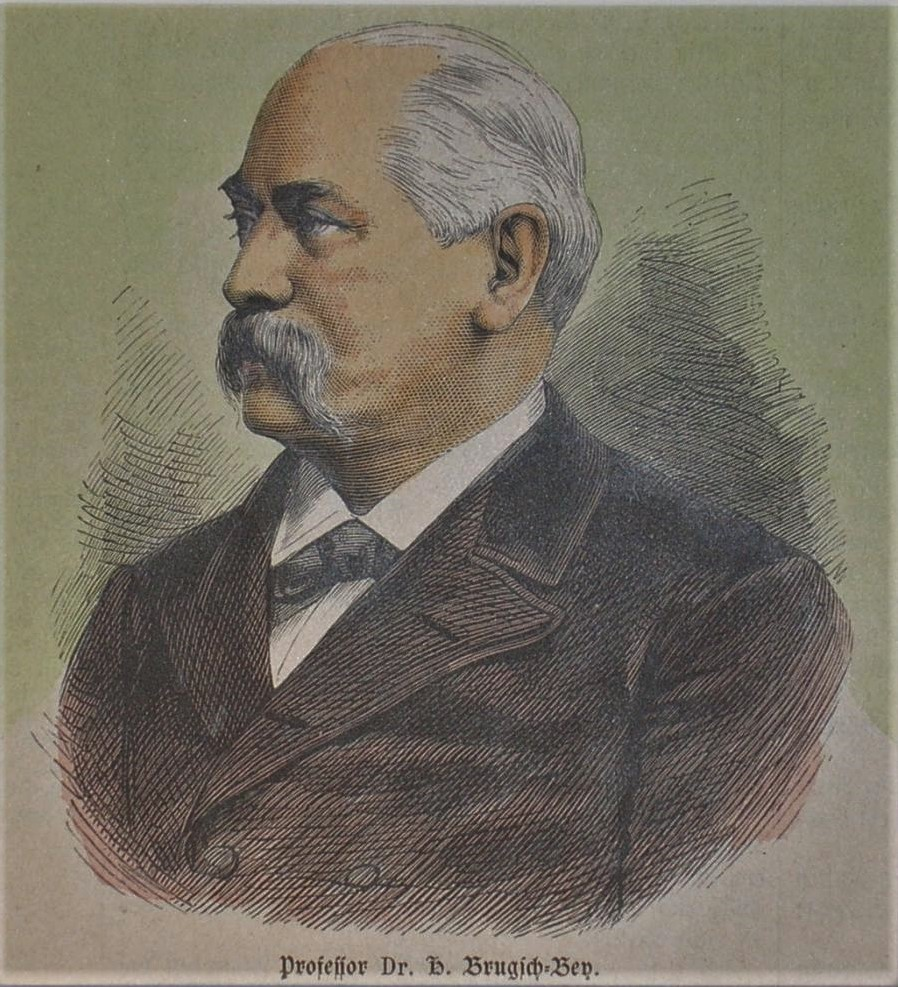
Генрих Карл Бругш

Преемники Шампольона, так называемая «Старая школа египтологов», занимались накоплением научного материала, изданием памятников, разрабатывали основные направления египетской филологии. Во время путешествия по музейным собраниям Италии для научного описания египетских фондов в 1824—1825 годах Жан-Франсуа познакомился с Ипполито Розеллини, который стал его первым учеником и активно помогал снаряжать Франко-тосканскую экспедицию в Египет, которая состоялась в 1828—1829 годах и стала первым в истории международным проектом в области египтологии и первым проектом, поддержанным государством. Результатом путешествия стал труд Шампольона «Памятники Египта и Нубии», изданный в 1844 году при участии Розеллини и старшего брата Жака Шампольона-Фижака. В этой экспедиции Ж.-Ф. Шампольон собрал множество памятников, дав первое их научное описание. В 1831 году для Шампольона была учреждена египетская кафедра в Коллеж де Франс; после его безвременной кончины профессором египтологии стал И. Розеллини. В 1836 году была опубликована составленная Шампольоном первая грамматика египетского языка, в 1841 году также посмертно вышел первый словарь египетского языка.
Немецкая египтология «Старой школы» началась в 1837 году от публикации Lettre a M. le Professeur H. Rosellini sur l’alphabet hieroglyphique Карла Рихарда Лепсиуса, в котором молодой прусский исследователь решил важнейший вопрос о фонетической составляющей египетской письменности, а именно о наличии в ней детерминативов. Лепсиус в 1842—1845 годах возглавлял Королевскую Прусскую экспедицию в Египет и Нубию, по результатам которой вышел 12-томный труд «Памятники Египта и Эфиопии» (1846—1859), который должен был «превзойти „Описание Египта“». В 1846 году была учреждена кафедра египтологии в Берлинском университете, и после смерти Розеллини Лепсиус был единственным на Земле профессором египетского языка до назначения Ленормана в Коллеж де Франс в 1849 году. В 1855 году Лепсиус стал содиректором Египетского музея в Берлине, а в 1864 году — главным редактором первого специализированного периодического издания по египтологии Zeitschrift für ägyptische Sprache und Altertumskunde. Годом ранее журнал был основан его коллегой Генрихом Карлом Бругшем. Лепсиус был по образованию этрускологом, но, ознакомившись с трудами Шампольона, самостоятельно перешёл к занятиям египтологией. Он завершил дешифровку Шампольона, в 1849 году выстроил первую хронологию египетской истории, в 1855 году предложил стандартную латинскую транскрипцию египетского языка, впрочем, непризнанную на международном уровне. Его отношения с Бругшем были сложными: Генрих Карл завершил дешифровку демотического письма и составил грамматику этого языка и иероглифико-демотический словарь, на которые Лепсиус написал негативную рецензию и воспрепятствовал печати словаря за казённый счёт. Учениками Бругша были Георг Эберс, швейцарец Эдуар Навилль и Адольф Эрман, унаследовавший после Лепсиуса и Бругша берлинскую кафедру египтологии. Именно Эрман провёл разделение между «Старой школой» и собственной «Новой школой», которая затем стала именоваться Берлинской.

### «Нильское разграбление»

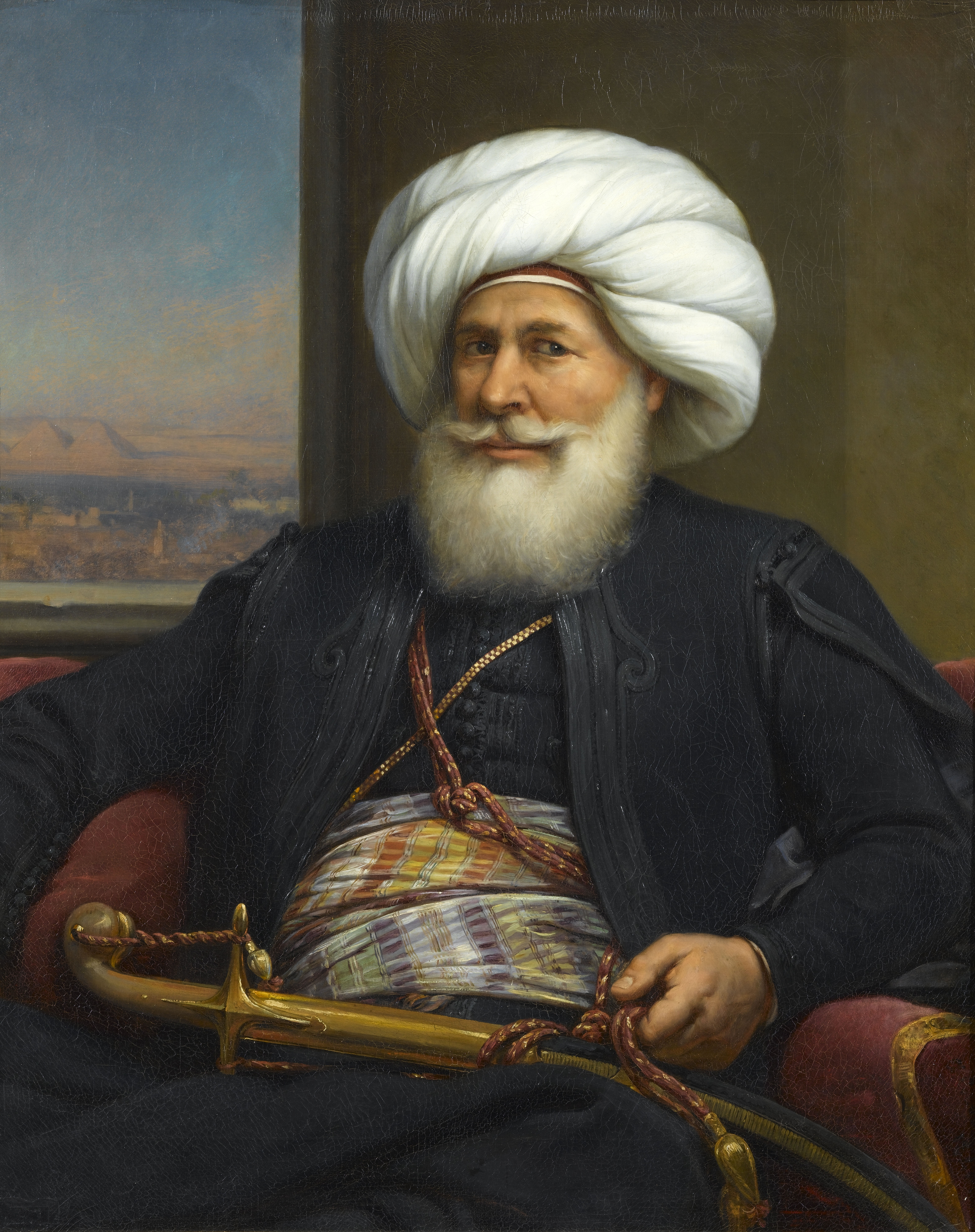
Огюст Кудер. Портрет Мухаммеда Али-паши, 1841

Время после египетской экспедиции Наполеона может обозначаться и как «героический период», и как «Нильское разграбление» (The Rape of the Nile). Последний термин был предложен археологом Брайаном Фейганом, обозначая несколько десятилетий от воцарения Мухаммеда Али Египетского в 1805 году до выхода первых постановлений об охране памятников древности в 1835 году. Согласно определению Фейгана, египтомания породила всеобщую жажду «драгоценного и экзотического», что совпало со становлением университетской науки о древностях и созданием государственных музеев. «К моменту, когда в страну прибыли учёные-археологи, большая часть наследия Древнего Египта исчезла навсегда, пожранная ненасытными пастями кладокопателей, недобросовестных коллекционеров или праздных туристов».

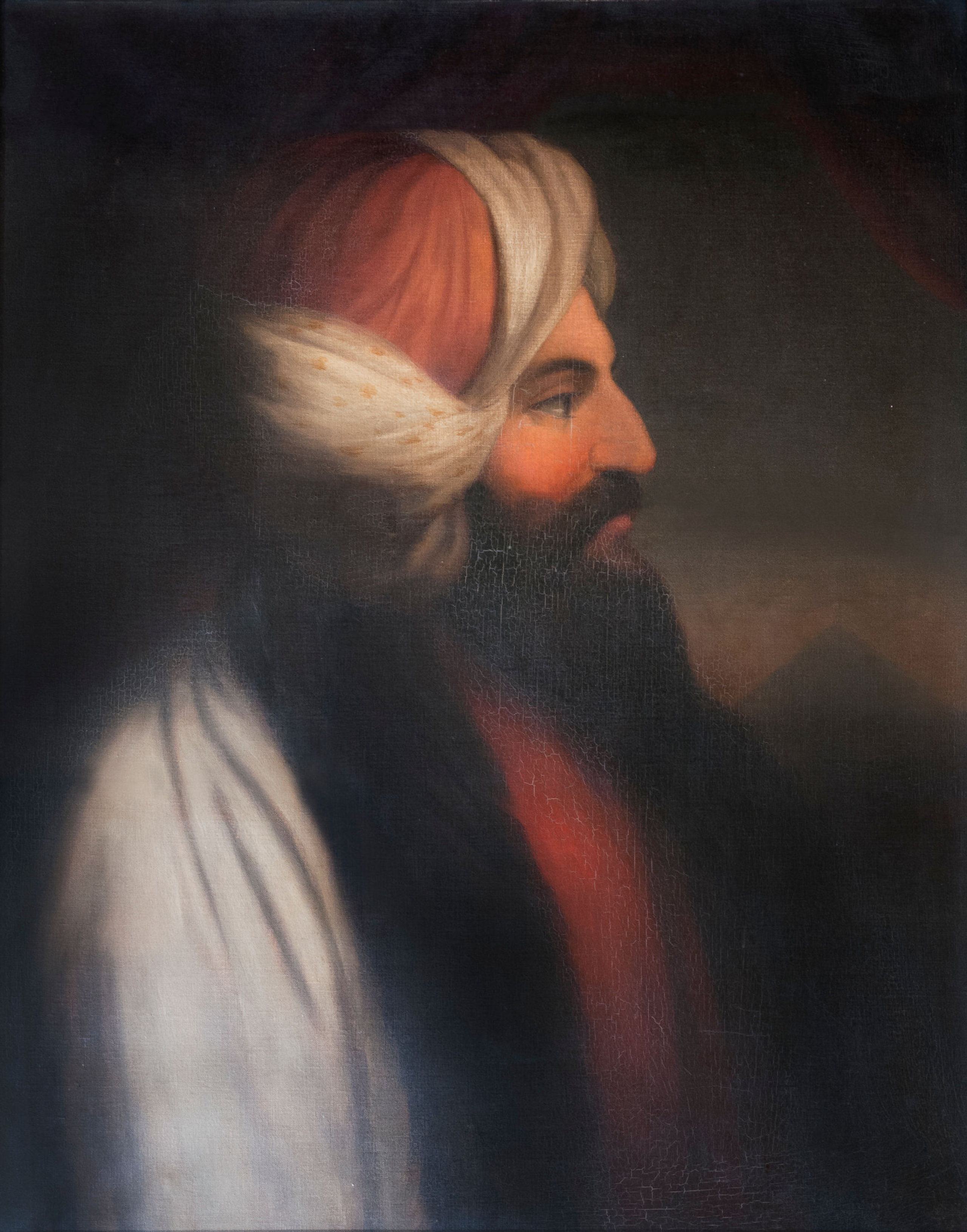
Брокдон, Уильям. Портрет Бельцони в восточном костюме на фоне пирамид. В 1890 году картина была представлена в Лондонской портретной галерее

Первая треть XIX века ознаменовалась для Египта попытками Мухаммеда Али создать независимое от Османской империи государство, которое активно использовало западные технические достижения, эксплуатируемые традиционными феодальными методами. Древние руины становились источниками дарового строительного материала: были разрушены храмы Аменхотепа III на острове Элефантина и храм Клеопатры VII в Гермонтисе, значительные утраты понёс и Карнакский храм. Генеральные консулы европейских держав стали активно использовать свой дипломатический статус для приобретения фирманов и вывоза сокровищ и памятников древности. Ведущее место на рынке древностей заняли французский консул Бернардино Дроветти и его британский конкурент Генри Солт. В основном они работали через нанятых агентов, в число которых для Солта входили знаменитый путешественник Джованни Бельцони и переводчик-грек Джованни д'Атанаси (Яннис Афанасиос). Афанасиос служил также преемнику Солта Джону Баркеру. В результате Солту удалось собрать три коллекции, первая из которых была после большого торга приобретена Британским музеем, вторая осталась на вилле дипломата в Ливорно, а третья была приобретена Шампольоном для египетского отдела Лувра, созданного в 1827 году. Бельцони, в прошлом цирковой артист, занимался систематическими археологическими раскопками и за собственный счёт. Среди его крупнейших достижений была доставка колоссальной статуи из Луксора, раскопки храмов Абу-Симбела, открытие гробниц фараонов Сети I и Эйе и проникновение в погребальную камеру пирамиды Хефрена впервые со времён Средневековья. Отличаясь литературным даром, Бельцони опубликовал отчёт о своей работе (Narrative of the operations and recent discoveries… in Egypt and Nubia), а также построил достоверное воспроизведение гробницы Сети I с восковыми слепками рельефов и украшений, получив в Лондоне коммерческий успех и породив моду на диорамы. Бернардино Дроветти не претендовал на научные открытия и к 1827 году собрал три коллекции древностей. Первая из них стала основой Египетского музея в Турине (размещённого во дворце Гуарино Гуарини), вторая была приобретена Лувром (и слита с собранием Солта), третья оказалась в 1836 году в Берлине. Руины Мероэ впервые обследовал Фредерик Кайо, дважды побывавший в Египте: в 1815—1818 и 1819—1822 годах. Особенностью метода Кайо стало то, что он собирал коллекцию предметов, лишённых эстетической ценности и документирующих повседневность Древнего Египта. Собранная им библиотека скопированных надписей была использована Шампольоном при составлении египетского словаря. Параллельно шёл процесс извлечения живописных и скульптурных произведений из древних гробниц, чем занимался ещё сам Шампольон во время Франко-тосканской экспедиции. Зачастую это приводило к серьёзным повреждениям поверхности стен с расписанной штукатуркой или известняковыми рельефами. С другой стороны, иногда варварски выломанные произведения искусства остаются единственными свидетельствами существования разрушенных памятников. Самый известный случай такого рода произошёл в 1821 году, когда Клод Лелоррен похитил Дендерский зодиак, несмотря на попытки Солта и Дроветти воспрепятствовать его вывозу из страны. В 1822 году король Людовик XVIII приобрёл рельеф для своей библиотеки за 150 000 франков золотом.

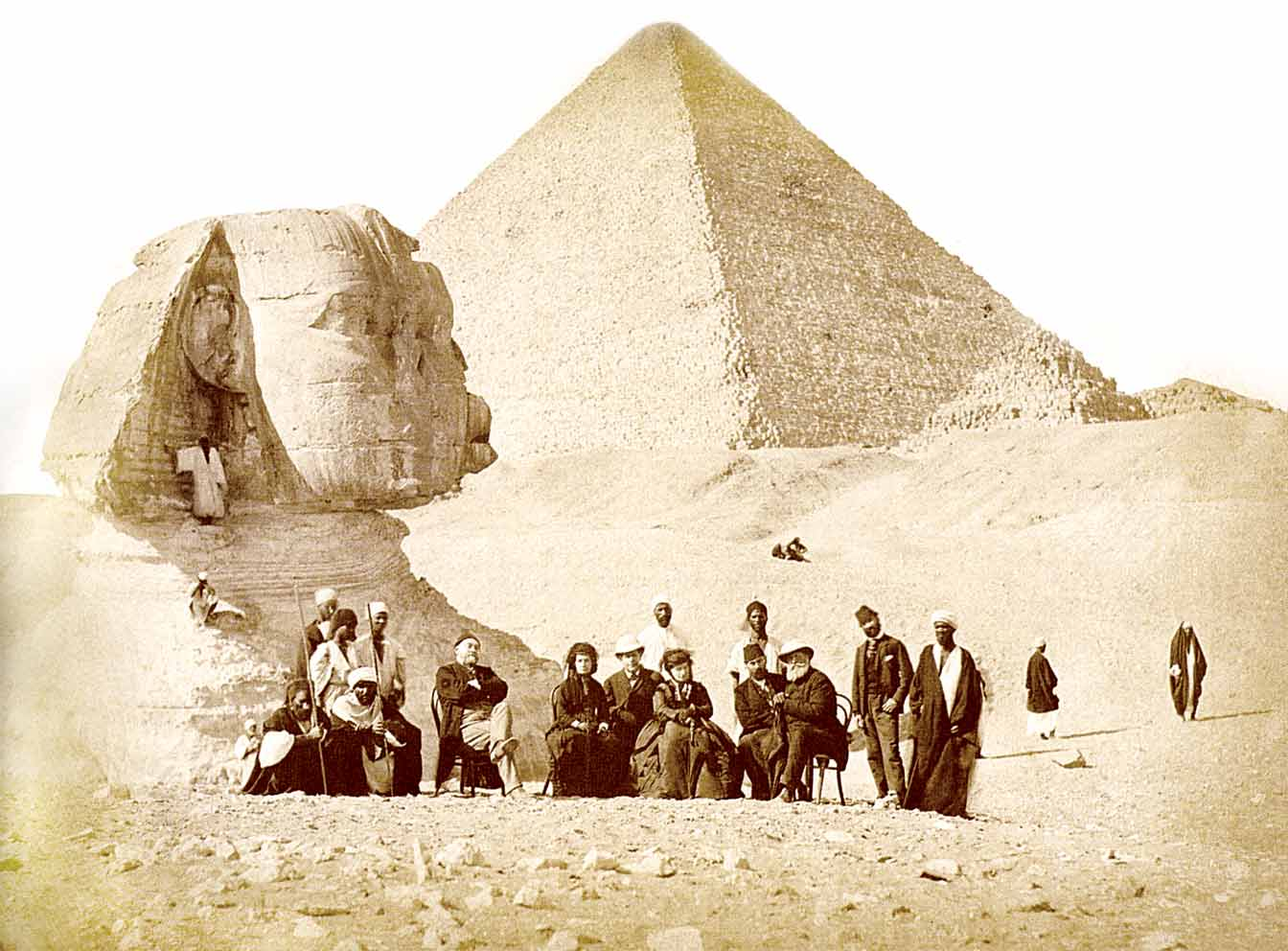
Бразильский император Педру II (сидит на стуле справа) во время туристической поездки в Египет в 1871 году. Слева глава Службы древностей Огюст Мариетт (закинув ногу за ногу). Группа снята на фоне Сфинкса и Пирамиды Хеопса

Хронологически первой из египетских в Европе стала коллекция из трёх тысяч предметов, закупленная в 1821 году по императорскому повелению Франца I Эрнстом Августом Бургхардтом у Антонио Леболо в Александрии. Далее она пополнилась собранием Антонио Фонтана, в составе которого был папирус с «Книгой Мёртвых». Итальянский коллекционер Франческо Кастильоне в 1824 году попытался предложить свою коллекцию Императорскому Эрмитажу, однако дирекция отобрала только собрание 246 скарабеев и отвергла ещё 1200 предметов, как «имеющих только учёное значение». В 1825 году оставшиеся предметы были приобретены Академией наук для Азиатского музея. Египтомания проявилась в России только при Николае I: в 1834 году перед зданием Академии художеств были установлены сфинксы из храма Аменхотепа III в Ком эль-Хеттане. Египетские ворота были воздвигнуты и в императорской резиденции. Дипломатические представители Австрийской империи в Египте XIX века, например, Карло Россетти, также пополняли египетскими предметами императорское собрание в Вене. Причиной скандала и международного расследования стало пожертвование Россетти каменного саркофага из Саиса, который был найден там французской экспедицией и оставлен на месте. В 1827 году король Пруссии Фридрих Вильгельм III приобрёл коллекцию из 1600 предметов в Триесте у Джузеппе Пассалаква (1797—1865); этот же торговец древностями через десять лет помог приобрести третье собрание Солта. Часть предметов, найденных Бельцони, в 1827 году была куплена бразильским императором Педру I и отправлена в Рио-де-Жанейро. Археологией интересовался его преемник Педру II, который в 1871 и 1876 годах побывал в Египте, закупив или получив в дар множество древностей. Это было единственное крупное египетское собрание в Южной Америке. В 1892 году императорская коллекция поступила в Национальный музей и почти полностью погибла в пожаре 2 сентября 2018 года.
В 1835 году Мухаммед Али-паша издал указ о защите древностей Верхнего Египта, действие которого было распространено на всю страну. Предположительно, идея была подана Шампольоном, который лично общался с правителем в 1829 году, но, возможно, образцом была Греческая археологическая служба, основанная в 1833 году. Без правительственного разрешения воспрещался вывоз предметов старины, распоряжение которыми объявлялось государственной монополией: «владение и экспонирование древностей способствует славе земли, откуда они происходят». Все вновь открытые древности должны были складироваться в основанный в том же году Египетский музей (Антик-хане) во дворце в каирском районе аль-Азбакийя. Фонды его были открыты лишь для придворных Мухаммеда Али и высокопоставленных иностранных дипломатов. Инспектор древностей Юсуф Зия-эфенди должен был ежегодно инспектировать памятники Верхнего Египта и отбирать предметы для доставки в Каир. Он также получал полномочия конфисковывать незаконно вывозимые предметы на таможне. На важнейшие памятники старины назначались инспекторы, запрещалось использование древних построек как каменоломен. Закон вызвал всеобщее возмущение иностранцев, одним из самых последовательных его критиков был англо-американский антиквар Джордж Глиддон, который даже обратился в Стамбул к султанским властям, но был проигнорирован. Впрочем, музейные фонды рассматривались Мухаммедом Али как обменный фонд и хранилище ценных подарков.

### Создание Службы древностей и французская монополия на египетские раскопки

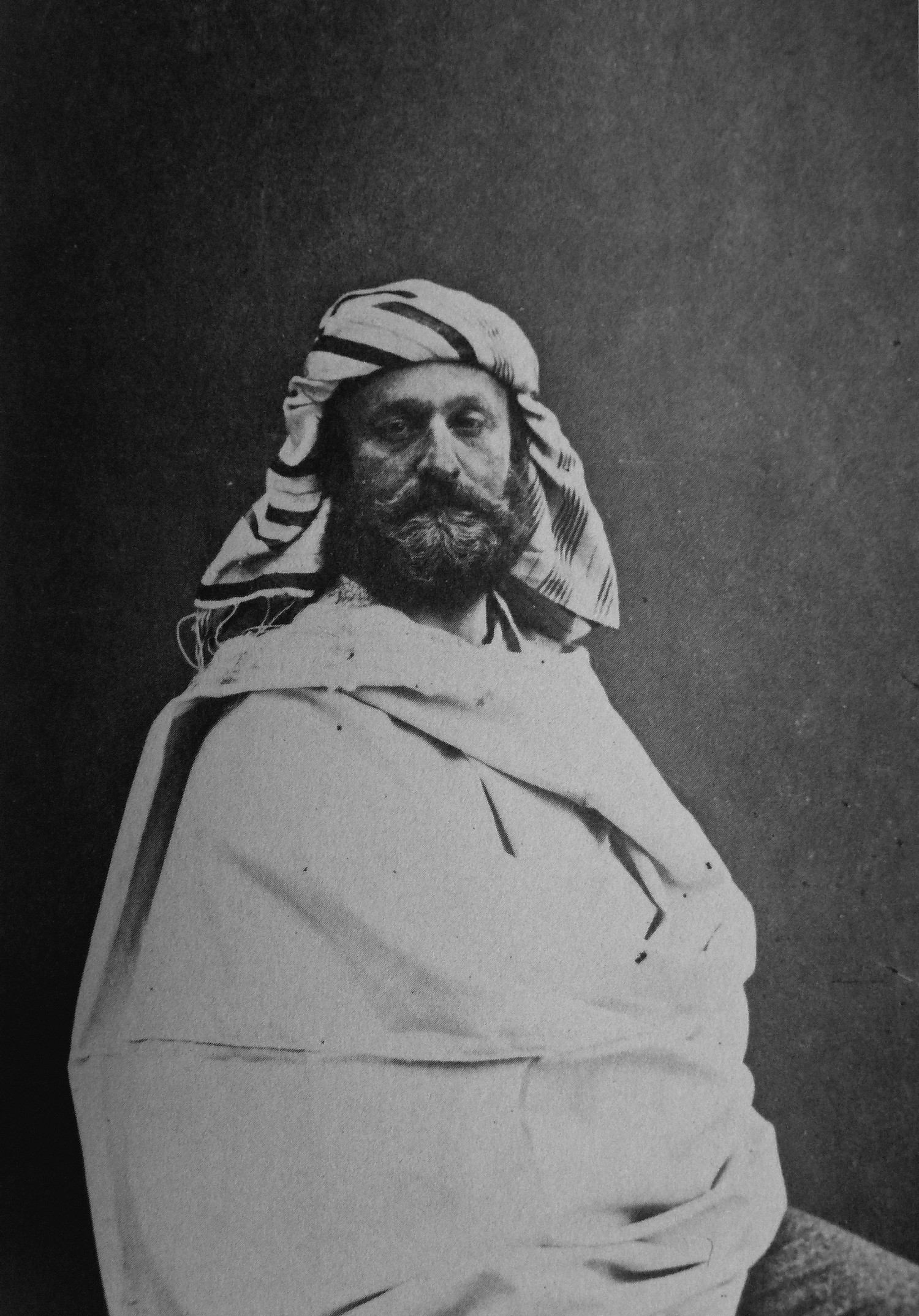
Огюст Мариетт-паша в египетском одеянии. Фото Надара 1865 года

После кончины Шампольона французская школа утратила первенство в египтологии и почти два десятка лет не имела официально признанного главы. На новый уровень её вывел виконт Эмманюэль де Руже, который освоил египетский язык самостоятельно по словарям и грамматикам Шампольона. В 1849 году на заседании Академии надписей он прочитал доклад о методологии переводов с египетского языка на материале автобиографических надписей гробницы Яхмоса в эль-Кабе и был назначен хранителем египетского отдела Лувра. Его помощником стал Огюст Мариетт. Египетский отдел был существенно расширен за счёт приобретения крупных коллекций, в том числе принадлежавшей личному врачу Мухаммеда Али, и раскопок. Де Руже продолжал переводы, в 1852 году опубликовав «Сказку о двух братьях» из папируса Д’Орбине, и ещё через четыре года почти целиком восстановил поэму Пентаура на основе папируса Салье III и эпиграфических надписей в храмах Луксора и Карнака. В 1853 году он был избран в Академию надписей и в 1860 году стал профессором Коллеж де Франс: для него была создана кафедра египетской словесности и археологии. В 1863 году вместе с сыном де Руже возглавил экспедицию в Египет, в которой впервые использовалась фотографическая фиксация памятников и надписей. Фотоальбом «Album photographique de la mission remplie en Égypte par M. le vicomte de Rougé» вышел в свет в 1866 году. Международное признание де Руже принесла его четырёхтомная «Египетская хрестоматия» 1867—1874 годов. Его главными учениками считаются Генрих Бругш и Питер Лепаж Ренуф.
Огюст Мариетт совершил свою первую экспедицию в Египет ещё в 1850 году, когда был командирован Лувром для собирания коптских рукописей. Так как главная цель не была достигнута, он начал раскопки в Саккаре, где открыл Серапеум. В 1858 году по рекомендации Лессепса он был нанят хедивом Саид-пашой для деликатной миссии: поиска древностей в дар принцу Жерому Бонапарту, официальный визит которого в Египет планировался в скором времени. Визит не состоялся, однако находки были доставлены в Лувр. Это побудило хедива создать Службу древностей, назначив Мариетт-пашу его главой 1 июня 1858 года. Глава Службы (с титулом мамур аль-антикат) получал исключительные права на раскопки по всей стране, выдачу разрешений иностранцам и право на делёж находок с определением, какие из них должны быть доставлены в Каир. В следующем году в Александрии был воссоздан как напоминание о Мусейоне французский Египетский институт во главе с Эдме Жомаром; в 1880 году институт был перенесён в Каир. Мариетт понимал, что головным учреждением Службы древностей должен быть музей. 16 октября 1863 года был официально воссоздан Антик-хане, который европейцы называли Булакским музеем (в предыдущие десятилетия это учреждение пришло в упадок). В его фонды поступали все находки, относящиеся к эпохам вплоть до арабского завоевания (в 1936 году фонды позднего периода были переданы вновь созданному Коптскому музею). Мариетт формировал структуру музея по образцу Лувра, а экспозиции сочетали хронологический и тематический принципы. В 1864 году Мариетт опубликовал первый путеводитель, который в 1869 году был переведён на арабский язык учеником Рифаа ат-Тахтави по имени Абдалла Абу ас-Сууд, под названием «Фурджат аль-мутафаррадж» («Зрительское удовольствие»). В предисловии ас-Сууд доказывал, что изучение египетского язычества не повредит мусульманам, более того, в основе древнего политеизма лежит идея единого Бога, разные атрибуты которого выражались под именем второстепенных богов, наподобие святых или 99 имён Аллаха. Ас-Сууд в 1867—1872 годах издавал первый египетский журнал «Нильская долина» (Вади аль-Нил), в котором всячески пропагандировал гордость фараоновым наследием. В 1869—1876 годах немец Генрих Бругш при поддержке нового хедива Исмаила-паши попытался открыть школу египтологии (Мадрасат аль-Лисан аль-Кадим или аль-Хируглиф), предназначенную главным образом для подготовки грамотных туземных работников Службы древностей. Однако Мариетт из-за антинемецких настроений всячески тормозил эту инициативу и не принимал на работу немногочисленных выпускников Бругша. Впрочем, с 1872 по 1914 год куратором Службы древностей служил его брат Эмиль Бругш (1842—1930). В 1869 году с подачи Мариетта был принят новый закон о древностях, согласно которому на каждый раскопочный сезон требовалось специальное разрешение, на вывоз древностей из Египта требовалось отдельное разрешение, и правительство имело право отказать в вывозе и конфисковать любое изделие. В 1880 году закон был ещё более ужесточён.

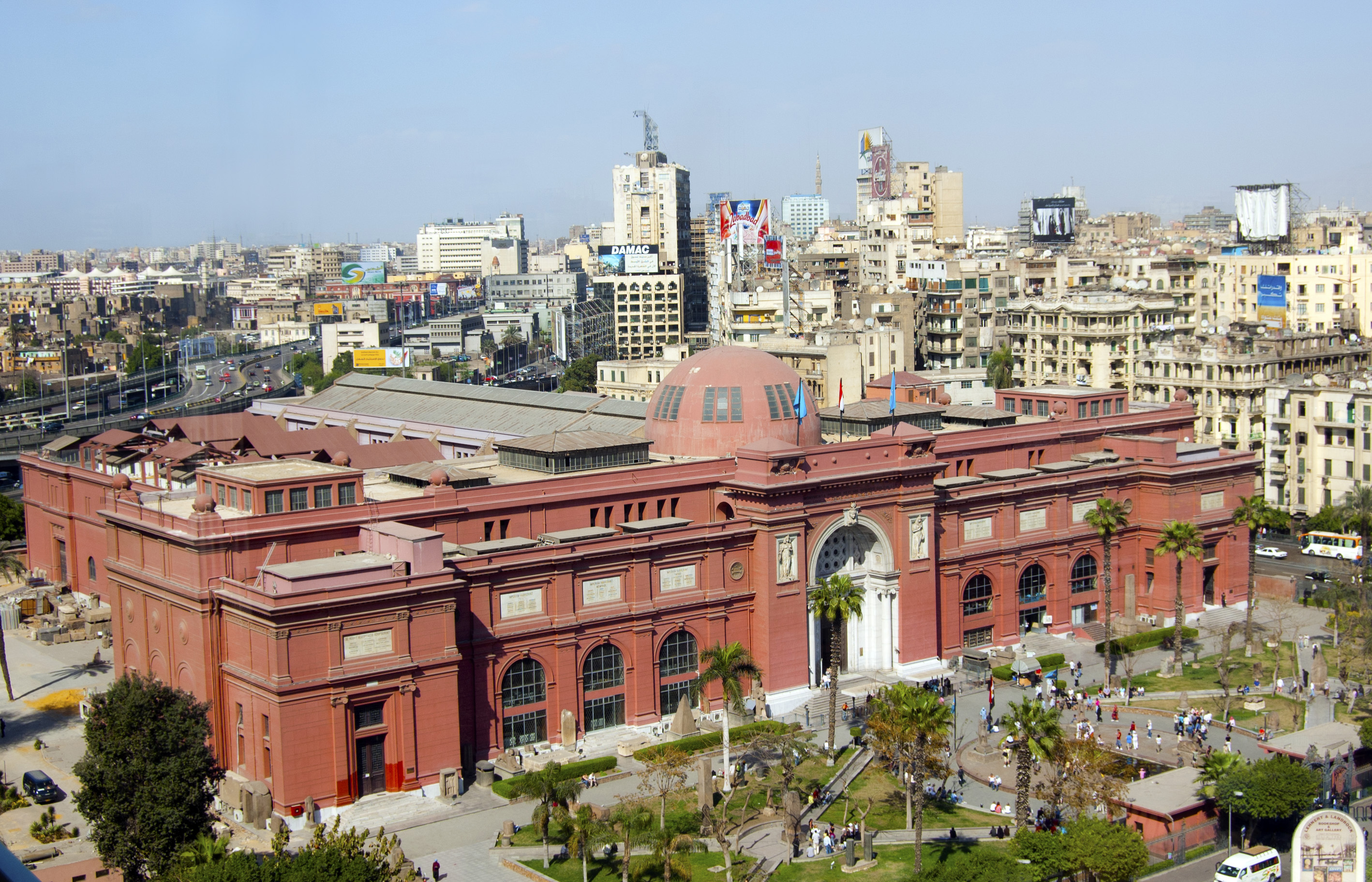
Здание Египетского музея на площади Тахрир

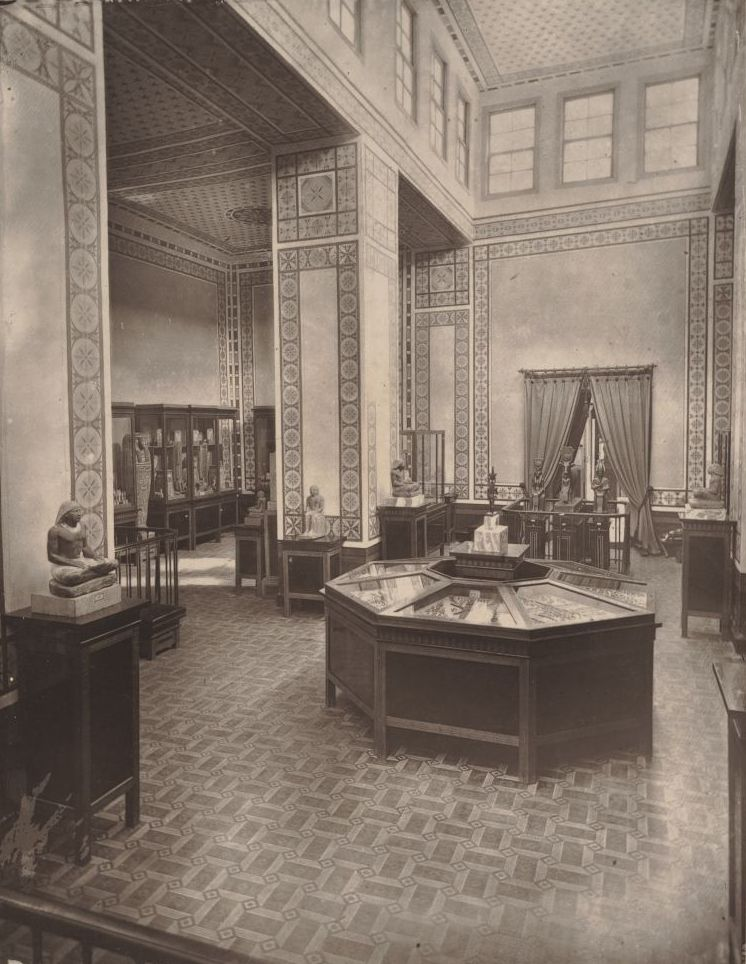
Один из залов Булакского музея в 1872 году

После кончины Мариетта (этому способствовал катастрофический разлив Нила в 1880 году, уничтоживший множество древностей и затопивший дом самого главы Службы древностей) его сменил Гастон Масперо. Масперо же стал первым директором Французского института восточной археологии в Каире, основанного в 1898 году. Масперо несколько смягчил условия торговли древностями: в 1883 году был издан правительственный указ о разделе находок, что стимулировало зарубежные музеи приобретать концессии на раскопки. Это было единственной возможностью пополнять бюджет Службы древностей, которая не имела возможности вести самостоятельные раскопки. Масперо в том же году основал торговый зал при Египетском музее, просуществовавший до закрытия в 1976 году. Здесь на продажу выставлялись либо сильно повреждённые находки, либо образцы, которые были с максимальной полнотой представлены в фонде Каирского музея. Этот механизм должен был создать возможность сбыта находок из легальных раскопок и стимулировать «чёрных копателей» на приобретение лицензий и концессий. Также это был дополнительный источник финансирования Египетского музея. В 1884 и 1886 годах через французскую прессу Масперо по подписке собрал соответственно 21 789 и 14 356 франков, на которые были расчищены от песка Луксорский храм и Мединет-Абу, а также Большой сфинкс (при этом была найдена так называемая «Вещая стела» Тутмоса IV). В 1886 году Масперо отказался от директорства Службы древностей. В 1890-е годы эту должность занимал инженер Жак де Морган, при котором 17 ноября 1891 года был принят новый закон о древностях и разделе находок на раскопках; последние находились в компетенции Службы древностей, а не археологов. Часть экспонатов были размещены в сорока шести залах дворца хедива Аббаса II Хильми в Гизе, и де Морган активно отстаивал идею постройки специализированного музейного здания в Исмаилии. Проект был утверждён в 1895 году, закладка Египетского музея произошла в 1897 году, но церемония открытия на площади Тахрир состоялась только в 1902 году. Де Морган предпочитал полевую работу, обнаружив уцелевшие гробницы дочерей Аменемхета II в Дахшуре, а также гробницу фараона Гора, неразграбленную гробницу его дочери и некрополь I династии в Накаде. Он же назначил Жоржа Легрена главой реставрации Карнакского храма, из которой затем вырос долгосрочный франко-египетский проект.

### «Берлинская школа»

Два поколения Берлинской школы
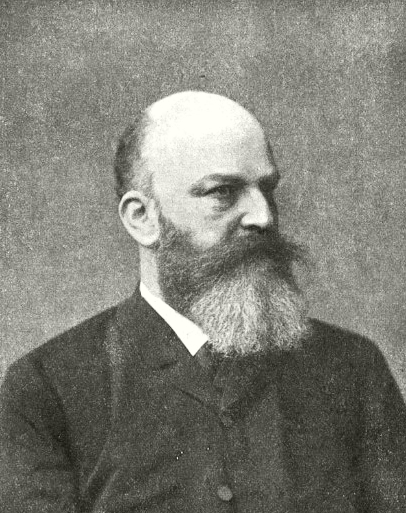
Георг Эберс
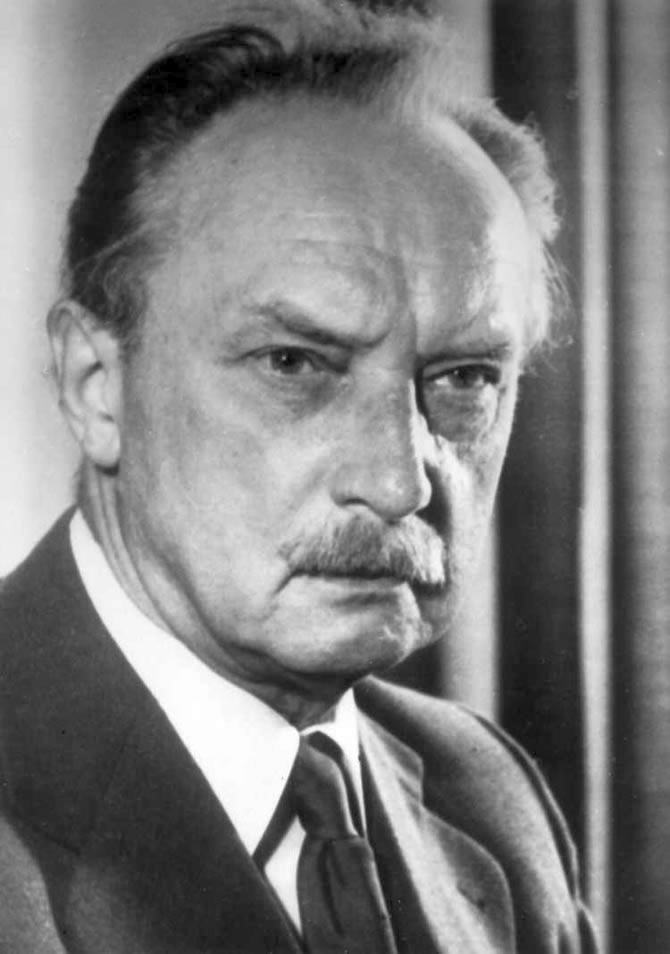
Герман Грапов
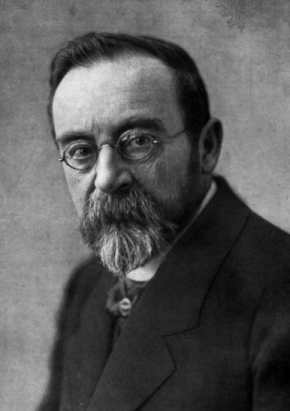
Адольф Эрман
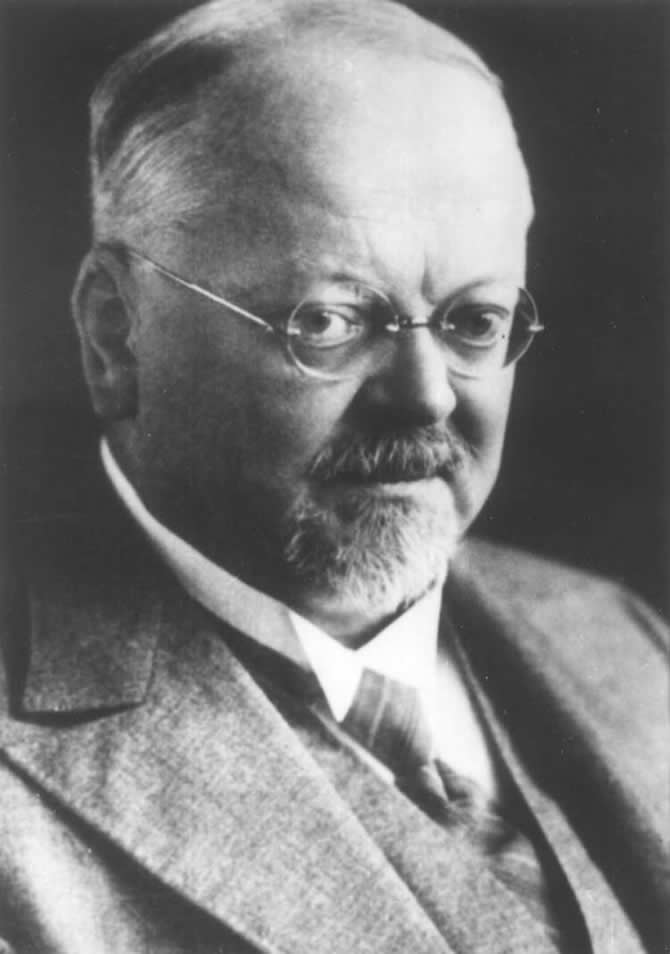
Курт Зете

По определению Томаса Герцена, у истоков Берлинской школы стоял Георг Эберс, который не казался угрозой своему учителю Лепсиусу, в первую очередь по причине бедности. Эберс способствовал популяризации египтологии у широкой публики, так как являлся создателем литературного жанра «профессорский роман». В то же время он воплощал все методологические противоречия немецкой египтологии: методологическую склонность к позитивизму, то есть чистой описательности находок и издания письменных источников, а также ярко выраженную националистическую направленность. В известном смысле границы предмета своего изучения учёный устанавливал единолично, тяготея к филологическим дисциплинам. Своему ученику лексикографу Адольфу Эрману Эберс однажды заявил, что «сколько бы англичане и французы не копали, мы, немцы, останемся на вершине египтологических достижений, пока доминируем в методологии». Эберс начал работу по созданию Немецкого восточного института в Каире и активно критиковал британский империализм в Египте. Франко-немецкий конфликт проявлялся и в египтологии, выразившись в не всегда корректной полемике А. Эрмана, Курта Зете и Гастона Масперо. Академической основой конфликта стало неприятие французской наукой (чьи адепты не всегда были французами) использования филологических методов в египтологии, так как египетский язык «слишком примитивен» для этого; отрицалась и семитская классификация египетского языка. Сам термин «берлинская школа» был введён Э. Навилем, который полностью разделял все указанные установки. Французская школа отрицала историческое развитие египетского языка, а различия
в грамматике и структуре текстов описывались как региональные диалекты, а не как результат стадиальных изменений. Все эти недостатки были исправлены А. Эрманом, который стал основателем египетской лексикографии и создателем первого единого университетского курса египтологии, основанного на целостной методологии. Немалую роль он сыграл в основании Германского восточного общества. Его ученики занимали все ведущие позиции в немецкой египтологии: так, главой Немецкого института в Каире стал Людвиг Борхардт. Эрман напрямую использовал стратегию германского империализма в египтологической науке: в 1889 году он в приказном порядке ввёл собственную транскрипцию египетского языка во всех научных журналах, издаваемых в Германии.

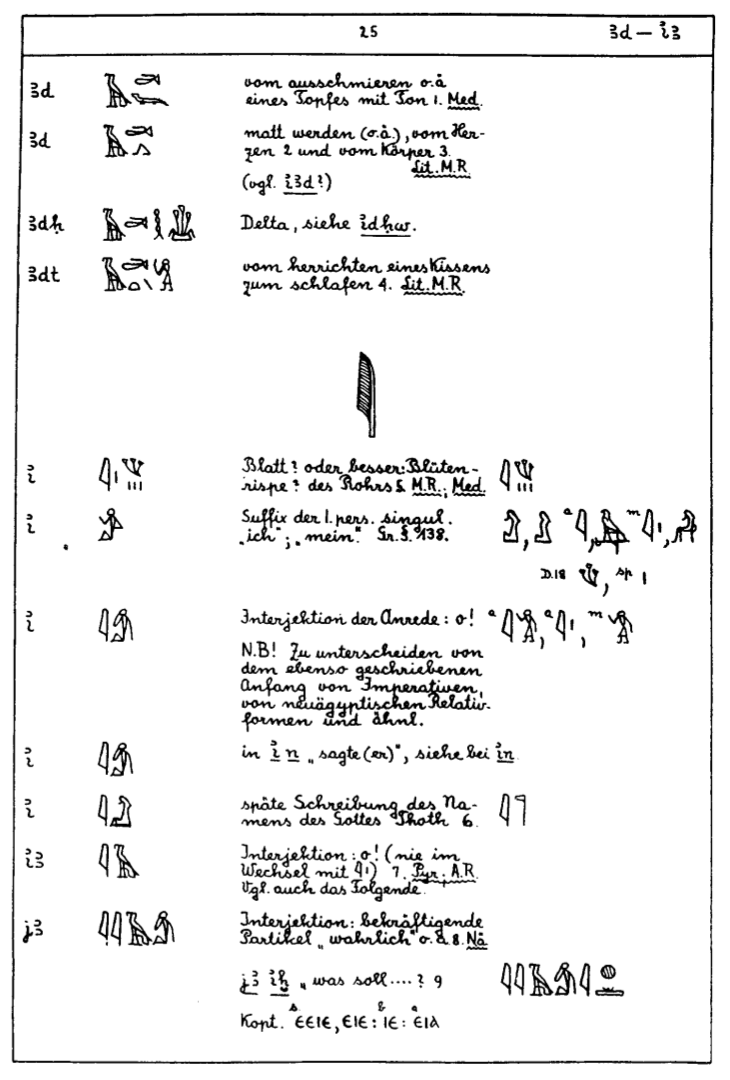
Страница 25 первого тома «Словаря египетского языка»

Крупнейшим достижением Берлинской школы стала публикация семитомного с последующими дополнениями «Берлинского словаря египетского языка» (Erman A. und Grapow H. Wörterbuch der aegyptischen Sprache), осуществлявшаяся в 1926—1953 годах. Общая реализация проекта потребовала более полувека (началом считается переписка Эрмана и Эберса 1896 года), и практически все ученики Эрмана и множество зарубежных учёных оказались привлечены к составлению словаря. Издание словаря потребовало решения не только организационных, но и концептуальных вопросов, что привело, по выражению Т. Герцена, к «сдвигу парадигмы в египтологии». В востоковедении впервые применялись формы организации крупных международных проектов, ранее принятые в антиковедении; кроме того, словарь был первой в мировой практике попыткой систематической разработки всего доступного источникового материала по Древнему Египту на основе филологической науки и немецкой методологии. Победой Эрмана стало навязывание транскрипции египетского языка и алфавитного порядка, принятого в Берлинской школе. Общий объём словаря был предварительно определён в 40 000 гнездовых слов, а также разнообразнейших словоформ, включая «мусор», как Эберс определял магические формулы, которые предлагалось вынести в приложения. В том же, 1896 году Эрман получил от Прусской академии наук 25 тысяч марок золотом и в 1898 году на заседании филолого-исторического разряда Академии объявил, что бюджет словаря составит не менее семидесяти тысяч, при этом ранее выданная сумма уже была истрачена на литографирование рукописных страниц с иероглификой и типографский набор предисловий и указателей. К моменту выхода первого тома в 1926 году сумма расходов составила 150 000 марок, из которых Академия перечислила тридцать тысяч. Остальные средства обеспечили Рокфеллеры через Джеймса Брэстеда, что в корне расходилось с изначальной идеей, что словарь должен быть национальным немецким предприятием.
Сильнейший удар по Берлинской школе был нанесён Первой мировой войной. В 1918 году немецкие египтологи во главе с Эрманом были вынуждены направить обращение министру культуры, так как их наука теперь полностью зависела от государственного бюджетного финансирования. После начала войны был закрыт Немецкий институт в Каире, и по результатам Версальского договора Германия утратила концессию на раскопки в Амарне. Главным аргументом для продолжения финансирования в условиях острейшего экономического кризиса оставался национальный престиж, который Германии обеспечивали египтологические исследования. Курт Зете, сменивший Эрмана на посту заведующего кафедрой египтологии Берлинского университета, ещё в 1923 году рассуждал, что египтология, как и наука вообще, поможет Германии взять реванш за поражение в войне. Зете утверждал, что в египтологической науке тоже сложилась своего рода «Антанта», так как учёные США, Великобритании и Франции сосредоточились на максимальном масштабе раскопок, чтобы добыть как можно больше музейных экспонатов. Задача немецкой науки — использовать все эти данные, «оставшись верной национальному идеалу». В перспективе это означало поворот немецкой археологии от лингвистической проблематики к антрополого-археологическим исследованиям. Наметился и конфликт между египтологами-археологами (Борхардт) и традиционными филологами (Зете). Усиливавшийся в 1920-е годы антисемитизм поставил Берлинскую школу под удар, так как множество немецких востоковедов имели еврейское происхождение; египтология и востоковедение вообще рассматривались НСДАП как «заповедник расово чуждых лиц». Ведущий египтолог 1930-х годов Штейндорф в 1939 году был вынужден эмигрировать в США. Напротив, Герман Грапов в 1937 году стал членом нацистской партии, что рассматривал как традиционное для германских учёных сотрудничество с властью; это существенно помогло его карьере в университете и Академии наук.

### Британская египтология. Деятельность Фонда исследований Египта

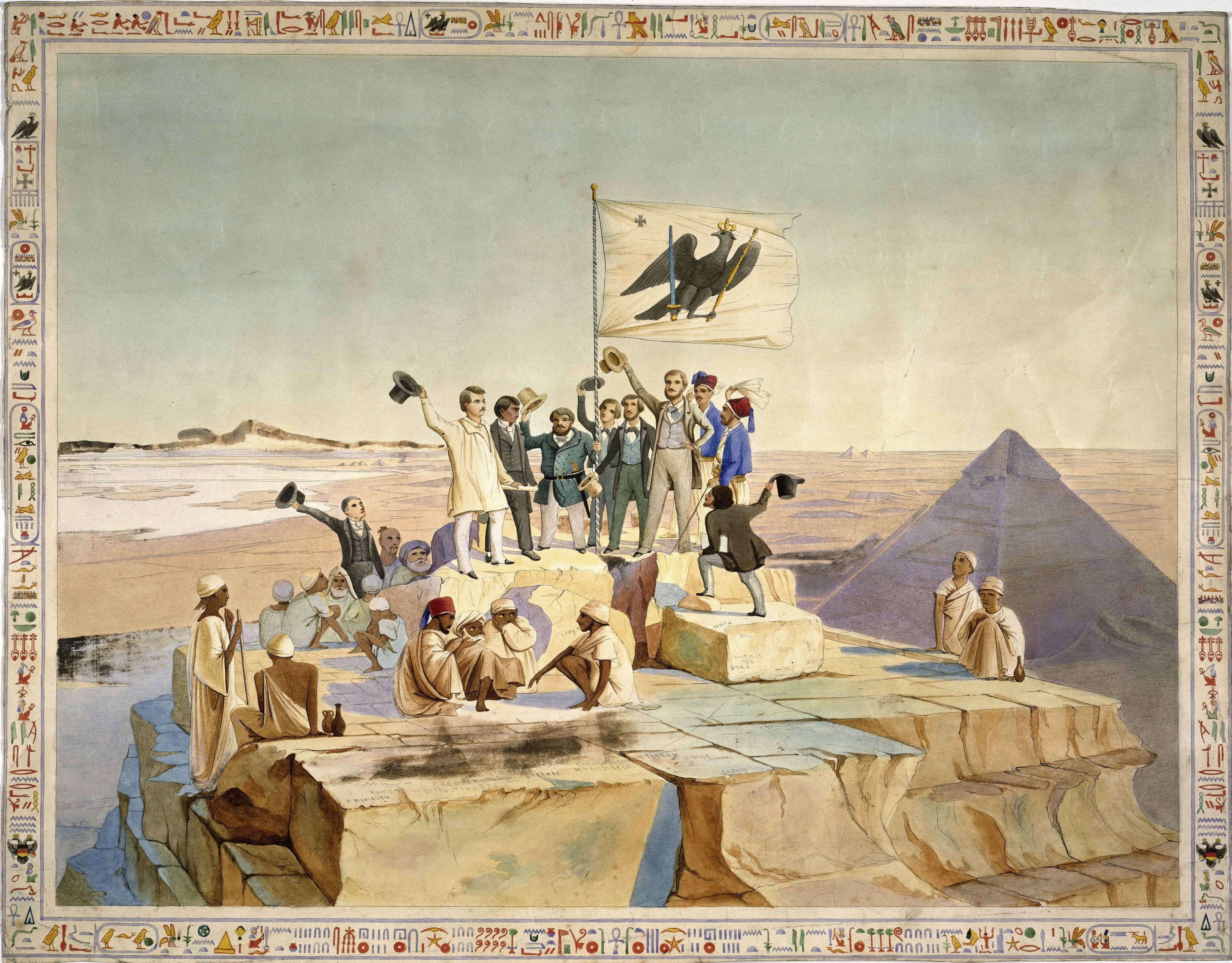
Участники Прусской экспедиции Лепсиуса на вершине пирамиды Хеопса. Иллюстрация Джозефа Бономи

Развитие египтологии в Великобритании XIX века было неотделимо от традиции джентльменских гран-туров и возникшего из них туризма, а также колониальной экспансии на Ближнем Востоке. Немногочисленные британские публикации на тему Египта очень долго испытывали влияние библейской картины мира. Первое профессиональное английское исследование «История египетских мумий» (1834) Томаса Петтигрю — обильно иллюстрированный компендиум древних гробниц, их инвентаря и религиозных представлений, которым они служили. В 1842 году тот же автор издал проспект Encyclopædia ægyptiaca в двадцати четырёх выпусках, но из-за малого числа подписчиков труд так и не был опубликован. Основателем британской египтологии считается Гарднер Уилкинсон, удостоенный в 1839 году титула рыцаря-бакалавра и ставший одним из четырёх египтологов, возведённых в рыцарское достоинство. Существенный вклад в мировую археологию внёс шотландец-путешественник Роберт Хэй, в экспедициях которого работали иллюстраторы Джозеф Бономи, Роберт Берфорд (автор первой панорамы Карнакского храма) и Фредерик Кезервуд, прославившийся как один из основателей майянистики в Центральной Америке. Иллюстрации Бономи использовал Лепсиус; художнику были заказаны гипсовые слепки с памятников в Бейт-аль-Вали для демонстрации в Британском музее, и он разрабатывал дизайн одного из первых типографских шрифтовых наборов для иероглифики. В 1849 году под его руководством была создана 800-футовая (243-метровая) «Грандиозная движущаяся панорама Нила». Путешествия Хэя, Уилкинсона и других обычно отделяют от «Нильского разграбления», так как их целью были эпиграфические исследования и визуальная фиксация древностей. Полевая археология в Британии почти не развивалась; египтолог Эйдан Додсон называл «проклятием английской египтологии» отсутствие финансирования из-за бесприбыльности исследования древностей, утверждая, что и в 2020-е годы ситуация не поменялась по сравнению с 1850-ми. Пионером британской археологии Египта является Генри Райнд, проведший в 1856—1858 годах три сезона раскопок в Луксоре. Его ранняя смерть прервала полевые исследования, и Флиндерс Питри, по сути, создал британскую египетскую археологию заново. В 1870 году было создано Общество библейской археологии, которое через два года слилось с ранее существовавшим Сиро-Египетским обществом. По времени это совпало с открытиями Шлимана и Смита, которые в британском общественном сознании изменили отношение к археологии. Издания этого Общества до основания «Журнала египетской археологии» (1914) стали важнейшей площадкой для публикаций в области египтологии и ассириологии.
В 1875 году Британия приобрела 44 % пакета акций компании Суэцкого канала; с 1878 года полностью контролировала финансовую систему Египта. Англо-египетская война 1882 года привела к фактическому установлению протектората и превращению страны в важнейшее связующее звено между метрополией и Англо-Индийской империей. Параллельно происходило бурное развитие туризма: с сезона 1872—1873 годов фирма Thomas Cook & Son запустила пароходное сообщение по Нилу и сеть отелей на всём протяжении от Александрии до Вади-Хальфы, которая оформилась к 1880 году. К 1874 году была запущена железная дорога до Асьюта (до Асуана она дошла только в 1926 году), что также изменило доступность египетских древностей и для туристов, и для учёных. Поскольку британцам не удалось перехватить управление Службой древностей, 1 апреля 1882 года был основан Фонд исследования Египта по образцу Фонда исследования Палестины. Поскольку Э. Навиль не смог организовать раскопок Сан эль-Хагара, в 1883 году на это место Фондом был направлен молодой Флиндерс Питри. Большой успех выпал на долю Питри в сезон 1887—1888 годов, когда были открыты фаюмские портреты. Президент Королевской Академии художеств Эдуард Пойнтер, при участии Питри и Уоллиса Баджа, в 1888 году основал Комитет по сохранению памятников Египта. При помощи Амелии Эдвардс, ассириологов Сайса и Остина Лэйярда удалось ввести туристический сбор, который пополнял фонд консервационных работ. Однако Обществу сохранения не удалось отменить строительства Асуанской плотины. В 1910 году эта организация вошла в состав Общества исследования Египта. Первым крупным проектом этого Общества, начатым в 1893 году, стала расчистка Храма Хатшепсут от многовековых наслоений саманных построек и мусора; работами руководил Э. Навиль, а в качестве иллюстратора работал Говард Картер. Параллельно Общество финансировало папирологические исследования под руководством Гренфелла и Ханта. Крупнейшие находки последовали в Оксиринхе после 1897 года.

Британские египтологи
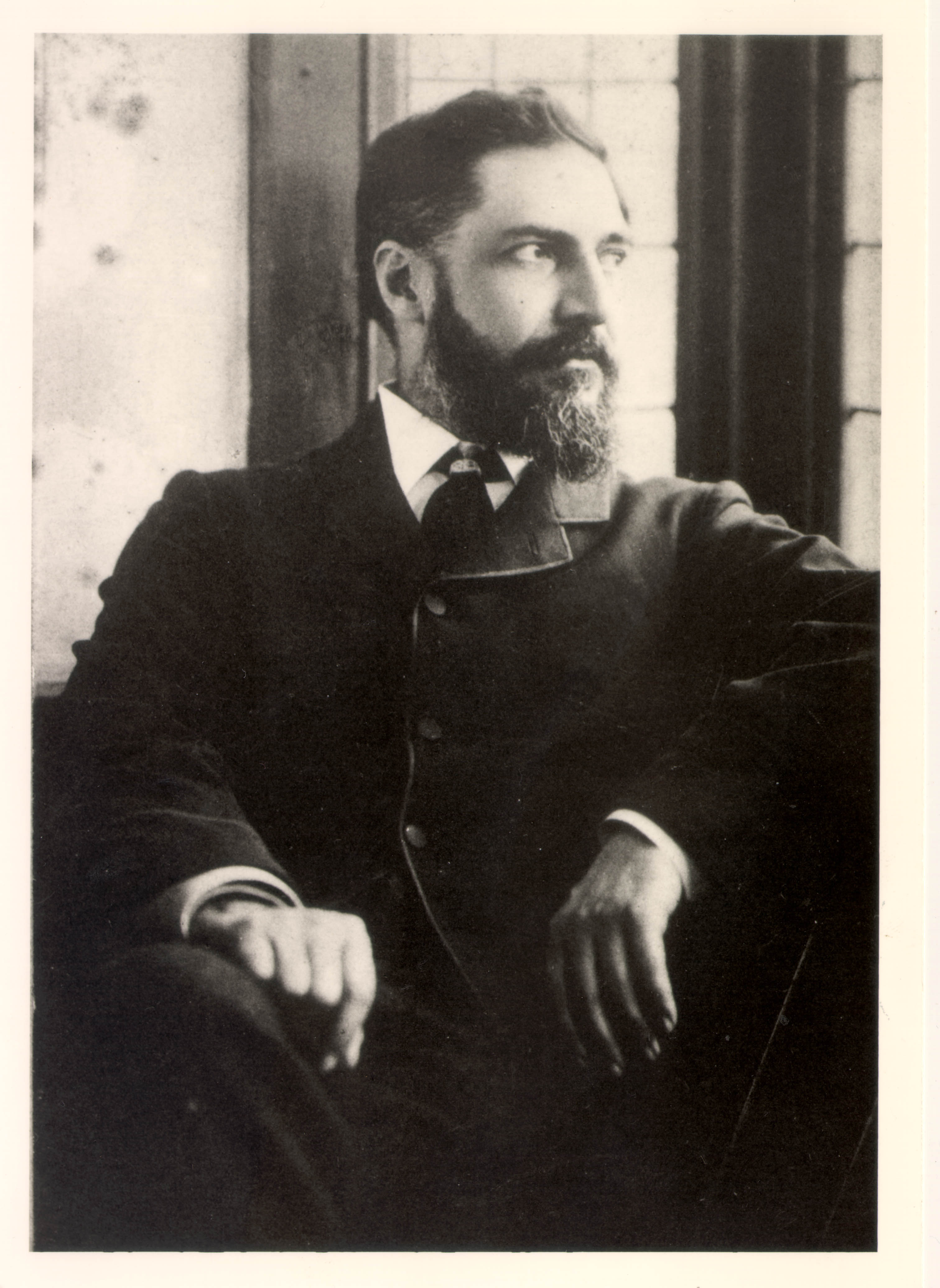
Флиндерс Питри
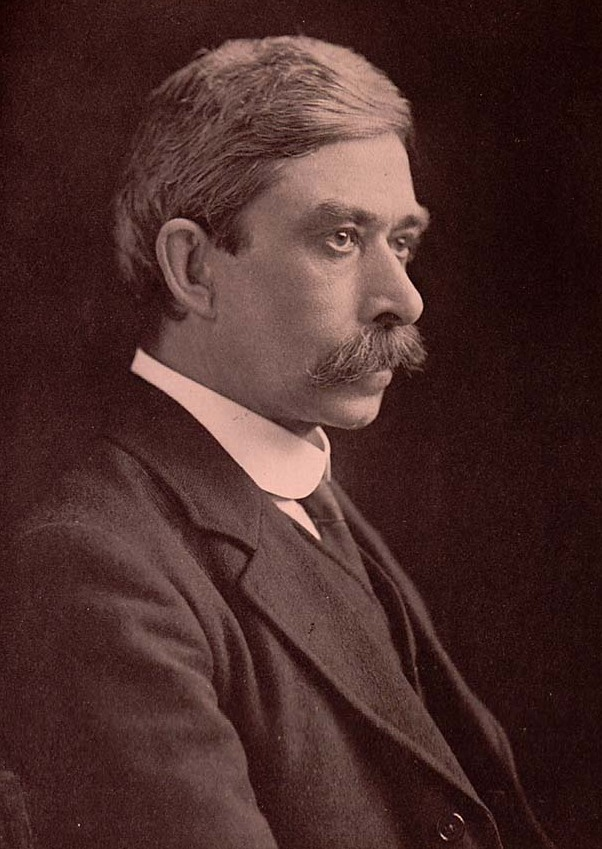
Бернард Гренфелл
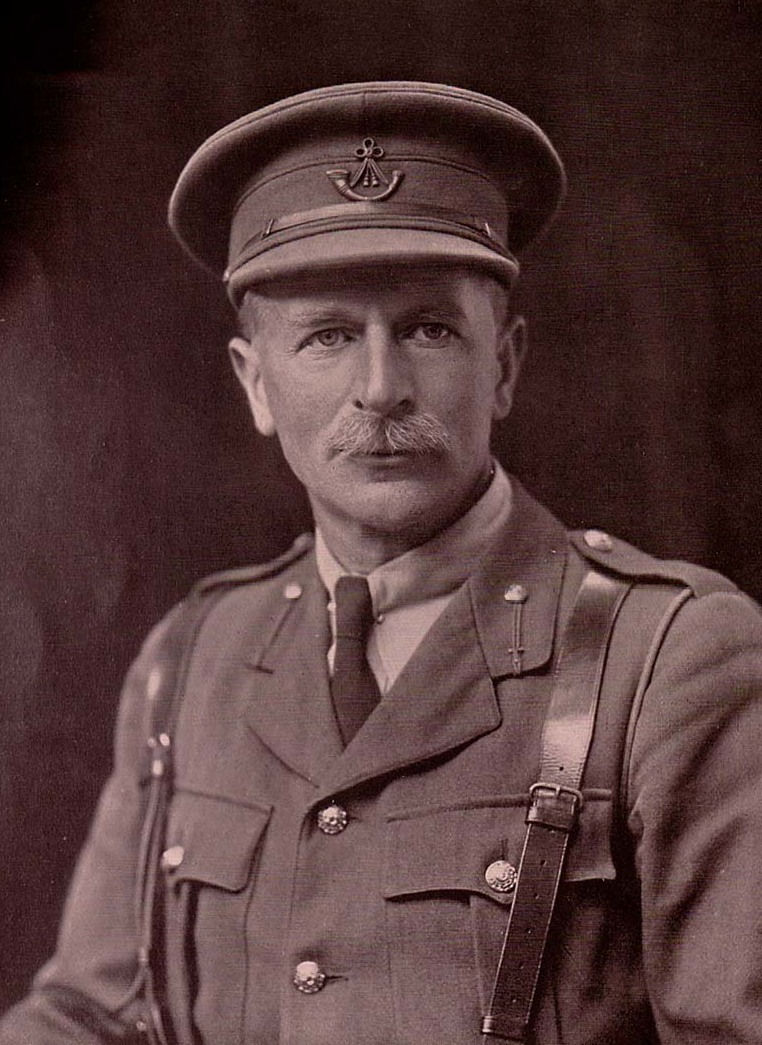
Артур Хант
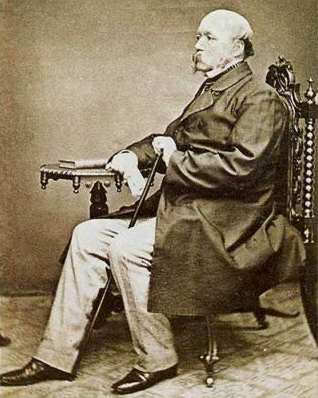
Джон Уилкинсон

В 1905 году была основана Британская археологическая школа в Египте, которую Флиндерс Питри проектировал как периодически функционирующую экспедицию, участники которой перемещались по стране. Финансирование школы осуществлялось в обмен на долю находок, и поэтому она быстро приобрела международное значение: одними из крупнейших доноров стали Новая глиптотека Карлсберга и Метрополитен-музей. Британская египтология оказалась разделена между тремя конкурирующими структурами, включая Британский музей. Профессорская вакансия по египтологии была создана в Оксфордском университете только в 1901 году, на базе этого университета ныне функционирует Институт Гриффита. Первоначально интерес академических структур к египтологии подпитывался евгеникой; Флиндерс Питри много лет сотрудничал с Фрэнсисом Гальтоном. Помимо Оксфорда, египтология разрабатывалась в Манчестерском университете, где в 1912—1914 годах преподавал Алан Гардинер, ставший одним из самых авторитетных в мире учёных. В Ливерпульском университетском колледже с 1902 года профессором египтологии был Джон Гарстанг, чьи раскопки в Нубии 1909—1914 года привели к открытию Мероэ. После Первой мировой войны он переключился на ближневосточную тематику.

## Современность

### Первая половина XX века

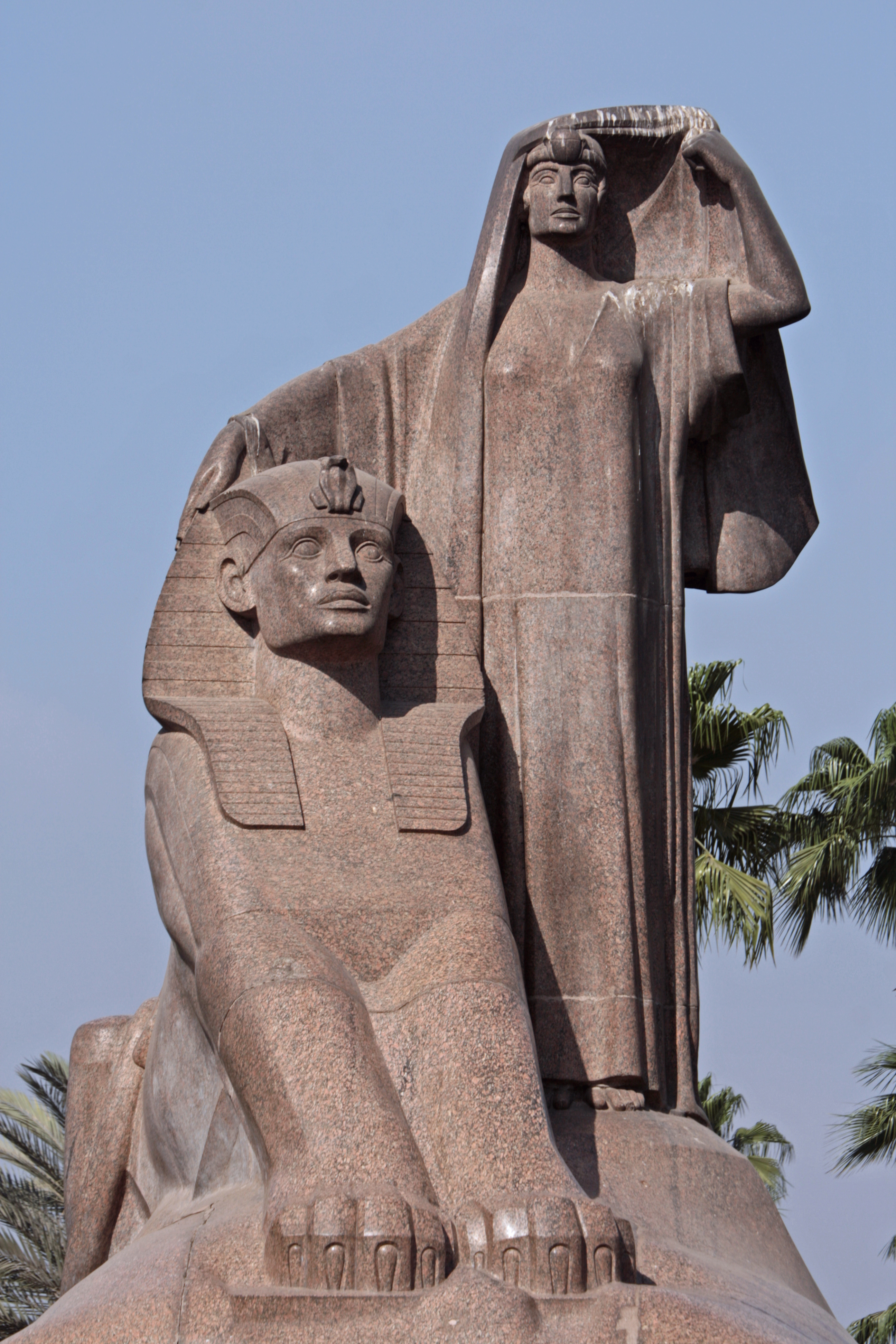
Махмуд Мухтар. Пробуждающийся Египет. 1928

В первой половине XX века развитие египтологии осуществлялось в направлении, заложенном в предыдущем веке. Начало 1920-х годов ознаменовалось сильнейшей вспышкой египтомании, связанной с открытием гробницы Тутанхамона в 1922 году. «Тутамания» стала результатом нескольких исторических факторов: на момент открытия это была наиболее богатая из неразграбленных древних гробниц; личность Тутанхамона была практически неизвестна даже специалистам, но относилась к концу Амарнской эпохи, которую интенсивно изучали как раз в предшествующем десятилетии. Огромную роль сыграло и появление новых технологий, в частности кино и радиовещания. Образы египетского искусства стали активно тиражироваться рекламой и широко применялись во вновь созданном стиле ар-деко. «Тутамания» имела оборотную сторону в виде широко распространённых поверий о «проклятии фараонов», которая в массовой культуре (особенно англоязычных стран) превратилась в «мумиеманию», откровенно противостоящую научным представлениям египтологов. Теоретическое осмысление находок также приводило к крупным достижениям. Ещё в 1890-е годы была предложена концепция «Топографической библиографии» (Topographical bibliography of ancient Egyptian hieroglyphic texts, reliefs, and paintings), которая была доведена до издания усилиями Фрэнсиса Гриффита. Первый том вышел из печати в 1927 году, и издание продолжается. В 1920-е годы были изданы: фундаментальная египетская грамматика Гардинера, дополненная работами Ганса Полоцкого и Ярослава Черны по коптскому языку. Джеймс Генри Брэстед в 1924 году основал Эпиграфический проект (The Epigraphic Survey) Чикагского университета в Луксоре, главной функцией которого является прорисовка, фотографирование и издание всех изображений в храмах и гробницах. В XXI веке проект продолжается, включая функции реставрации и консервации памятников, а также обучение местного персонала.
Египтомания существенно повлияла на идеологию и формы выражения египетского национально-освободительного движения. Прежде всего это сказалось на широком использовании египетских мотивов в искусстве: уже в 1923 году по приказу короля Фуада I здание парламента было стилизовано в «фараоновом» стиле, как позднее построенный вокзал в Гизе. Египетские писатели, такие как Ахмед Шауки и Нагиб Махфуз, стали активно разрабатывать древнеегипетскую тему. В 1928 году в Каирском университете состоялся первый выпуск бакалавров-археологов, первым профессором был назначен В. С. Голенищев, которому ассистировал В. М. Викентьев; преподавание велось на французском и арабском языках, причём поточные лекции ставились на вечернее время, чтобы их могли посещать все желающие. В 1926 году (то есть до учреждения профессорской кафедры) группа в 150 учащихся впервые была отправлена на экскурсию по египетским древностям. Постепенно складывалась идеология «фараонизма», первым и главным разработчиком которой был Салама Муса. Он отстаивал гипермиграционизм Графтона Смита, утверждая, что именно Египет был прародиной «средиземноморской расы» и колыбелью цивилизации, которая распространилась по всему земному шару. В 1927 году египетское правительство постановило, что все иностранные государственные служащие должны уйти в отставку или служить по краткосрочным контрактам; это означало национализацию и Службы древностей. В 1929 году Египетский музей и Служба древностей перешли в подчинение министерству образования: ранее они были в ведомстве министерства общественных работ. Последним иностранцем на штатной должности оставался Герман Юнкер, уволенный в 1939 году. В 1929 году было достигнуто соглашение с Германией о возвращении бюста Нефертити, однако оно вызвало бурные протесты в Берлине, и в 1934 году было окончательно отвергнуто лично Гитлером. Первая женщина получила археологическую специальность в Каирском университете в 1941 году. Кафедра египетской и исламской археологии была учреждена в Александрийском университете в 1942 году, и до 1952 года в Египте было присуждено семь докторских степеней по археологии. В 1941 году Египетский музей впервые возглавил египтянин Селим Хасан. В 1947 году в Копенгагене была учреждена Международная ассоциация египтологов, но в силу послевоенных трудностей её работа — проведение международного конгресса египтологов — не могла развернуться вплоть до начала 1970-х годов.

### Египтология в Египте. Проект спасения объектов Нильской долины
Развитие египтологии на рубеже 1940—1950-х годов определялось противоположными тенденциями: в Каире открывались новые египтологические организации (Швейцарский институт археологии и архитектуры в 1948 году и Американский исследовательский центр в 1950-м), тогда как общественное мнение требовало полной египтизации Службы древностей и персонала Каирского музея. Восстанавливался поток туристов, возобновился выпуск путеводителей на арабском и европейских языках. В 1949—1990 годах функционировал Музей египетской цивилизации, открытый по политическим соображениям после создания Израиля (принципы его экспозиции были сохранены в современном Национальном музее египетской цивилизации): малая доля древних артефактов и большое число макетов и диорам для просвещения публики. Кафедра египтологии была открыта в Новом университете для Ахмада Бадави. Несмотря на крах фараонистской идеологии, набирающий силы египетский национализм 1950-х годов широко использовал в своих целях древнее прошлое. В 1951 году был принят новый закон о древностях (Закон 215), пересмотревший правила вывоза находок, цены и налоги на законно приобретённые и откопанные артефакты. Согласно закону все древности Египта, найденные и ненайденные, являлись государственной собственностью и находились в ведении Министерства образования. Любая раскопочная деятельность без государственной концессии считалась незаконной; особо сурово каралась деятельность себахинов — крестьян, раскапывавших древние саманные поселения для использования органических остатков в качестве удобрения. Ужесточились и требования по реставрации. В 1983 году был принят новый закон, № 117 (действующий по сей день), полностью запрещающий торговлю предметами старины и регулирующий порядок археологических работ.
После революции 1952 года Служба древностей была разделена на четыре учреждения, в том числе отдельные комитеты для изучения и охраны исламских и фараоновых памятников. Законом 1953 года был создан Высший совет по делам древностей, который отвечал за сохранение и реставрацию древностей, выдавал концессии на раскопки, осуществлял надзор за куплей-продажей и дарением древностей, работал с музейными фондами и осуществлял исполнение законодательства о древностях. Однако полностью египтизировать раскопочную деятельность не представлялось возможным, поэтому Высший совет по делам древностей охотно предоставлял концессии зарубежным исследователям, в том числе восточноевропейским, советским и даже японским. В прессе активно подчёркивалось, что египетские археологи оказались способны на сенсацию: в 1954 году Закария Гонейм обнаружил недостроенный комплекс пирамид Сехемхета, а Камаль Эль-Маллах раскопал Солнечные ладьи. Подъём панарабизма в период правления Насера негативно повлиял на финансирование коптских и доисторических исследований. Вплоть до 1990-х годов не существовало современной литературы по египтологии на арабском языке, и почти полвека переиздавались школьные и вузовские учебники по истории Египта, написанные в 1940-е годы.
Модернизация Египта и строительство Асуанского гидроузла привели к серьёзным переменам. Резкий подъём уровня Нила должен был вызвать затопление множества древностей: предварительный список был опубликован Высшим советом по делам древностей в 1955 году. Это вызвало большой международный резонанс, усилия по изучению исчезающих археологических памятников стали координироваться на уровне ЮНЕСКО. В наибольшей степени должны были пострадать памятники Нубии на границе Египта и Судана, для их учёта был создан Центр научной документации египетских древностей, санкционированный законом № 184 1956 года. Отдельный Фонд спасения памятников Нубии был создан в 1964 году, ещё один фонд был создан в 1966 году при Министерстве туризма и древностей. В Каирском университете в 1970 году был создан отдельный факультет археологии.

Международный проект спасения памятников Нубии
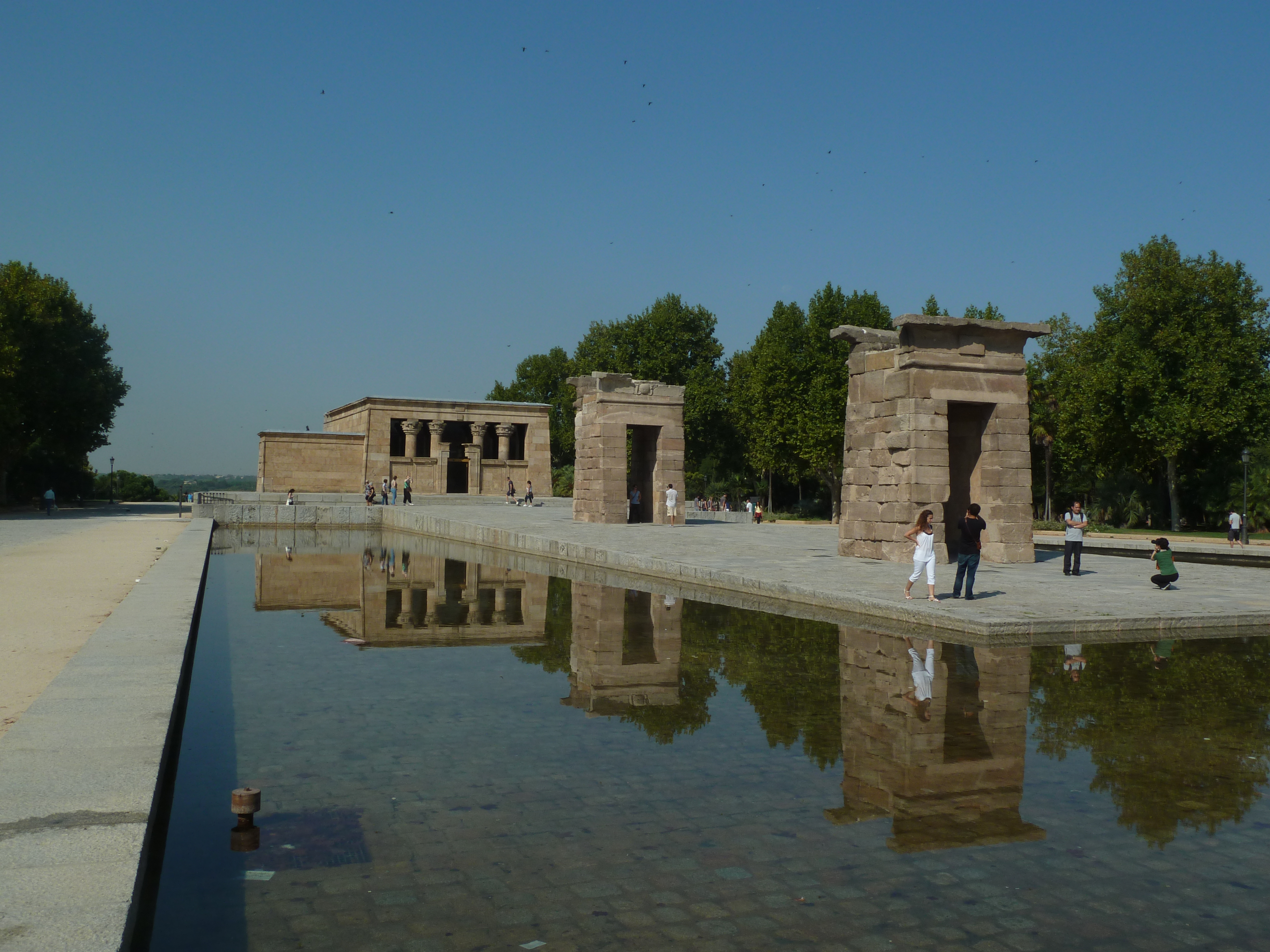
Храм Дебод в Мадриде
Остров Филе, залитый водой
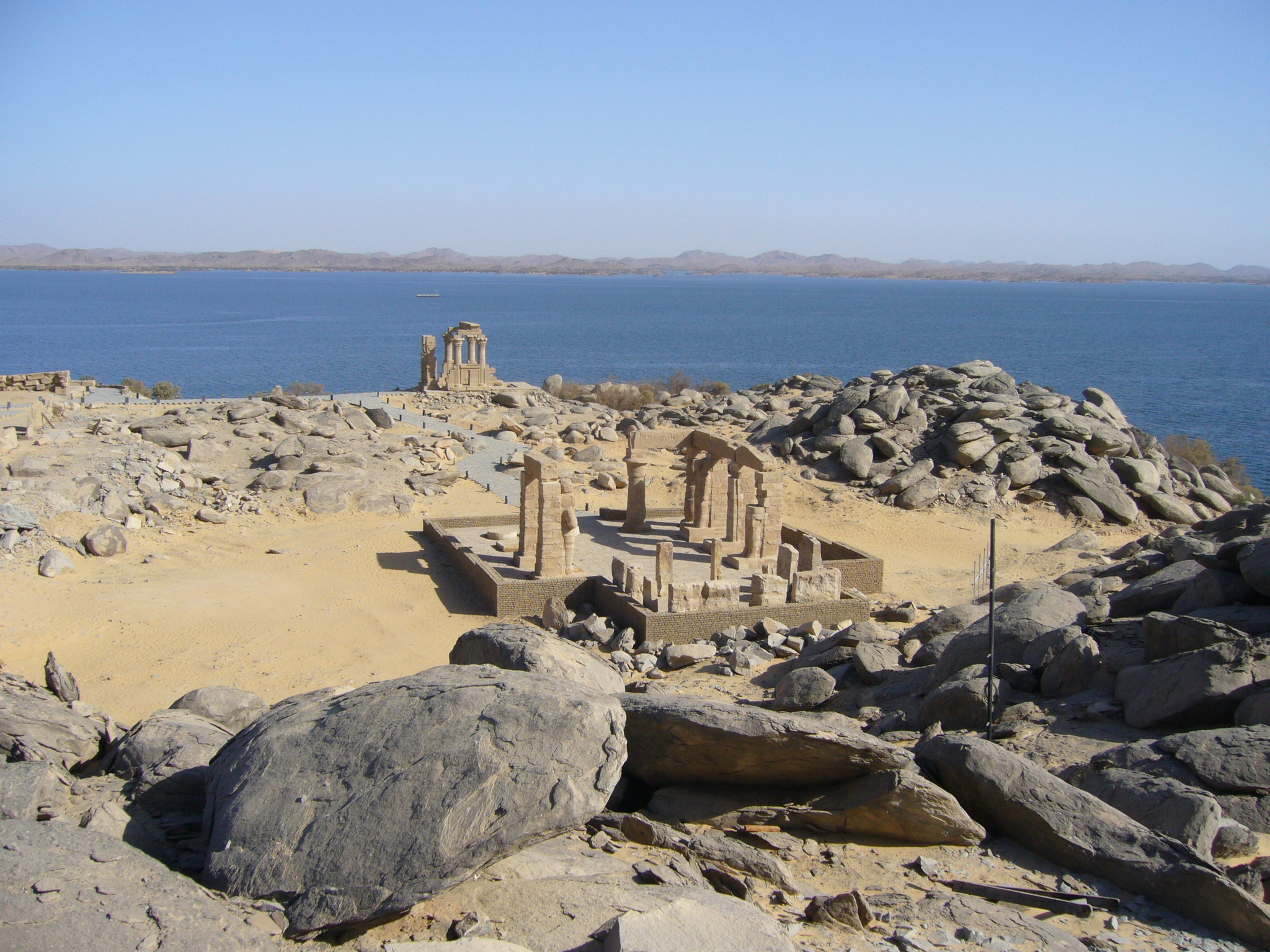
Один из затопляемых памятников
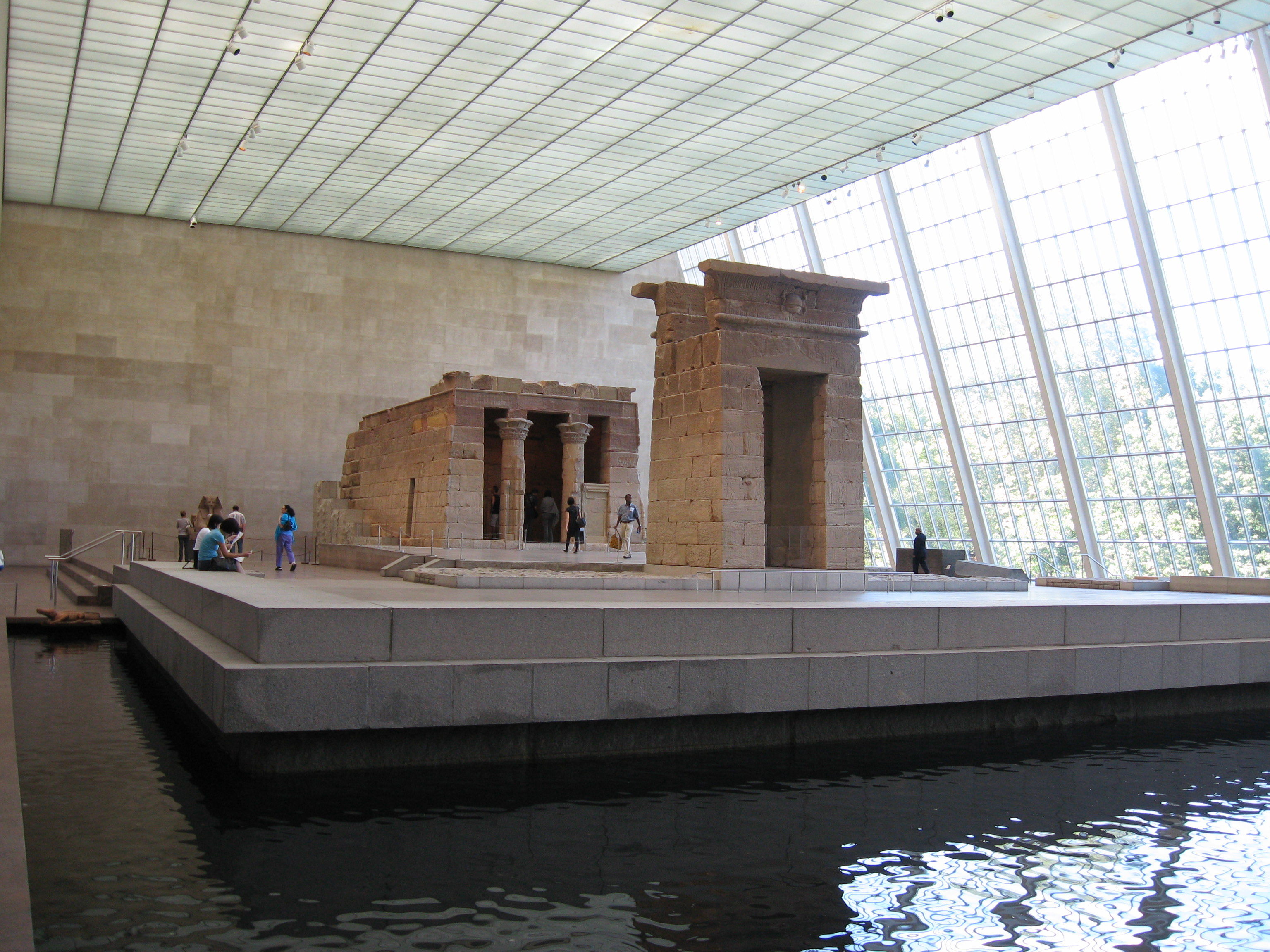
Дендурский храм в Метрополитен-музее Нью-Йорка

Поскольку на спасении древних памятников можно было задействовать инженерные кадры со строительства плотины, было решено переместить часть построек. Наиболее известным оказался проект по спасению двух храмов Абу-Симбела, с максимальным воссозданием пейзажа, предшествующего затоплению, хотя всего в Египте было перемещено 22 древних храма. Бюджет операции по переносу двух храмов из Абу-Симбела был оценён в 40 миллионов долларов. Примерно четверть этой суммы была перечислена постановлением Конгресса США по личной просьбе первой леди Жаклин Кеннеди. Часть денег была собрана благодаря её призывам к общественности. В благодарность президент Насер подарил американской нации храм Дендур, что вызвало отдельную дискуссию о месте его нового размещения. В конце концов 642 блока суммарной массой 800 тонн были доставлены в Нью-Йорк в 1968 году и хранились в ящиках до 1974 года. Судьба храма обсуждалась при официальном визите Никсона в Египет в 1974 году. В конце концов для его установки было построено новое крыло Метрополитен-музея. Никсон и Анвар Садат также договорились о реставрации Каирского оперного театра и проведении в США выставки сокровищ Тутанхамона. Аналогичным образом были вознаграждены усилия инженеров и археологов Италии, Нидерландов и Испании, куда были перемещены целые небольшие храмы. В 1967—1972 годах выставка сокровищ Тутанхамона прошла в ряде европейских стран, вызвав очередную волну «тутамании». Полученный опыт по спасению древностей был использован ЮНЕСКО в проектах по реставрации Мохенджо-Даро, Боробудура и Венеции. В 1970 году ЮНЕСКО приняла Конвенцию о мерах запрещения и предотвращения незаконного оборота египетских культурных ценностей.

Перенос Большого храма в Абу-Симбеле
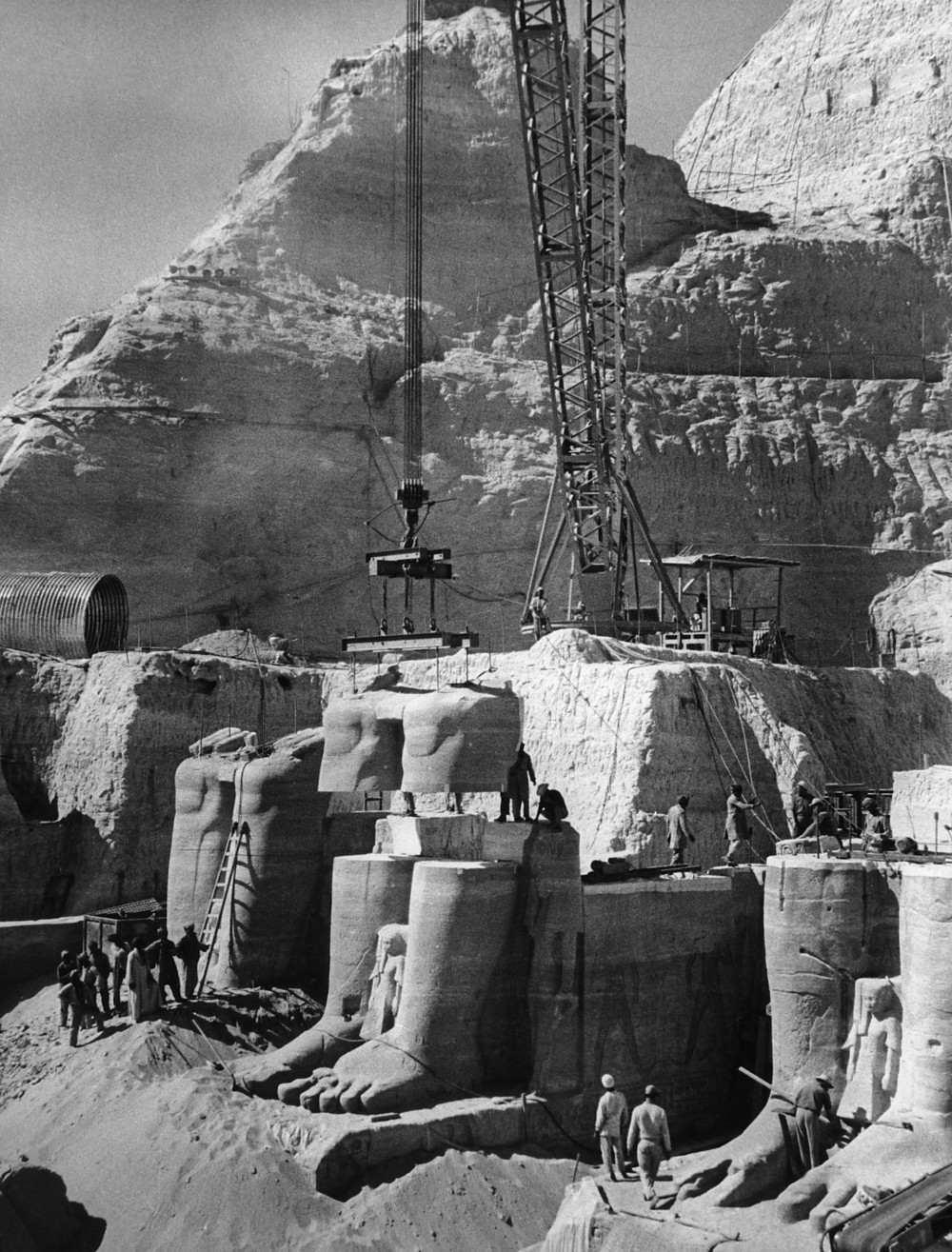
Демонтаж статуй у фасада
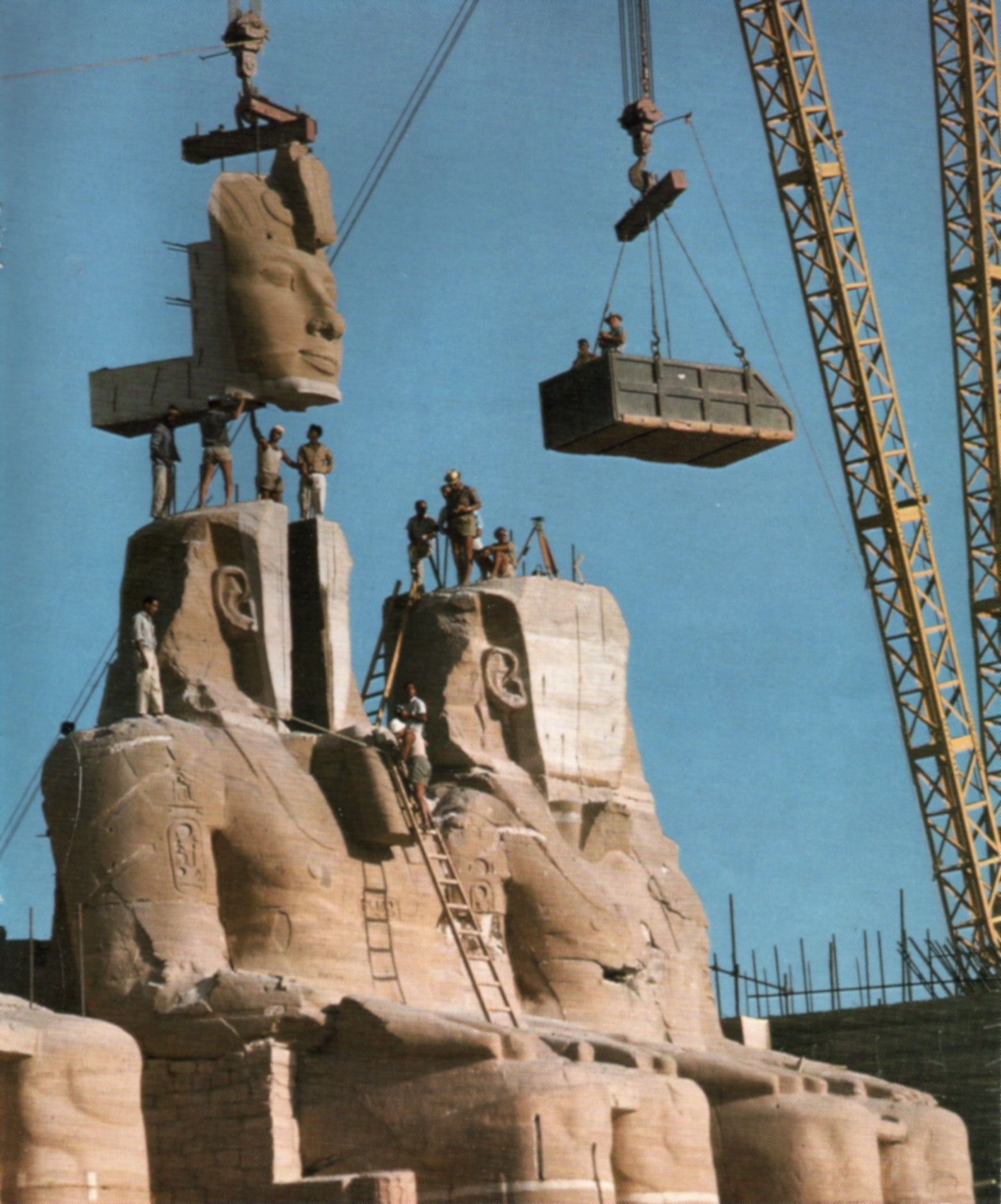
Установка статуй Рамзеса II на новом месте
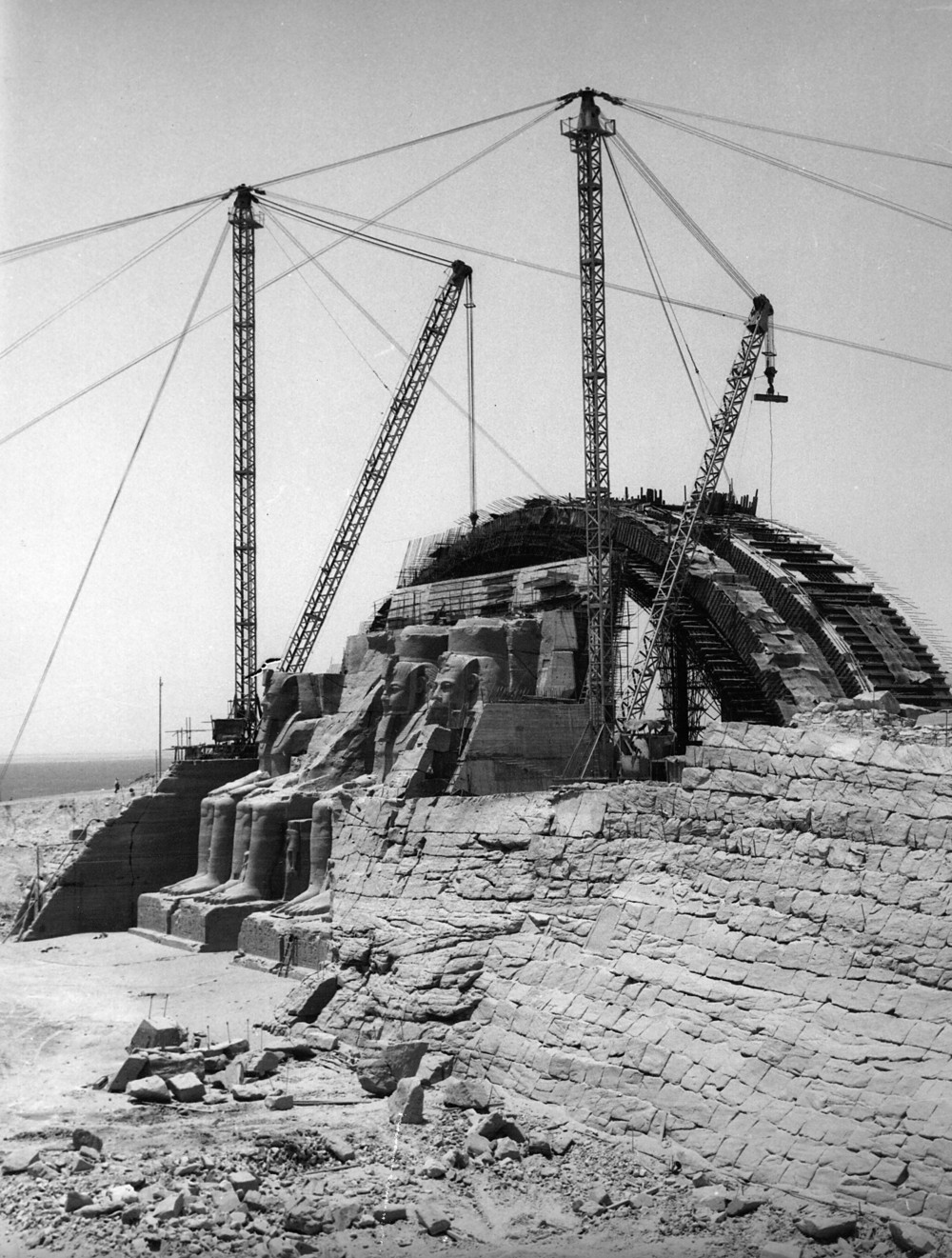
Сооружение железобетонного каркаса
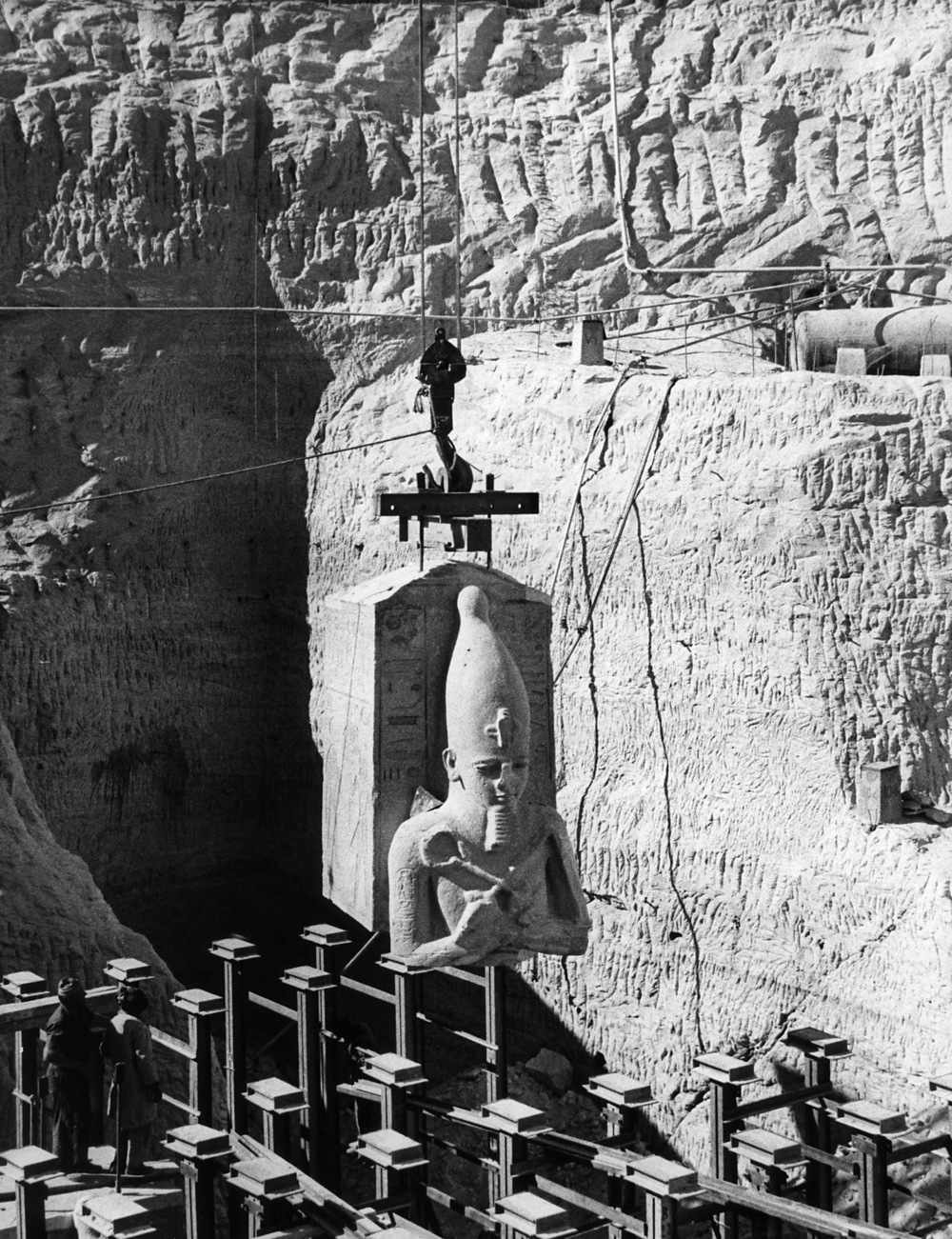
Перенос детали колонны в форме Озириса

В 1971 году была создана единая Египетская служба древностей, подчинённая Высшему совету по делам древностей; были слиты воедино Фонд древностей, Фонд спасения нубийских памятников, Департамент древностей, Центр документации. «Тутамания» существенно усилила туристический поток. В 1976 году в Каире был проведён первый Международный египтологический конгресс.
В 1990-е годы наметилась тенденция национализации египтологических исследований в стране пирамид, что было в первую очередь связано с деятельностью Захи Хавасса. Являясь профессиональным египтологом, с 1987 года он занимал должность генерального директора Египетской организации древностей (EAO) по делам комплекса пирамид в Гизе, оазиса Бахария и комплекса Саккары, совершил несколько важных открытий, например, долины «золотых мумий». В 2002 году Хавасс возглавил Верховный совет древностей. Как сообщалось в прессе, на этом посту он полностью контролировал египетскую археологию, лично определяя, кто и где будет вести раскопки. Также он получил известность за тесное сотрудничество с режимом Мубарака. Хавасс занял жёсткую позицию в отношении к иностранным археологическим экспедициям. Только в 2003 году он отозвал разрешения на раскопки у 13 экспедиций. Он занимал и занимает бескомпромиссную позицию по реституции египетских культурных ценностей и добился увеличения денежных поступлений от зарубежных выставок в бюджет Арабской республики Египет.

### Египтология XX века в Европе и Америке

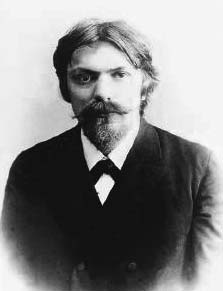
Франтишек Лекса

После Первой мировой войны египтологические центры международного уровня возникли в Чехословакии и Польше. Основателем чешской египтологии был Франтишек Лекса, который преподавал в Карловом университете и до габилитации Ярослава Черны был единственным египтологом в стране. Оба они ориентировались на Берлинскую школу и интересовались в первую очередь филологией, впервые смогли посетить Египет в 1931 году по гранту Министерства образования Чехословакии. Черны прославился в дальнейшем как крупный коптолог, специалист по этимологии; Лекса сделал ставку на создание международного центра демотологии, который изначально базировался на его кафедре в университете. Я. Черны до войны пользовался поддержкой президента Масарика и несколько раз работал во французских экспедициях в Египте и в штате Каирского музея, сотрудничал с А. Гардинером. В 1922 году был основан и в 1928 году заработал пражский Восточный институт, который имел экономическое и историко-культурное отделения. Ф. Лекса возглавлял исследовательские программы, Я. Черны был его секретарём. В 1931 году на французском языке они выпустили «Демотическую грамматику». Восточный институт продолжал финансироваться даже после Мюнхенского сговора и оккупации Чехии, а Ф. Лекса издал в чешском переводе «Гробницу Тутанхамона» Г. Картера. После закрытия Карлова университета в 1940 году учёный был отправлен на пенсию. В 1939 году Я. Черны остался в эмиграции в Египте, где во время войны работал в некрополях Саккары и Абусира, с 1943 года работал с чехословацким правительством в Лондоне и в 1945 году вернулся в Прагу. После 1948 года Восточный институт был восстановлен и в 1952 году вошёл в структуру новой Академии наук, членом которой был избран Ф. Лекса, тогда как Черны эмигрировал во Францию. Внеочередной Международный конгресс востоковедов 1949 года был проведён в Праге. Ведущим египтологом в Праге стал Збинек Жаба. После 1956 года Чехословакия заключила с Египтом соглашение о сотрудничестве в области науки и студенческого обмена, в рамках которого обсуждался вопрос о Чехословацком институте, основанном в 1959 году, директором которого З. Жаба стал в следующем году после кончины своего учителя Ф. Лексы. В период до 1970 года Чехословакия провела девять экспедиций в Египет, участвовала в Асуанском проекте ЮНЕСКО и осуществляла антропологическое исследование жителей Нубии, в которой получила две концессии. Особенностью чешских экспедиций было то, что база исследователей располагалась на барже. З. Жабе удалось сделать несколько важных раскопок в Абусире, который считался исчерпанным ещё в 1890-е годы. Он же выкупил и перевёз в Прагу библиотеку Я. Черны после его кончины. Хотя во второй половине 1970-х годов ещё проводились раскопки, после кончины З. Жабы (1971) и недолго прожившего его преемника Франтишека Вахалы (1974) поддерживать чехословацкую египтологию на мировом уровне уже не удалось.
После воссоздания польской государственности в 1918 году центром египтологии являлся Краковский университет, кафедру которого в 1922—1939 годах замещал француз Жозеф Пьер Луи Давид, который также преподавал коптский язык. Ему не удалось создать постоянного круга учеников. Создателем национальной польской египтологии стал Антоний Смишек, сначала возглавлявший кафедру сравнительного языкознания Познанского университета, а с 1934 года возглавивший кафедру классической археологии в Варшавском университете. В Познани работал известный папиролог и специалист по римскому праву Зигмунт Лисовский, принадлежавший Лейпцигской школе (учился у Ульриха Вилькена). В 1937—1939 годы Ежи Мантойфель провёл совместно с Французским Восточным институтом первые раскопки в Эдфу, прерванные войной. Послевоенное восстановление возглавил Казимеж Михаловский, который подключил Польскую академию наук к международному проекту средиземноморских исследований, центр которого открылся в Каире в 1960 году. С 1957 года регулярно работали польские археологические экспедиции в Египте, а в рамках проекта ЮНЕСКО польские археологи спасали храмы Дебод и Тафа в Нубии и в 1961—1964 годах раскапывали Фарас. Это привело к созданию Общества нубийской археологии во главе с самим Михаловским. Центр папирологии мирового уровня возглавил Рафал Таубеншлаг. В Ягеллонском университете также был восстановлен центр классической археологии. Польская папирология поддерживает достигнутый уровень, в Варшаве дважды проводились всемирные папирологические конгрессы (1961 и 2013 годов).
Спецификой русской дореволюционной и советской египтологии было то, что очень долгое время её представители вообще не участвовали в полевых исследованиях в Египте. Основоположник советской школы В. В. Струве был учеником Б. А. Тураева и М. И. Ростовцева. Его основная тематика сводилась к изучению социально-экономической истории Птолемеев, а также изучению наследия Манефона, так и не составив итоговой монографии. Учениками Струве были И. Г. Лившиц, М. Э. Матье, Д. А. Ольдерогге, И. М. Лурье, Б. Б. Пиотровский. В силу оторванности от полевых практик советские египтологи успешно решали глубокие теоретические проблемы. Так, Струве в комментарии к изданному им Московскому математическому папирусу опроверг господствующую идею чистого эмпиризма египетской математики и доказал глубину абстрактного мышления древних египтян. «Марксизация» советского востоковедения, начавшаяся в 1930-е годы, обеспечила несколько поколений советских историков универсальной методологией, которая соответствовала интересам В. В. Струве в социально-экономической сфере. В 1934 году он опубликовал «Очерки социально-экономической истории Древнего Востока», а также редактировал ряд учебников и хрестоматий, стандартных для школьной и вузовской системы СССР. Н. С. Петровский был автором новаторских исследований среднеегипетской грамматики, в которых убедительно доказал консонантно-морфемный характер египетского письма, став крупнейшим специалистом по этим вопросам со времён Шампольона. Его труды были изданы в Гёттингене в 1980 году. Грамматика новоегипетского языка М. А. Коростовцева была первой грамматикой такого рода со времён А. Эрмана. Крупнейшим специалистом по социально-политическому строю Древнего Египта был Ю. Я. Перепёлкин, который ещё в 1930 году защитил диссертацию по амарнской эпиграфике, текст которой утерян. После 1960-х годов были опубликованы его новаторские работы по частной собственности в Древнем царстве и дилогия по перевороту Эхнатона, «Хозяйство староегипетских вельмож» было напечатано посмертно.
Интерес к египтологии в США прослеживается от Томаса Джефферсона. Первая коллекция египетского искусства была привезена в Америку английским врачом Эбботом в 1853 году и стала основой Бруклинского музея. Туристы, совершавшие гран-туры, в течение XIX века собирали частные коллекции египетского искусства, а с 1820-х годов неизменным успехом пользовались передвижные паноптикумы, где выставлялись мумии. Первым профессиональным коллекционером, посетившим Египет, был Эдвин Смит, который активно сотрудничал с европейскими специалистами, в частности Г. Эберсом. Становление профессиональной египтологии произошло благодаря благотворительнице Фиби Херст, нанявшей Джорджа Рейснера для пополнения египетского отдела музея Калифорнийского университета. Рейснер стал первым египтологом США, который осуществлял раскопки в 1899—1901 годах, а после отказа Ф. Херст в дальнейшем финансировании перешёл в штат Бостонского музея. Кроме того, в 1907 году по заданию каирских властей он создал и возглавил Археологическую службу Нубии. Центром египтологии стал Чикагский университет, где профессорскую кафедру с 1905 года замещал Джеймс Генри Брэстед. В 1919 году при университете был создан Восточный институт, который под началом Брэстеда организовал Американскую научную экспедицию, которая в 1924 году начала копирование всех «Текстов пирамид» — так называемый Эпиграфический проект. В Луксоре была основана стационарная экспедиционная база Chicago House. В 1923 году был начат папирологический проект Мичиганского университета под руководством Фрэнсиса Келси. Его именем назван университетский музей и Центр изучения греко-римского Египта. В 1948 году на основе луксорской базы Эпиграфического проекта Брэстеда был основан Американский исследовательский центр в Египте, официально зарегистрированный в штате Массачусетс; офис в Каире был открыт в 1951 году. В 1962 году Госдепартамент по Закону 480 выделил из государственного бюджета финансирование для Центра в размере полумиллиона долларов для поддержки египтологических проектов, стипендий египтологам для работы в поле и информирования американской общественности обо всех сторонах жизни в Египте с глубокой древности до наших дней. В связи с национализацией Египтом раскопочной деятельности во второй половине XX века американская египтология обратилась к исследованиям накопленных в предыдущий период музейных собраний. В частности, египетская коллекция Бруклинского музея превышает по объёму фонды Метрополитен-музея. Учебные программы по египетской археологии существуют в Мичиганском университете и Университете Джонса Хопкинса.

### XXI век
В первые десятилетия XXI века все археологические работы на территории Египта контролируются Министерством по делам древностей (создано в нынешнем виде в 2011 году, министр с 2016 по 2022 год — Халед аль-Анани, при котором оно было объединено с министерством туризма). Развитие новых технологий позволяет широко применять геофизическое зондирование и другие неразрушающие методы исследований. В 2000 году Европейский институт подводной археологии (IEASM) объявил об открытии затонувшего города Тонис-Гераклион в Абукирском заливе, обнаруженные статуи перемещены в музеи Александрии и Каира. К 2017 году подводные археологи обнаружили в Абукирском заливе три затонувших корабля примерно начала нашей эры. В числе находок присутствуют керамические изделия, три золотые монеты эпохи Августа, голова статуи, вырезанной из хрусталя.
После создания водохранилища Насер во всей Нильской долине повысился уровень грунтовых вод, что постоянно требует усилий для защиты существующих памятников. Во время работ в Ком-Омбо в 2018 году был обнаружен скульптурный бюст Марка Аврелия. В том же году немецко-египетская экспедиция Тюбингенского университета нашла редкую погребальную маску с позолотой и инкрустированными глазами. Новые находки последовали в Александрии. В Саккарском некрополе на протяжении 2018 года было совершено множество находок мумий, в том числе кошачий некрополь примерно V—VI династий и вотивные предметы XII династии. В декабре того же года было объявлено о находке в Абусире обширной гробницы высокопоставленного жреца V династии, содержащей более пятидесяти скульптур. В 2019 году в Ком аль-Хелгане в Дельте были найдены два десятка гробниц Второго переходного периода, но они были разграблены ещё в древности; все находки в той или иной степени были повреждены. В период 2019—2022 годов в Гизе и Асуане было совершено множество археологических находок, в том числе при участии испанских, итальянских, польских и чешских археологов.

### Музейная египтология
В Европе накопление египетских редкостей осуществлялось начиная с XVII века в кабинетах редкостей аристократов, некоторые из которых публиковали каталоги своих собраний. Таково собрание Лодовико Москардо из Вероны, в котором египетские вещи (магические амулеты, камни с иероглифами и мумия) относились не к разделу древностей, а проходили по разряду «кораллов, раковин, животных и растений». Мумия имелась в собрании Пьера Бореля, организованном по аристотелевскому делению материального мира на Artificialia («созданное человеком») и Naturalia («созданное природой»). Египетские изделия проходили по разряду природных явлений. Наиболее распространёнными в кабинетах редкостей, кроме мумий (популярностью пользовались крокодилы), были ушебти. Они были представлены в кабинете болонского сановника Фердинандо Коспи. В Англии египетские древности собирал Ганс Слоан, в составе коллекции которого они перешли в первый публичный музей государства — Ашмолеанский. Мумия в полный рост с саркофагом была выставлена с 1759 года в Монтегю-хаусе, но и здесь египетские древности проходили по разряду курьёзов, а не предметов научного значения. Перемены настали, когда в 1764 году Винкельман опубликовал «Историю искусства древности», определив место Египта относительно античного греко-римского. К началу «Нильского разграбления» и бурного роста музейных собраний египетские артефакты рассматривались как ценные свидетельства о глубокой древности, а наполеоновский поход сделал обладание египетскими коллекциями предметом национального престижа. Так, в Баварском королевстве египетская коллекция была размещена в Мюнхенской Глиптотеке (в 1830 году). В Британском музее для египетского отдела была выстроена в 1808 году отдельная Галерея Таунли, которая установила стандарт экспонирования египетских саркофагов, скульптур и мумий. Египетский музей короля Карла X, открытый в стенах Лувра в 1827 году, был роскошно оформлен, каталог для этого собрания написал Шампольон. Экспонаты были размещены тематически, например, по их религиозному и историческому, а не чисто эстетическому, значению. Постепенно складывался и ритуал посещения музеев, в которых выставленные предметы были неотделимы от истории их открытия и приобретения. С 1839 года существует Григорианский Египетский музей Ватикана, особенность которого заключается в том, что его создали для египетских древностей, обнаруженных в Риме и на Вилле Адриана.

Египетские музеи XIX века
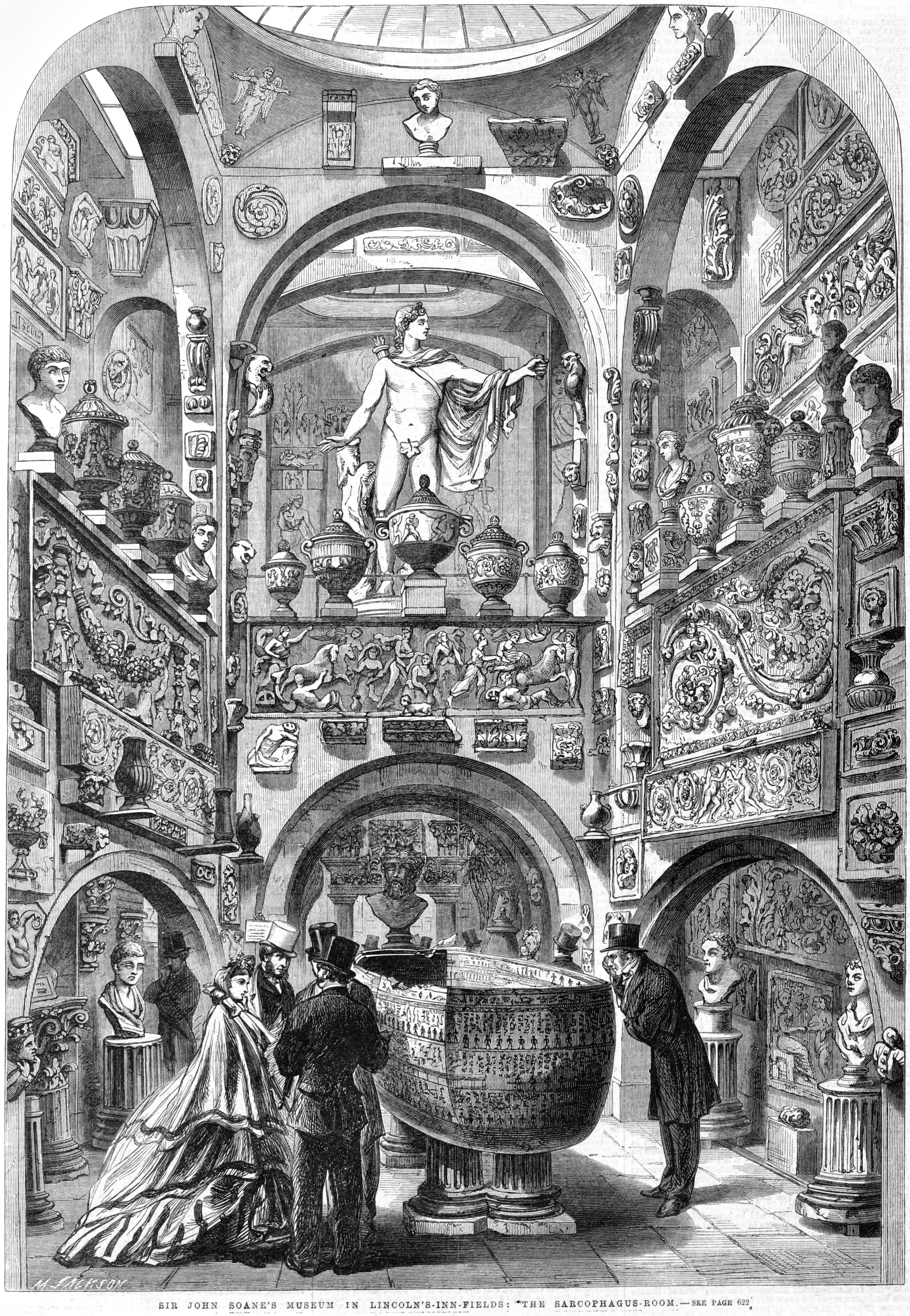
Публика рассматривает саркофаг Сети I во дворце сэра Джона Соуна
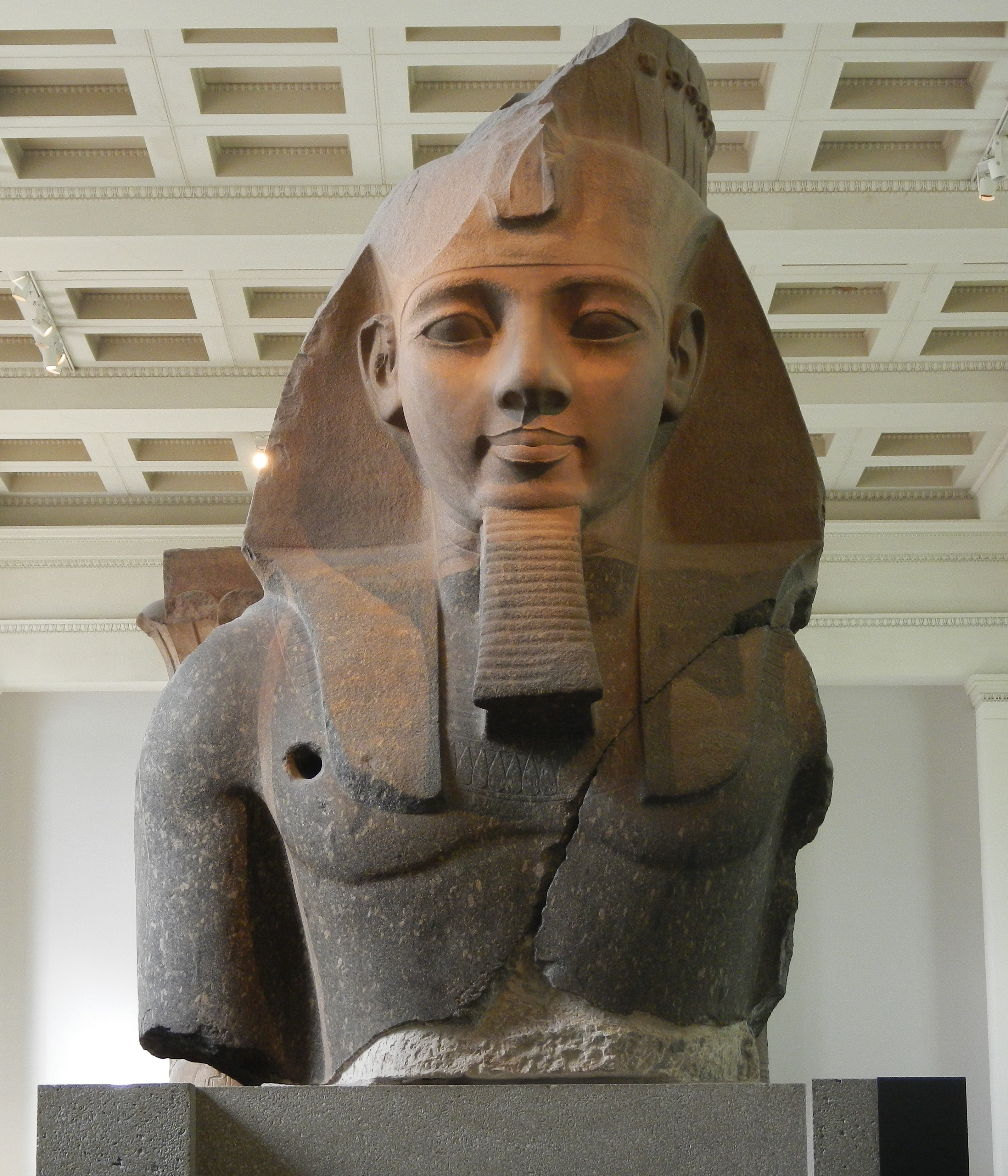
Колосс Рамзеса II, доставленный Солтом и Бельцони в Британский музей
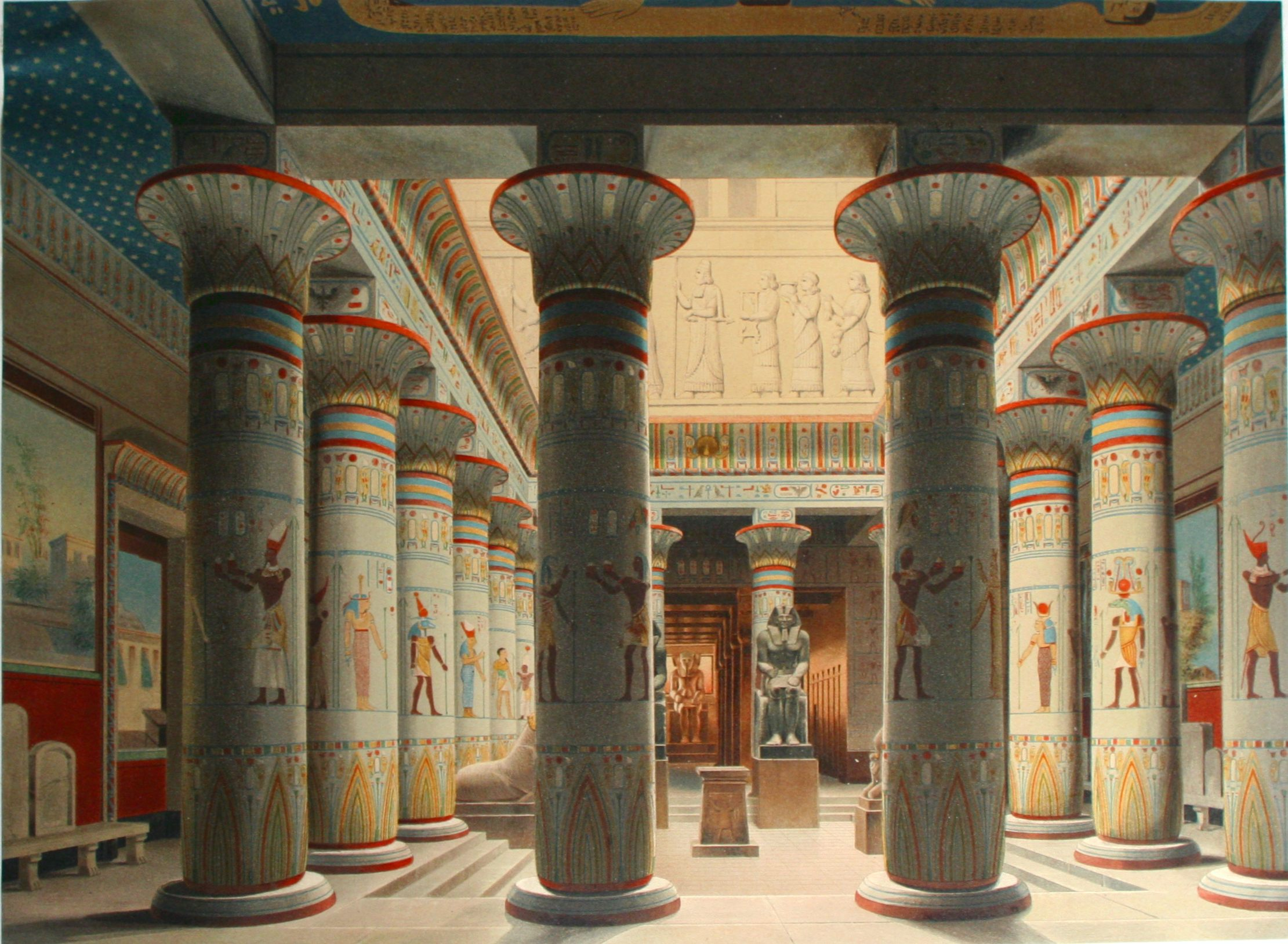
Египетский дворик Нового музея в Берлине в 1862 году
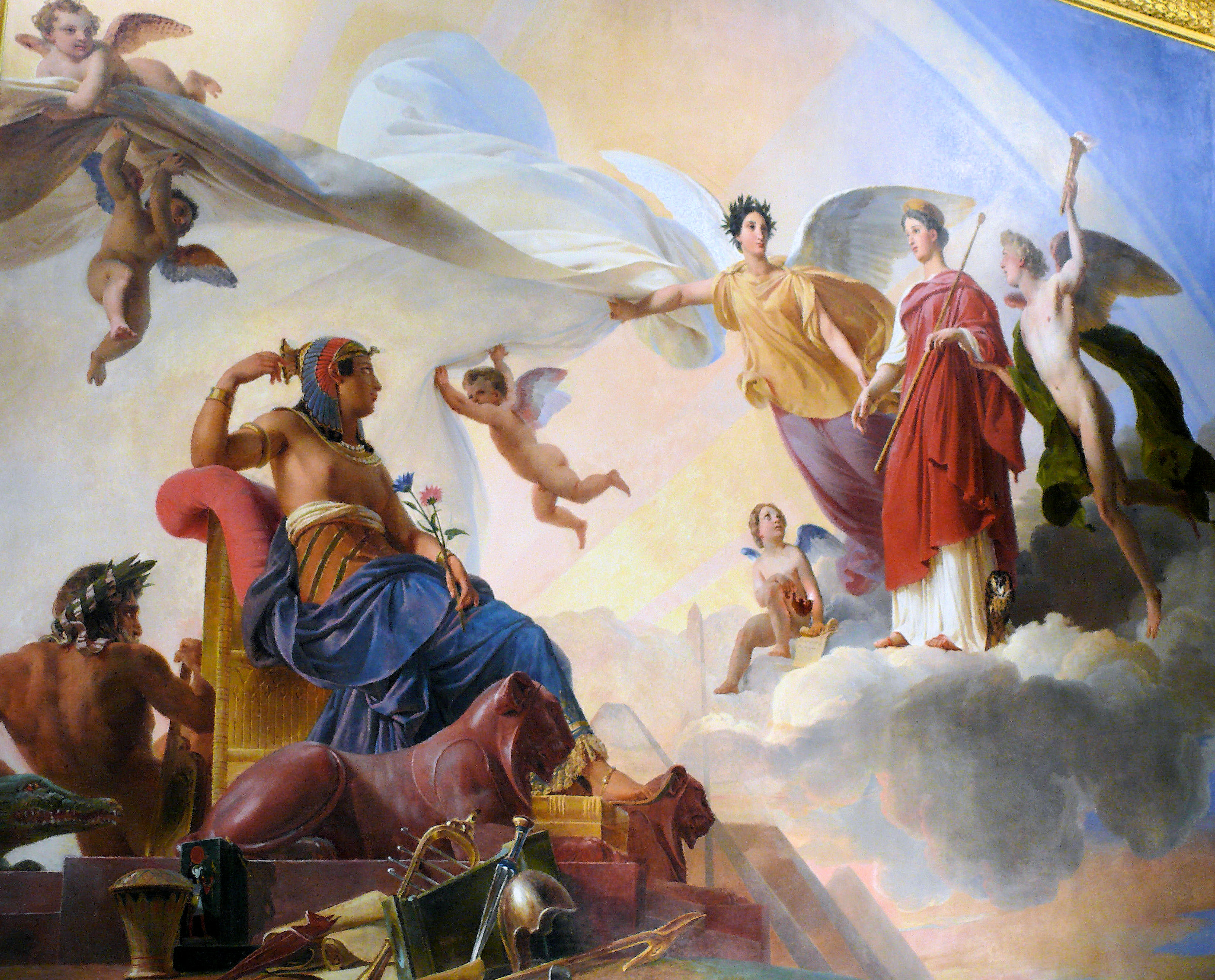
Франсуа Пико. Гений и искусство Египта переходят Греции. Плафон Зала 6 Музея Карла X

По мнению Кристины Риггс (Университет Восточной Англии, куратор Музея Манчестера), в эпоху империализма музеи служили опосредованной пропаганде ориентализма, то есть транслировали образ пассивного и отсталого Востока, который не способен самостоятельно распорядиться славным историческим прошлым. «Музеи сыграли фундаментальную роль в процессе отчуждения: сбор, каталогизация и экспонирование египетских древностей были неотделимы от контроля за страной, откуда они происходили». Египетский отдел в Хрустальном дворце в 1851 году смотрелся как «бедный родственник» блестящей античности, ассоциируемой с Британской империей. На Парижской всемирной выставке 1867 года египетский отдел курировал и оформлял Огюст Мариетт. В египетском павильоне совместили реконструкцию египетского храма и типичной улицы Каира. Выставленные подлинные произведения искусства стали знаковыми: диоритовая статуя Хефрена, деревянная статуя «Сельского старосты» и золотые украшения царицы Аххотеп, которые вызвали большой скандал — Мариетт отказался подарить их императрице Евгении. Великие египтологи своего поколения курировали другие всемирные выставки: Бругш в Вене в 1872 году, Флиндерс Питри и венский коллекционер Теодор Граф организовывали Колумбову выставку в Чикаго в 1893 году. Мариетт ещё в 1863 году создал в Каире Булакский музей, который пополнялся за счёт Службы древностей. В 1902 году он переехал в новое, ныне существующее здание. В 1908 году в Каире открылся Коптский музей.

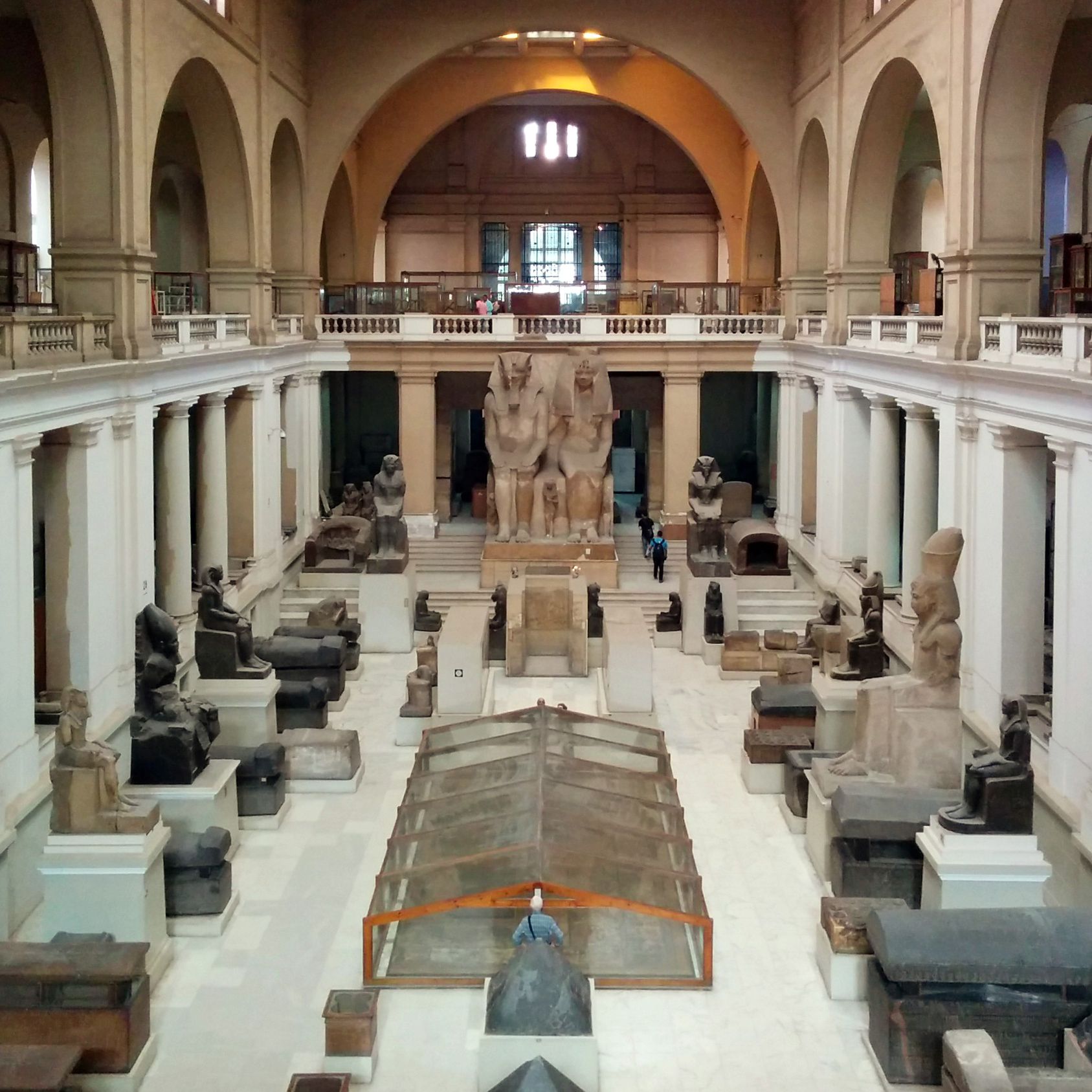
Большая галерея Каирского египетского музея. Фото 2011 года

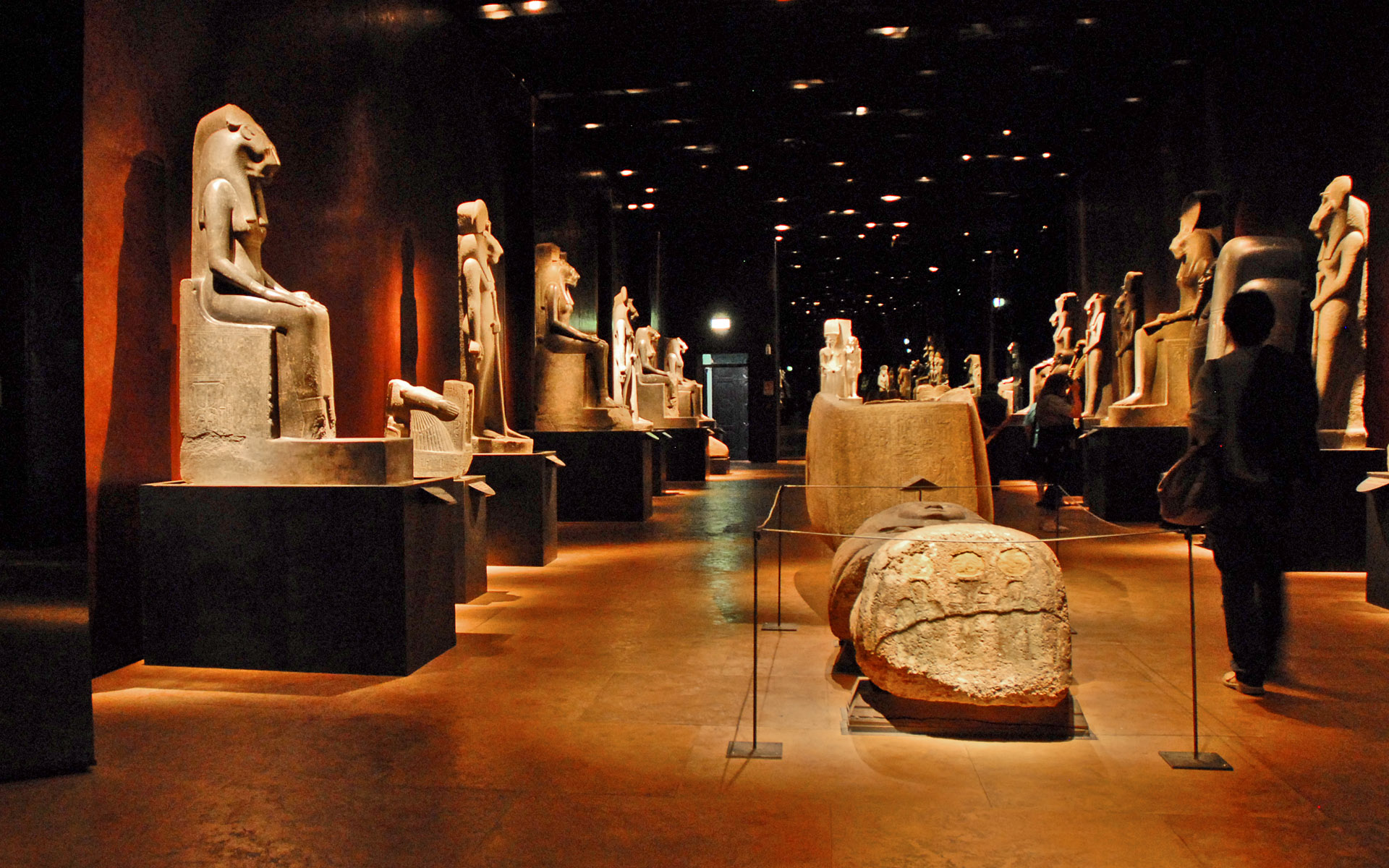
Современный вид экспозиции Египетского музея в Турине. Фото 2011 года

Всемирные выставки отчасти способствовали музейному буму и созданию в Европе и США универсальных музеев (в том числе провинциальных), открываемых с практической целью — привития публике «образцов вкуса и техники» с целью стимулирования покупки промышленных изделий. В 1890 году был создан Музей Пенсильванского университета, один из первых музеев США, который проводил научные изыскания и раскопки, как с целью поддержки головного университета, так и для пополнения собственных коллекций. В США египетские древности в основном попадали в музеи изящных искусств, исключениями были Филдовский музей естественной истории и Музей Карнеги в Питтсбурге. Ни один из них не финансировался государством. Музеи этой эпохи выстраивались по таксономическому методу в соответствии с эволюционным принципом, что отражалось как на выставочной структуре, так и на подборе коллекций. Основателю научной археологии Питт Риверсу пришлось участвовать в серьёзной дискуссии относительно размещения в Ашмолеанском музее «неподходящих» коллекций. Самостоятельный египетский отдел в Британском музее был создан в 1892 году незадолго до учреждения кафедры египтологии в Университетском колледже. На базе колледжа на основе пожертвований и коллекции Амелии Эдвардс был основан Музей египетской археологии Питри. Вплоть до третьей четверти XX века в британских музеях должности кураторов, техников, экскурсоводов не требовали университетской квалификации, и чаще всего специалистов готовили прямо на рабочем месте. Это привело к тому, что в 1960—1970-е годы почти все женщины — специалисты по египтологии работали в музеях, из-за чего в академическом мире длительное время считались «вторым сортом».
Общее число египетских экспонатов в мире превышает два миллиона единиц хранения, сосредоточенных примерно в 850 музеях в 69 странах мира. По состоянию на 2006 год в одной только Великобритании насчитывалось 200 музейных коллекций египетского искусства и прочих артефактов, доступных для публичного обозрения. Крупнейшие египетские музеи по-прежнему привязаны к научно-образовательным центрам. Так, в Германии крупнейшим является Лейпцигский египетский музей имени его создателя Георга Штейндорфа, пополнение коллекции которого начал Густав Зейфарт ещё в 1840 году. Несмотря на то, что его фонды оказались разгромлены во время Второй мировой войны и часть экспонатов погибла, в 1976 году музей открылся заново. К 2010 году он был существенно осовременен за счёт гранта фонда Volkswagen. На протяжении XX века менялся характер организации египтологических музеев. По оценке К. Риггс, объём фондов разросся настолько, что появилась возможность помещать раскопанный инвентарь в археологический контекст, гораздо более многочисленными и информативными сделались ярлыки и пояснительные подписи. Стали нормой каталоги выставок, содержащие обзорные статьи и подробную информацию. При этом образовательная функция египетских выставок, сформированная в предыдущие столетия, полностью сохраняется, как и таксономический способ организации материала. Наиболее часто встречается разделение на «повседневную жизнь» и погребальные практики (даже в Бостонском музее изящных искусств), хотя в египтологии утвердилась точка зрения, что почти все «погребальные» предметы (за исключением гробов и каноп) использовались в повседневной ритуальной практике. В известной степени на современные музейные практики влияет штамп массовой культуры, что египетская цивилизации была одержима смертью (этот миф пропагандировал ещё Шампольон). Никуда не исчезли и героические мифы об отважных археологах, которые входили в погребальные камеры, набитые сокровищами. Широкое распространение тематических выставок связано и с тем, что посетители незнакомы с историческими событиями и датами. Отчасти это связано и с современной идеологией отказа от ориенталистского мифа о вечном, вневременном Востоке.
Наиболее объёмным и представительным собранием египетских древностей является Каирский египетский музей. Его коллекция, документируемая с 1858 года, включает более ста тысяч экспонатов. Г. Масперо и Л. Борхардт на базе музея начали составление единого международного каталога египетских находок, который продолжает выпускаться и в XXI веке. Пополняется и единая цифровая база данных египетских коллекций. С конца XX века в Египте осуществляется проект создания ряда региональных музеев, в фонды которых передаются коллекции из Каира и Александрии. Это позволяет разгрузить столицу, приблизить находки к местам их географического обнаружения и создания, а также восполнить пробелы по хронологии и представить как можно больше экспонатов публике. В 1997 году в Асуане открылся Нубийский музей. В 2001 году был впервые открыт музей под открытым небом на базе заупокойного храма Мернептаха. В Саккаре в 2006 году открылся отдельный музей Имхотепа. Для Египта характерна крайняя неравномерность посещаемости определённых музеев местными жителями и иностранными туристами. Так, в Новой Александрийской библиотеке, которая сочетает функции культурно-просветительского и музейного учреждения, 57 % посетителей являются египтянами, а в Луксорском музее местные жители составляют не более 16 % всех учтённых посетителей. В 2017 году частично были открыты фонды Национального музея египетской цивилизации в Фустате, а в 2024 году полностью открылся Большой Египетский музей.

## Историография
Первый обобщающий труд по истории Древнего Египта был создан в 1829 году Жаном-Франсуа Шампольоном: «Краткая заметка по истории Египта, составленная в Александрии для вице-короля и вручённая Его Величеству в ноябре 1829 года». В отношении методологии автор стоял на позициях французских просветителей XVIII века. В дальнейшем многие исторические сюжеты нашли отражение в его «Египетской грамматике». Очевидно, что самый первый очерк истории Древнего Египта был схематичным и умозрительным, поскольку чтение древнеегипетских текстов только начиналось, и Шампольон в основном основывался на канве, известной из трудов античных авторов. Информация, почерпнутая из древнеегипетских памятников, часто была отрывочна, непонятна, и вместо интерпретации приходилось прибегать к догадкам.
Бурная раскопочная и публикационная деятельность XIX — начала XX веков привела к тому, что в первом томе «Кембриджской древней истории» 1920 года констатируется, что «невозможно дать сколько-нибудь полное обозрение истории египетских раскопок». Однако к вековому юбилею дешифровки Шампольона Джеймс Бэйки выпустил первую обобщающую историю египтологии (A Century of Excavation in the Land of the Pharaohs, 1923). В 1951 году вышло первое издание справочника Who Was Who in Egyptology, выпущенное под редакцией Уоррена Доусона (1888—1968), хотя активный сбор материалов для него шёл ещё в 1930-е годы. В 2012 году было выпущено четвёртое издание, а пятое — в 2019-м. Справочник подвергается критике, так как хотя, с одной стороны, содержит множество биографий и библиографий, недоступных в другом виде, но в то же время включает в домен египтологических исследований представителей других специальностей, например, малоизвестных архитекторов. Карл Гилоу в 1915 году попытался расширить исторические границы египтологии, выпустив исследование Die Hieroglyphenkunde des Humanismus in der Allegorie der Renaissance («Иероглифы гуманизма в аллегории Возрождения»); в том же году Э. Холл опубликовал переписку Уильяма Гелла с первыми египтологами «Старой школы», начав тем самым разработку архивной египтологии. Во второй половине XX века египтологическая историография развивалась. В 1956 году Пьер Монте выпустил Isis: Ou à la recherche de l’Égypte ensevelie — очерки истории французской полевой египтологии от Огюста Мариетта до середины 1950-х годов. В 1964 году была выпущена первая обобщающая история египтологии в США (Signs & Wonders upon Pharaoh Джона Уилсона). Новый взгляд на историю египтологии предложил в 1975 году Брайан Фейган, когда выпустил «Нильское ограбление». Египтологическая биография также представлена рядом исследований, в частности «Великим Бельцони» (автор Стэнли Мейес), который многократно переиздавался. В англоязычной литературе преобладают археологические или филологические исследования, тогда как глубокие обзоры социальной или политической истории Древнего Египта создавались французскими исследователями. Не утратил ценности и немецкий «роман археологии» Курта Керама «Боги, гробницы, учёные». Популярные книги такого типа восходят к апологетическим «героическим биографиям» века колониализма. Неудивительно, что новая волна обобщающих исследований в области египтологии наметилась только в XXI веке. Здесь выделяется исследование Окаши эль-Дали, который свёл воедино средневековые арабские источники по истории Древнего Египта и показал, что европейские учёные Ренессанса и Просвещения проявляли глубокий интерес к этим источникам, но они не были востребованы в век научной египтологии. По определению Эндрю Беднарски (Макдональдовский археологический институт Кембриджского университета), в ситуации XXI века уместнее говорить о целом кусте «историй египтологии». Уильям Каррузерс (Европейский университетский институт во Флоренции) отмечал, что, однако, полноценной истории египтологии так и не существует, так как все, кто об этом пишет, «кажется, возомнили, что знают, что это такое, несмотря на отсутствие какого-либо консенсуса».
В 1973—1992 годах был реализован проект Египтологического лексикона — всеобъемлющей энциклопедии, содержащей статьи по всем аспектам истории и культуры Египта эпохи фараонов. По своему значению для науки рецензент Эрих Винтер сравнивал «Лексикон» с энциклопедией Паули-Виссова для антиковедения или с Reallexikon der Assyriologie und Vorderasiatischen Archäologie для ассириологии. Авторский коллектив первого тома включал 85 авторов, которые посылали материалы на немецком, французском или английском языках. Амарнскую эпоху освещал Ян Ассман. Издание томов с текстом было завершено в 1988 году, позднее вышел справочный том с указателями. Концепция издания разрабатывалась Эберхардом Отто и Вольфгангом Хёльком. Э. Отто скончался вскоре после завершения первого тома, и главным редактором стал Вольфхарт Вестендорф. Э. Винтер особо отмечал, что редакторской коллегии удалось привлечь лучших специалистов — как гуманитариев, так и естественников, например, специалистов по флоре и фауне Древнего Египта. Множество статей было посвящено технике Древнего Египта, включая обобщающую статью в шестом томе. Особенностью концепции было то, что издание игнорировало греко-римскую эпоху, а христианскому Египту была посвящена отдельная «Коптская энциклопедия».
С 2008 года издаётся Journal of Egyptian History как главный орган, в котором осуществляются публикации по истории египтологии и делаются попытки «навести мосты» между мало связанными между собой областями египтологического знания, дискутировать о путях дальнейшего развития египтологии.

### Комментарии
1. ↑  Арабская средневековая наука была основана на изучении Корана и хадисов, в соответствии с которыми всё человечество имеет единое происхождение, но различается в отношении физического облика, ландшафта обитания, языка и этических систем. Египетская история, таким образом, трактовалась как часть единой священной истории человечества. Исламское предание гласит, что женой праотца Ибрагима была египтянка Хаджар, мать Измаила, прародителя всех арабов; Ибрагим и Измаил считаются основателями и строителями Каабы. Женой пророка Мухаммада была египтянка Мария аль-Кибтия. Это обстоятельство сыграло большую роль в налаживании первоначальных отношений завоевателей-мусульман с коптской общиной, составлявшей большинство обитателей Египта. В Коране Египет упоминается 24 раза (по другой версии, 30), и существует 10 хадисов, восхваляющих достоинства этой страны[13][14]. Географ Аль-Идриси поместил в первую главу своего трактата подборку коранических цитат, побуждающих мусульман к изучению памятников и истории древних народов, и привёл притчу, как его учитель заставил некоего марокканца, возвращавшегося из хаджа, ещё раз посетить Египет, чтобы увидеть пирамиды[15].
2. ↑  Средневековые арабские писатели использовали термин араб. قبط‎ ([qibtˤ], «копт») для обозначения как древнего, так и современного им египетского населения; этот же термин (в форме «гифти») использовался в талмудическом арамейском языке ещё до возникновения ислама. В делопроизводстве, по крайней мере, мамлюкской эпохи, этот термин использовался для всех египтян вне зависимости от вероисповедания и не ранее XIV века стал обозначением только египетских христиан. Историк Аль-Максуди утверждал, что Кибтом (Коптом) звали старшего сына Мисра, внука Нуха. Кибт и его младшие братья Сау, Атриб и Ашмун дали название городам (Гебту, Саис, Атрибис, Ашмун). В честь их отца Мисра была непосредственно названа страна, а имя Кибта и его потомков перешло на её население. Разрыв культурной преемственности в XI веке ещё не наступил, и Аль-Мукадаси утверждал, что на четвёртом веку ислама в Египте всё ещё преобладали христиане, и население говорило преимущественно на коптском языке. Название страны — «Миср» (араб. مصر‎ [misˤɾ]) — по-видимому, было образовано от семитского слова с широким спектром значений, включая «город» и «укреплённая граница». Этот термин также известен в ближневосточных языках задолго до появления ислама[16].
3. ↑  Английский генерал Хатчинсон настаивал, что в соответствии со статьёй XVI Конвенции об оставлении Александрии французы должны были выдать не только военную добычу, включая предметы искусства, но и научную документацию и даже личные записи учёных. Сент-Илер категорически заявил, что сожжёт архив или утопит его в море, дабы мир знал, что «британские вандалы способны уничтожить достижения науки и культуры в Александрии так же, как в древности была сожжена Александрийская библиотека»[44].
4. ↑  Из 14 знаков в двух картушах Юнг верно определил чтение пяти и неверно четырёх знаков, а Шампольон установил одиннадцать верных и три частично верных чтения (например, «m» вместо «ms»)[48].
5. ↑  Словарь Шампольона Dictionnaire égyptien en écriture hiéroglyphique включал 749 иероглифов. Моделью для его создания были китайские словари, основанные на сгруппированных по предметам гнездовых иероглифах, которые для египетского языка выделялись морфологически[54].
6. ↑  Помимо немецких учёных, в составлении словаря участвовали: два американца, два англичанина, ирландец, француз, два датчанина, швед и швейцарец[77].
7. ↑  Syro-Egyptian Society of London существовало с декабря 1844 по 1872 год. Сохранились протоколы 146 заседаний Общества, проводимых с 3 декабря 1844 по 12 марта 1861 года каждые две недели. Архивы Общества в 1919 года перешли в распоряжение Королевского азиатского общества[83][84].
8. ↑  Достижения археологов этого периода мало зависели от шумихи в прессе и послужили уточнению представлений о египетской цивилизации в целом. Широкомасштабные британские раскопки в Амарне шли в 1920—1930-е годы под руководством Барри Кемпа. Параллельно крупные открытия были сделаны в Дейр-эль-Медине, они в известной степени изменили отношение египтологов к повседневной жизни деревни и простого населения. Также существенные результаты принесли десятилетние (1929—1939) работы Пьера Монте в Танисе, расширившие представления о малоизвестных периодах египетской истории. В последний сезон ему удалось отыскать нетронутые царские гробницы с саркофагами, утварью и погребальными масками из золота и серебра. Сопоставимая с находкой сокровищ Тутанхамона сенсация прошла незамеченной на фоне Второй мировой войны. Часть ценностей была украдена в 1943 году, и судьба их неизвестна до сих пор[92].
9. ↑  Первоначальный энтузиазм в области египтологии 1830-х годов не получил в России развития. До революции 1917 года русские египтологи не принимали участия в раскопках, их численность была на порядок меньше, чем в европейских школах. Первым профессиональным русским египтологом явился В. С. Голенищев, первые статьи которого вышли в 1874 году. В 1880 году он стал хранителем ассирийского и египетского отдела в Эрмитаже, параллельно собирая собственную коллекцию древностей. В 1912 году она поступила в московский Музей изящных искусств, который с тех пор является крупнейшим хранилищем египетских древностей в России[95]. Первым преподавателем языка и египтологических дисциплин в Петербургском университете стал О. Э. Лемм, представитель Берлинской школы, защитивший в 1882 году диссертацию по храмовому ритуалу Амона. В 1892 году он был вынужден прекратить преподавание египетского и коптского языков из-за отсутствия студентов. Основоположником национальной школы египтологии стал Б. А. Тураев, учившийся у О. Э. Лемма в Петербурге, и далее в Берлине у Эрмана и Бругша (его однокурсником был Брэстед). Его диссертация 1898 года «Бог Тот» была первым египтологическим исследованием, опубликованным на русском языке. Тураев впервые возглавил кафедру Древнего Востока в Петербургском университете и явился автором фундаментальной «Истории древнего Востока» в двух томах и «Египетской литературы»[96].
10. ↑  М. А. Коростовцев в 1955 году подал «Меморандум об организации советской научно-исследовательской работы в Египте», в котором изложил проект создания Советского института археологии и истории в Каире, который остался без ответа, несмотря на удачную политическую конъюнктуру. В 1961 году АН СССР приняла решение участвовать в проекте ЮНЕСКО по сохранению памятников в зоне Асуанского гидроузла, после чего в 1961—1963 годах прошла советская экспедиция в Нубию. Б. Б. Пиотровский получил концессию на территорию от Герф-Хуссейна до Махар-раки, где были обнаружены более двухсот граффити, оставленных египетскими чиновниками во время экспедиций к золотым рудникам. При раскопках в Хор-Дауде были получены множественные данные о хозяйственной жизни IV—III тыс. до н. э. Исследования возобновились в 1995 году Кабинетом египтологии Института востоковедения РАН, и в ноябре 1999 года был создан Центр египтологических исследований РАН с представительством в Каире. Исследовательская и экспедиционная база Центра египтологических исследований Российской академии наук была создана в Египте только в 2001 году[114].
11. ↑  В своём поместье Монтичелло Джефферсон обустроил «египетский уголок», где имелась карта Африки, статуя Ариадны, которую он считал изображением Клеопатры, и макет Великой пирамиды, подаренный графом де Вольнеем, мемуары которого переводил американец. Египетские символы широко использовались в символике американских масонов, тогда как Томас Пейн доказывал египетское происхождение их ордена[116].